# トリニティセブン 7人の魔書使い
『トリニティセブン 7人の魔書使い』（トリニティセブン しちにんのましょつかい、英題：TRINITY SEVEN）は、原作：サイトウケンジ、作画：奈央晃徳による日本の漫画作品。『月刊ドラゴンエイジ』（KADOKAWA 富士見書房）にて2011年1月号より連載中。2024年8月時点で電子版を含めたシリーズ累計発行部数は470万部を突破している。

## 概要
パソコンゲームのシナリオを数多く執筆し、2010年よりはライトノベル作家としても活動しているサイトウケンジの原作を漫画家の奈央晃徳が手がけた現代ファンタジー作品で、ロー・ファンタジーに分類される作品であるが、ラブコメディおよび美少女ものとしての側面も大きい。
第1巻が発売される際には、本作と同じく奈央晃徳の作品である『カウントラブル』第4巻（講談社刊、2011年7月8日発売）との連続発売を記念し、合同キャンペーンが行われた。原作のサイトウケンジによる外伝小説も2014年11月に刊行された。
2012年9月には漫画版の第1話と第2話を基にした冒頭部分、および書き下ろしのオリジナルエピソードを加えたものがドラマCDとしてフロンティアワークスより発売された。2014年初頭にはアニメーション化の企画が発表され、2014年10月より12月まで『トリニティセブン』のタイトルでテレビ東京系列およびCS放送にてテレビアニメが放映された。2017年・2019年には劇場アニメが公開された。

## あらすじ
17歳の少年、春日アラタは同居人である少女、春日聖とごく普通の日常生活を過ごしていた。ある日、太陽が黒く見えたことをきっかけとして世界に違和感を覚えたことを語るアラタに対し、聖は突如豹変した。混乱するアラタの前に、武器を持った謎の少女が現れる。アラタは自分の住む街が「崩壊現象」なる謎の現象ですでに失われていること、現在の世界は彼の願いにより創られたものであることを知らされ、聖は魔道書をアラタに託して異界へと消えた。
崩壊現象の調査のために魔道学園よりこの地に派遣されたという謎の少女、浅見リリスに魔道書の引き渡しと世界の原状復帰、そして聖に対する記憶の消去を要求されたアラタは、自身も魔道士となって崩壊現象の謎を解明し、聖を救うことを宣言する。
アラタは世界に5つのみ存在する魔道学園の1つ、王立ビブリア学園へ入学するが、崩壊現象に遭遇した際に魔王候補と目されて伝説の魔道書を託されていたアラタを待ち受けていたのは、学園において各書庫にある「秘奥義」（ロスト・テクニカ）を習得した者の1人であったリリスと他6人の秘奥義の習得者、計7人の美少女魔道士「トリニティセブン」であった。
こうして、「魔王の因子」を持つ魔王候補となったアラタと彼を取り巻くトリニティセブン、そして魔道士たちによるラブコメ&時々シリアスな魔法学園物語が幕を開く。

## 登場人物
※担当声優はアニメ版 / ドラマCD版の順。

### 主人公
春日 アラタ（かすが アラタ）
声 - 松岡禎丞 / 細谷佳正
17歳→18歳、身長：175cm、誕生日：6月18日、好物：唐揚げ（ドラマCDではハンバーグ）。
目の前で「崩壊現象」によって消えた従妹の聖を救う魔道士になることを志して王立ビブリア学園に入学した少年。
「書庫」(アーカイブ）は傲慢（スペルビア）。「テーマ」は支配（インペル）。後に生命（アビエス）、信仰（フィデス）、停滞（スタグナ）、崩壊（ルイーナ）。専門術式は七皇術（セブンス・アストラル）。現王立図書館検閲官次席。
第一話時点まで魔術・オカルトの類いに縁が無かったが、聖から託される形で伝説の魔道書「アスティルの写本」と「イーリアス断章」を所持し、あらゆる魔力を「支配」して打ち消す魔術（魔法の強制解除、通称：すっぽんぽん魔術）を使えるようになる。
ワープという言葉にわくわくし、クールで怖いもの知らずな性格に、気に入っている人間がのびのび笑ってられるのが好きだと語り、それを蹂躙するものは許さない。トリニティセブンをはじめ、聖やイリアからも好意を抱かれているが、大らかな性格も相まって拒むことはない。ただし女性の胸を第一印象にするスケベな一面も兼ね備える。
「魔王因子」を生まれ持った生来の魔王候補で幼少期に魔道士の襲撃を受け、結果として生じた飛行機事故によって両親と死別。リベル学園所属の魔道士として活動していた父方の叔父一家に「事故で両親を亡くした聖を引き取った」という暗示を植え付けられ、叔父夫婦を両親と思い込んだまま本編まで育つ。
アビィス・トリニティに対抗すべく天空図書館で魔王兵器「黒皇剣ジュデッカ」を取得するが、暴走寸前となったところをリーゼの数秘術を会得することで窮地を脱した。アビィスに捕らわれたリリスを奪還後、色欲の魔力で「4つの書庫」にまで到達。その後、魔道研究大決戦編でアナスタシアによって魔道書共々終焉図書館に封印されるが、アリンと聖の尽力によって解放、憤怒の魔術を手に入れる。さらに、存在を失っていたアナを救出するためにリリスたちの手を借りて大魔術を行使し、その代償として魔王因子を失う。
世界や魔王として自分自身を見つめ直すため、「真の魔王」が座す「神曲門（ダンテズゲート）」の最奥を目指すことを決意。王立アカーシャ学園で十ヶ月ほどの修業の末、「魔道剣聖（ソード・マギウス）」にクラスチェンジを果たした。短期間で大きな力を手に入れたことで一時的に己の魔力に「支配」されるも、リリスやリリムの手を借りて乗り越える。また、仮の復活を遂げた大魔王ディース・トリニティにかけられた呪いに対抗するために世界の最果てへと赴き、大魔王が大魔王たる所以である魔王真核を入手している。
当初は専門術式を持たない特殊な魔王候補とされていたが、正体は18年前に大魔王ディース・トリニティがテーマ「愛情（カリタス）」をより純粋な「愛（アマーレ）」へと到達させるために自ら十二魔将に殺害される際に不要なものとして切り捨てられた「情（センサス）」の因子と、彼の魔力の残滓が人間の魂に宿ったもの。実際には大魔王ディースの「他者の魔道を己のものとする」黒皇術を無自覚に行使していたことから大魔王からは「我が息子」と呼ばれ、アラタも「オヤジさん」と呼ぶ。
最終決戦では、アビィス・ラストと共に魔王三名による三位一体（トリニティ）を披露。魔王真核を完全に使いこなした「管理者（アドミニスター）」接続によって十二魔将らを“支配”し、その助力を受け、トリニティセブンと共にディースを打倒。彼の魔術である黒皇術（アストラル・ルーラー）から派生・創作した専門術式として「仲間の魔道を借りて力にする」七皇術を与えられ、大魔王の座を継ぐ「黒皇の魔王」となった。二代目大魔王の地位とは裏腹に“危機に対して本気で立ち向かう状況以外では普通の魔道士並み”という出力に落ち着いている。
単行本22巻から開始した新章では、対魔王兵器《黒帝焰界（レーヴァテイン）》の化身として完成した聖を真っ向から撃破し、物言わぬ剣と成り果てた形で彼女を取り戻す。その後、聖が己に遺したものを知るために、永劫の焔に焼かれる事を知りながら黒帝焰界の内部世界へ赴くことを決意。この際、セレスを依坐とした「深闇の女神」の誘導を受けていたが、内部世界で本来のセレスと限りなく同調した様な姿で現れた聖と再会し、彼女の全てを「支配」し受け入れる事を誓う。
アストラル・トリニティ
アラタの魔王因子の覚醒で引き起こされた、魔王因子そのものが持つ独裁的な人格。アラタの記憶を共有し、魔道書であるソラの魔力を打ち消す圧倒的な支配の力を持つ。由来は、大魔王ディース・トリニティの専門術式・黒皇術（アストラル・ルーラー）。
アナスタシアの存在を繋ぎ止める際に行使した大魔術の代償として魔王因子ごと失われたはずだが、現在はアナスタシアの内に宿る。アラタのことは「本体」と呼びつつ、双方ともに彼女を大切にしている。他ならぬアラタの魔力を充填しておくことで、絶大な力を伴った魔王騎士としての召喚が可能。ただし短時間しか喚び出すことは出来ず、再召喚までにも長い時間がかかる。
“β時空の”春日アラタ
リベル学園からの転校生。本編と同様のタイミングでビブリア学園を訪れるが、既に一定の魔道の経験を積んでいる為か、メイガスモードも本編とはデザインが異なる。
β時空を訪れたリーゼに助力するが、後に魔力を奪われて抜け殻となる。アリエスの消滅に伴ってリーゼとアリエスの意識を巻き戻した死に戻りの魔術に対する彼の関与の有無は不明。
巻き戻されたβ世界でも戦闘に介入するが、魔王としての覚醒率が低かったために魔力を奪われて敗北。β時空のリーゼに奪われた魔力が返還された際に傲慢だけでなく怠惰の魔力も混ざっていたことでアストラル・トリニティではなく時空構築による対消滅攻撃などを繰り出す数秘術を扱う蒼の魔王クロノス・トリニティとして覚醒する。リーゼ達の奮戦によって討伐直後に魔王因子が暴走し、時空裂界による停止した世界で摩耗・消滅。β時空のアラタがクロノスとなる因果は消滅することとなった。

### 王立ビブリア学園

#### トリニティセブン
浅見 リリス（あさみ リリス）
声 - 原由実 / 茅野愛衣
17歳、身長：162cm、スリーサイズ：B 89/W 55/H 89。「トリニティセブン」の1人。専門術式は錬金術（アウター・アルケミック）。「書庫」は色欲（ルクスリア）、テーマは生命（アビエス）、消滅（フォール）、虚無（ヴァニタス）。所持している魔道書は「ヘルメス外典」。秘奥義は無限絶界（アエシュマ・デーヴァ）。通称は「魔王息女」。真名はリリス・アザゼル。
若年ながら、確かな才能と実力で教授職に就く、スタイル抜群で容姿端麗な少女。巨乳、赤毛のロングヘアに右片方のみをお下げというヘアスタイルで、ベレー帽を着用している。会話では常に敬語・丁寧語を使い、普段は厳格な態度を取るが相手がアラタだとスケベな行為に対して本調子でならなくなる。下着は主に縞パンを着用している。
戦闘時は、錬金術によって自身の魔道書をさまざまな銃に変化させて戦う戦闘スタイルを採る。詠唱は「認識顕現（リアライズ）」で、自らの魔道書を20種以上の銃のほか、さまざまな形に変化させること可能。幅広い知識量、あらゆる「物質」を作り出せる技術、そして、それらを安定して使える魔力等から「天才」と称されている。当初は援護射撃に回ることが多かったが、神曲門編以降は魔王の娘として魔王因子を使いこなし、単身で相手を完全に滅ぼす為の攻撃的な魔術を使う機会も増えている。
天空図書館での調査では、操られたルーグの攻撃を受けた際にアラタや聖と同じく魔王因子を持っていることが判明。直後に姿を見せたアビィス・トリニティから「我が娘・リリス＝アザゼル」と称され、捕らわれの身となる。その後、アビィスの手で「最後の鍵」として「アエーシャマ」に顕現させられるも、アラタの「支配領域」により解放された。54話以降は、自らの意思で「アエーシャマ」を身に纏うことができるようになっている。
アラタに好意を抱いているようであるが、作中で明言されてはいない。しかし、キスされると勘違いした際には恥じらいながらも受け入れるつもりであったり、天空図書館の一件以降は無意識に見惚れてしまうようになるなど、早いうちからアラタへ好意を抱いたことは明確に描かれている。また、ほかのトリニティセブンからはそれを指摘されたり、前述のスタイルと絡めてスケベな言動に翻弄されることも多い。
その正体は、かつて別時空で魔王として覚醒したアビィス・トリニティと、彼の「番」となった元・裁定者たる堕天使・浅見アルルの間に生まれた娘。「色欲」の魔道を極めた彼らには概念レベルで「色欲」が存在しないため、それにも関わらず二人の間に生まれた娘であるという無二の特殊性は、いずれ復活する絶対神「深闇の女神」を打倒する鍵になるとされている。
魔王兵器の化身になると共に子煩悩な父親と化したアビィスとは少々距離を測りかねる部分があるものの、一応は実父と認めており、時には彼にささやかな優しさを見せることも。神曲門編の前日譚となる回想では、大魔王との戦いに備えてより大きな力を手に入れるべくアビィスに教えを請い、カイーナを介して既に滅んだ己の故郷の世界へと接続したことで虚無のテーマを完全習得したことが明かされた。また、女神との戦いを控える中でアビィスから己の生まれと両親の過去を教えられると共に、母からの贈り物として魔道書「贖罪黙示録（アポカリプス・オブ・エクスピア）」を託されて涙を零している。
本質的に生命の輪廻から外れた異世界の生命存在であるため、ある程度の肉体年齢に達すると成長が止まり、永劫の時を生きることが運命づけられている。

神無月 アリン（かんなづき アリン）
声 - 内田彩 / 下屋則子
16歳、身長：156cm、スリーサイズ：B 83(原作では82)/W 56/H 84のCカップ。「トリニティセブン」の1人。専門術式は聖儀術（カオシック・ルーン）。「書庫」は憤怒（イラ）で、「テーマ」は崩壊（ルイーナ）、創造（パルタム）、勝利（ウィクトリア）。所持している魔道書は「黄昏の真説（ラグナ・ユグドラシル）」。所持している武装は「魔槍ゲイボルグ」。秘奥義は聖魔崩界（アル・シャイターン）。通称は「天魔番人」。
自称「魔王の嫁」を目指している、聖と容姿がそっくりな少女。アラタが入学初日に入浴に行った際、男性用の浴場にて初登場。天然キャラで、たとえ先述の浴場で裸体を異性に見られても、一切恥じらいを見せないうえ、怒ることもない。「難しいのね…」が口癖。アラタのことは「だんな様」と呼ぶ。
その後、アラタ、リリス、レヴィ、セリナの4人がアラタの自室にいた時、「魔王候補を窮地に立たせることで崩壊現象が起きる可能性がある」と学園長に言われたために部屋ごと結界を張り、動向を観察した。アラタたちが結界から脱出した翌日、「魔王候補」の観察と称してアラタをつけ回した際、自身が魔王の伴侶になることを告げるとメイガスモードを発動させ、アラタの魔力の制御を崩壊させることで「崩壊現象」を引き起こした。
家族の下で人として育った経験を持たず、数年前に突如として「自分」を認識し、どことも分からない場所で目覚めて以降の記憶しか持っていない。目覚めて程なく現れた学園長によってビブリア学園へと連れて来られたが、その道中では正体不明・解析不能の「外なる魔（アナザー・ワン）」と呼ばれる魔物の襲撃を幾度となく受けていたことが本人の口から語られている。
本編の世界における魔王の番（つがい）とされているが、一個人としてもアラタに明確な恋愛感情を抱いており、彼からかけられる言葉に照れたり嬉しがっている。アラタとはいつまでも一緒にいたいという願望を持っており、短編小説版では「大好きなだんな様」とまで言い切るほどで、ほかのトリニティセブンとの浮気は仲間である解釈からも容認している。
小説版第一巻において、更なる力を求めて自らの魔道書に直接“崩壊”の魔力を流し込むことで「世界樹図書館」へと辿り着き、聖儀術の始祖スカサハの残留思念との交戦を経て前述の神話武装ゲイボルグを入手していたことが発覚。後の魔道研究大決戦編では、ユイに魔力の外部制御を任せることでその封印を解いて対魔王兵器である「戦神武装・神王槍グングニル」へと姿を変えると共に、トリニティに到達することに成功した。
その正体はかつての「世界樹の巫女」セレスティアの転生体の片割れであり、最終起動鍵（ラグナロク・コード）の資格を持つ現「世界樹の巫女」。マスター・リベルによる調整を受けていたため神曲門の戦いには遅れての参戦となったが、この時点で完全なトリニティに達しており、ユイの手助け無しでゲイボルグをグングニルへと変化させることが可能となっている。
新章では、聖が黒帝焰界の化身となった際に彼女とのリンクが途切れた事を感知。傍にいたリーゼに、寂しさを覚えたことを吐露している。

風間 レヴィ（かざま レヴィ）
声 - 佐倉綾音 / 藤田咲
17歳、身長：148cm、スリーサイズ：B 78/W 54/H 77。「トリニティセブン」の1人。専門術式は忍法術（シャーマニック・スペル）。「書庫」は嫉妬（インウィディア）で、「テーマ」は期待（エクスペクト）、希望（スペーロウ）。所持している魔道書は「神威未然抄（かむいみぜんしょう）」。秘奥義は混沌渦界（リヴァイア・サン）。通称は「天眼稀神」。
派生作品「レヴィ忍伝」における主人公。殺人術から房中術に至るまで、さまざまな術を駆使する忍者（くノ一）の少女。その実力は世界トップクラスで、戦闘能力に限定すれば5本の指に入るほどである。手裏剣をかたどった髪留めでポニーテールというヘアスタイルで、左目部分は髪で隠れている。
単独行動を主とする忍者ゆえ、誰かに期待することはない。会話では語尾に「〜っス」と付く。ユイとは、お互いに「他人に“期待”しない」「“友情”なんて求めていない」という、己の研究に他者を全く必要としないが故に他者を研究せずにはいられないという、ある意味で非常に似通った親友同士。
マフラーを常に首に巻いており、海水浴や入浴の時もそれを取ることはない。下着を着用していないため、作中でも戦闘時は尻が露わになることがある（アニメ版の本編ではハーフトップとローライズを着用しているため、露わになることはないが、版権画ではこの限りではない）。アラタとリリスの会話から性的な想像をしたり、リリスの乳房を幾度も揉んでいることからアラタと同様、スケベな一面も垣間見える。
トリニティセブンで唯一アラタのすっぽんぽん魔術を被ったことはなく、原作第38話では全裸をかけた彼との鬼ごっこを制し、全裸は免れている。
物語開始時点で、また未来においても最も血塗られたトリニティセブンであるとされており、任務となれば知己であっても容赦はしない。平常時から常に魔力の放出と制御を行っており、ある意味では常時メイガスモードでいるようなものだが、更なる本気を出す際には肉体をより魔力に近付けた短期決戦用の「ソーサラーモード」を使うことも。この形態は、魔道士（メイガス）に対して妖術師とも称される。
かつては風間の里に何処からともなく童女の姿で現れ、禍ツ神天目一箇神の化身「マヒトツ姫」として封じられていた過去を持つ。影魔忍軍の襲撃によって里が壊滅して以降は、そのまま影魔の里に身を寄せていた。しかし、そこでも最終的にはレヴィを殺そうとする竜貴によって里の人間のほぼ全てが殺される結果となり、竜姫には自分が竜貴を殺したことにして里を後にしている。
大魔王からは稀人（まれびと）と称され、この世界の法則では原則的に追い詰められこそすれ、殺されることは無いという特異な存在。普段から髪に隠れている左目はあらゆる「死」を視ることに特化した邪眼神禍目（かみのまがつめ）であり、対象の「死の可能性」を知識に変換して取得することで絶大な優位性を持つことが出来るが、かつて影魔の里で竜貴に魔力ごと奪われ最近になって漸く取り戻している。ただし、前述のマヒトツ姫の名の由来となったのはこの左目ではなくいつも見えている右目であり、その正体は稀神天眼（きしんてんがん）と呼ばれるさらに高位の眼。隠されている目を重要な邪眼と思わせることこそが、単純にして最大の心理トリックであり、彼女の最後の奥の手となっている。
修めた忍法術は、大自然と一体化することで風や雷等の様々な自然現象を自分の力とするもの。自前の魔力が尽きても自然の力を吸収して戦闘を行うことが可能であり、その才覚は竜姫曰く「始祖の再来」と謳われる程だとされる。一体化を超えて世界を欺く程の位階に達した忍術は直接的な破壊よりも寧ろ諜報や暗殺等が本領であり、戦闘では幻術による攪乱や拘束、変装等の搦め手を駆使して作った隙に相手を仕留める戦法が基本となる。「命がけで切り札を伏せるタイプ」とも評されており、神曲門編ではファルファレアから大魔王の魔力体を出現させて殺害する為に、あえてギリギリの苦戦を演じる姿も見せた。
一時期は喪失していたとはいえ、有する邪眼の特殊性もあり、作中で起きるおおよその事件について最初からその背景を詳細に把握しているような挙動を見せる事が多い。当人は、「そうでなければ良いと“期待”していた」と言いつつも、実際には常に最悪の可能性も想定して事に臨んでいる模様。セリナが「憂鬱」の素養を有している件についても、物語最初期から察しつつそうと知らせずに見守っていたとされている。

山奈 ミラ（やまな ミラ）
声 - 日笠陽子 / 三森すずこ
16歳、身長：152cm、スリーサイズ：B 79/W 55/H 78。「トリニティセブン」の1人。専門術式は映晶術（ゲヘナ・スコープ）。「書庫」は傲慢（スペルビア）で、「テーマ」は正義（ユースティティア）、使命（ミッショニス）、理念（イデア）。通称は「英雄候補」。
王立図書館検閲官首席の少女。水晶の魔道書「鏡の国の書」を所持しており、魔力の解析・吸収・反射など、魔力そのもの及び魔術情報の扱いに優れている。アラタのすっぽんぽん魔術の直撃を受けた者の中で唯一、それを跳ね返している（「嫌な予感がした」との理由であるため、自動的に反射したわけではない）。しかし、原作第20話ではメイガスモードが発動できない領域で「書庫」に接続した影響から、着衣が破かれて全裸になっている。
後述の不動アキオと共に行動している。先輩であるアキオを慕っており、レヴィからは「ソフトな百合」などと言われる。現在は威圧的な性格だが、当初は自身の魔力が暴走するとの理由で誰にも近寄らないというほどの引っ込み思案だった。
当初、アラタには「不浄な男」と呼ぶほど敵意を向けていたが、王立リベル学園の調査時に魔力が使えなくなった際に気遣って励ましてくれたことから好意を抱き、「アラタさん」と呼ぶようになる。その後は「ツンデレ娘」とも呼ばれ、アリンの「デレたの?」との指摘に対して「デレてません!」と返答したり、ほかのトリニティセブンからも「丸くなった」と言われる。また、ウサギ柄の下着を着用したり、レストランではウェイトレス姿で給仕としてアルバイトをしたり、ドラマCDでは手作りのクッキーを振る舞うなど、かわいい一面も垣間見えるようになる。なお、下着に関してはアキオ曰く「アラタを意識してから柄物を穿かなくなった」とのこと。
魔道研究大決戦の折、同じ傲慢の大魔公であるアーシャや魔王騎士として具現化したアストラルをして脅威に感じる程の素質を垣間見せ、その際にアビィスの口から世界を滅ぼす運命を背負う魔王とは逆に、世界を守護する側の宿命を持つ英雄の素養＝英雄因子を有していることが明かされた。この戦いで多重詠唱の代償として一時的に視力を喪失するも、後に回復している（しばらくは眼鏡をかけていたが、それが視力の低下によるものなのかは明言されていない）。
神曲門での戦いでは思うように力を発揮出来ないことを悔しく思っていたが、それを知ったリーゼとカグナッツォによりアーシャが呼ばれ、魔王を滅ぼす装置に成り果てるかもしれないリスクを承知の上で英雄候補としての試練を受けることとなる。彼女の有する「ティアマットの十一神魔剣」により幾度となく殺害され、その度に蘇生に要する時間を縮めていき、最終的には殺されても一瞬で蘇る程の領域に理性を保ったまま辿り着くことに成功した。アラタを呪い、彼が魔王真核を得て帰還するのを待っていたディース・トリニティの許を訪れ、魔力体だった為に弱体化していたとはいえ殆んど一方的に勝利して消滅させている。
新章において、師であるアーシャから「深闇の女神」に対抗する為の戦力としてスカウトを受けるが、同時にそれがトリニティセブンの資格の喪失を伴うことを告げられ、動揺。アラタが黒帝焰界の世界へと向かってからは、ビブリアに連れられて天界を訪れ、新たな裁定者候補としてエーテリアに師事する日々を送っている。

不動 アキオ（ふどう アキオ）
声 - 柚木涼香 / 小林ゆう
18歳、身長：170cm、スリーサイズ：B 82/W 56/H 83。「トリニティセブン」の1人。専門術式は真言術（マントラ・エンチャント）。「書庫」は暴食（グラ）で、「テーマ」は信仰（フィデス）。所持している魔道書は「不動真言の刻」及び「イーリアス断章」の第八章であるオクトー。通称は「明王権現」。
王立図書館検閲官第参席の長身の少女。天空図書館付近の出身で、元・秘宝巫女（スプリガン）。制服はボタンを3つだけ留めたワイシャツに、スリット入りのロングスカートというスタイルで着こなしている。体表同化タイプの魔道書を有する完全な戦闘型魔道士で、基本戦術は体に宿した梵字による身体強化状態での格闘戦。大雑把かつ豪快な性格で、得意とする足蹴りは床や壁を破壊する威力を持つ。「魔道研究大決戦」開催の時点で、自身の真言術は治癒能力を習得するまでに向上している。魔力の消耗が一定以上になると小柄な修道女姿に変化するが、この状態では逆に体表に展開出来る梵字が減ることで逆に威力特化となる。また、神曲門編以降は長髪をポニーテールで纏めている。
先述の山奈ミラと共に行動している。ミラと同様にアラタのことを意識しているが、ミラのように明確な敵意を持っているわけではなく、本人も「意外と息が合う」と言っている。リーゼの襲撃を受けた際に彼女の帰還を願い、ミラと共にアラタに自身の真言術をコピーさせる修行を行う。また、アラタには天空図書館で自身の過去を同情せず受け止めてくれたことから好意を抱き、「愛しのにーちゃん」と呼ぶようになる。
非番時は「書庫」と関係してレストランで調理師のアルバイトに勤しみ、来店客へ料理を提供することもある。
純粋な破壊力はトリニティセブンでもトップクラスであり、始祖術式と呼ばれる魔術も習得している。魔道研究大決戦編ではレヴィと組んで出場するも、アカーシャ学園に手札を見せることを警戒してリリスとミラを相手に初戦で敗退。その夜裏魔道研究大決戦においてアーシャの襲撃を受けた際には本体こそ拘束されるものの、修道女姿の魔力体を構築しレヴィと共にアーシャの影に潜む形で終焉図書館への潜入を果たした。
神曲門編では十二魔将の盟主メイラコーダをはじめとした多くの強敵と戦いを繰り広げ、前述の魔力体と本体を並列で動かして戦闘を行うという魔王クラスの技術も披露している。また、一連の戦闘の中で、伝説の魔道書である「イーリアス断章」の第八章を入手した。
新章では、天界からの遣いによって「深闇の女神」打倒の為の戦力としてスカウトを受けている。しかし同時にそれがトリニティセブンの資格の喪失を伴うことも告げられており、同様の立場のミラ共々迷いを抱いていた。アラタが黒帝焰界の世界に赴いてからは、彼の手がかりを得ることも目的としつつ、ビブリアに連れられて天界を訪問。リベルの後継者として暴食の裁定者となることを打診されつつ、女神との戦いに備えて魔王懐柔派閥に所属するアマナと修業に励む日々を送っている。

倉田 ユイ（くらた ユイ）
声 - 村川梨衣 / 大久保瑠美
14歳、身長：147cm(｢夢の世界｣のユイは154cm)、スリーサイズ：B 84/W 55/H 83（「夢の世界」のユイはB 87/W 59/ H88のGカップ）。「トリニティセブン」の1人。専門術式は重唱術（アーク・シンフォニー）。「書庫」は強欲（アワリティア）で、「テーマ」は友情（アミキティア）。所持している魔道書は「アレイストの魔譜」。秘奥義は夢幻限界（ア・マイモン）。通称は「枢機魔公」。
長い間、夢の世界で過ごしていた魔道士の少女。学園長に次ぐ枢機クラス（詳細は後述）の魔力を持っており、それを抑えるために地下迷宮で眠りに就いていた。現実の世界と「夢の世界」とで容姿が異なり、前者は小柄ながら胸の発育が良い体形で、後者は前者より背丈が大きく大人びている。アリン曰く、夢の世界のユイは彼女自身の「理想の姿」であるという。アラタの手を取って自身の胸を触らせるなど、アリンと同様に恥じらいを見せない。バイオリンの演奏を得意とする。魔道士は大抵偽名を名乗るものだが、ユイの場合は自分自身でも己の本名を把握していない。
物語開始以前は、迷宮の最奥でただ眠り続けるだけで「いずれ現実世界を己の夢とその住人たる怪物で侵蝕して滅ぼす」という形で研究を行っていた。学園長の手引きでレヴィと邂逅してからは、「全く他者を必要とせず、しかしそれ故に他者の存在を求め続ける」という研究の方向性が一致した相手として、彼女と友人関係になっている。
アラタの魔力がアリンによって暴走させられた際、ミラとアキオによって命を狙われた彼を自身の「夢の世界」に引きずり込むことで救出し、さらにアラタに自身の起こした「崩壊現象」を制御するヒントを与える。しかし、魔王候補であるアラタを夢の世界に入れたことで影響を受けたユイ自身の魔力は後に暴走し、学園内の魔力の少ない生徒を眠りに就かせる「崩壊現象」を引き起こす。その後、アラタやほかのトリニティセブンによって救出され、彼へ好意を抱くようになる。それ以降、アラタに積極的に抱きついたり頬にキスをするなど、作中に登場する女性では一番素直な好意を示しており、アリンには「ユイは愛人でいい」とまで言い切っている。事件解決後は普通に学園生活を送るようになったが、これはアラタの魔術によって自身から溢れ出る魔力が打ち消されたためである。
トリニティセブンきっての天才児であり、無尽蔵とも言われるその魔力は常に夢の世界を作り続けることで何とか安定するほど。また、結界によって自分の力を十全に発揮できる領域を形成すれば、その内部では現実世界でも前述の大人びた容姿に変身できるようになっている。音を介して空間を支配・形成することに高い適性を持ち、相手を夢と現の狭間に誘い込む両目の「幻十字の邪眼（ファントムクロス・アイ）」との組み合わせによって、絶大な力を発揮する。
神曲門編では、無欲ゆえに桁外れの強欲の魔力が集まり、その力は十二魔将二名を瞬殺するほどに高まった。後に十二魔将の副盟主・アルバリシアを限定版の魔道極法によって自身の夢の中に幽閉しており、以降は彼女の魔力を自分で使えるようになると同時に、アルバリシアに任意で仮初の肉体を与えて現実世界に召喚することが可能となっている。またこの際、自らの夢の中に入れ子構造のように“眠り続ける倉田ユイ”が存在する事が判明しており、「世界の全ては私が見る夢かもしれない」という途方も無い感覚を持っていることを告白。アラタを大切に想っているのは、そんな何が夢で何が現実なのかも分からない中で、唯一“本物”だと思えるからなのだとアルバリシアに告げている。

リーゼロッテ＝シャルロック
声 - 東山奈央 / 藤村歩
17歳、身長：155cm、スリーサイズ：B 85/W 56/H 84。「トリニティセブン」の1人。専門術式は数秘術（ロゴス・アート）。「書庫」は怠惰（アケディア）で、「テーマ」は停滞（スタグナ）。所持している魔道書は「X=arkhē（エクス＝アルク）」。秘奥義は時空裂界（バアル・ペオル）。通称は「無限魔人」。
派生作品「リーゼ・クロニクル」における主人公。セリナの双子の姉で、元王立図書館検閲官次席の少女。元福音探求会のメンバーでもある。自ら魔王候補となってアジト（永劫図書館）から「崩壊現象」を引き起こし、トリニティセブン全員の魔力を奪おうとした張本人。魔道極法（ラスト・クレスト）で作り上げた時空裂界での戦いでは一方的な展開に持ち込むも、自分の行動を予測されて真言術を撃ち込まれて敗北する。アラタたちに敗れた後は魔道極法を使用した代償として、「超高速の世界」に居残ることとなる。妹とは対照的に胸の発育が良く、メイガスモードでは露出の多いコスチュームを身にまとう。
ルーグとの戦いでは、妹の肉体を借りる形で（精神体のみ）現実世界に戻り、トリニティセブンとして復帰する。その後は天空図書館にてアラタが魔王兵器の手によって暴走寸前になりかけたところを助け、彼に数秘術を会得させたことで肉体と共に現実世界への帰還を果たす。
現実世界帰還後の経緯は描かれていないものの、ビブリア学園へ復学している。アラタにはほかのトリニティセブン同様に好意を抱いており、「どんなお礼でもしてあげたい」と口にしているほか、アナスタシア＝Lと出会った際には「アラタの夜の愛人」と自称している。なお、短編小説によるとセリナ曰く「経験はないのに慣れた女の子のフリをしている」らしく、本人は「経験はないけど知識は豊富」と慌てて返している。
幼少期から数学の天才とされ、その才を見込んだマスター・ビブリアから勧誘を受けていた。後に故郷が魔物の襲撃によって壊滅した際、自分を食らおうとするレイミアを逆に侵食し返そうと常軌を逸した演算を展開する中で、独力で魔道に辿り着いている。
魔道研究大決戦では悪の魔道士担当としてアラタとコンビを組み、魔道極法クラスの大魔術を披露するも、魔王因子の侵食による不調を抱えたアラタを庇う形で初戦敗退。その後、アナスタシアによってアラタの魔力を宿された魔王騎士に襲撃を受けるも、見習いから魔道士として覚醒を果たしたセリナと共にこれを退けている。
神曲門編冒頭では再び行方不明となっていることが明かされるも、後にソラから返却された魔王因子を使いこなす為に永劫図書館に籠っていたことが発覚。怠惰の顕現装束である「ベルフェゴール」を纏ってセリナの危機に駆け付け、十二魔将の魔道を一瞬で解析するどころか魔道極法の完全制御を成し遂げる程の絶大な力を見せつけた。
途方もない時間を停止した世界で過ごしていた事もあり、その中で積み重ねた研究の密度は他のトリニティセブンよりも頭一つ抜きん出ている。魔王因子を返却されてからはその力に更なる磨きがかかっており、理性を失くしていたとはいえ十二魔将を軽くあしらう程の実力を披露したが、アキオからは少々魔道に踏み込み過ぎていることを心配されている。作中では、通常のメイガスモードにベルフェゴールの角を追加した顕現装束の限定展開も見せた。
無限に存在する別時空の自分自身を連結し得る程の才能を有しており、無限世界の放浪者であることが通称の由来。β時空では唯一自分ではない「春日アラタの怠惰のトリニティセブン」であるアリエスと友誼を結び、親友となっている。魔王を打倒した経験も含めて、彼女との思い出は世界を渡って元の時空へ帰還する際に世界の修正力によって忘却したが、それでもわずかに記憶の断片は残っていた。
新章では、裁定者としてセリナを勧誘しに現れたアリエスと接触し、交戦。彼女の記憶を同期される形でβ時空での出来事を思い出すが、この際にアリエスの口からは魔王討伐を達成する程の「無限魔人」と化したことで存在の安定が失われており、最悪の場合は消滅に至ることも示唆されている。
“β時空の”リーゼロッテ＝シャルロック
派生作品「リーゼ・クロニクル」に登場する、別時空のリーゼ。当初は本編のリーゼがこの時空の彼女に宿った可能性も考えられていたが、後に「別人として存在しているのでは？」というもう一つの予測を肯定する形で登場した。
リーゼが魔道士として覚醒した幼少期の事件において、「マスター・ビブリアの元へ逃げる」のではなく「屋敷に戻り、隠されている“何か”を確認する」ことを選んだ姿。この際セリナを死なせてしまい、何とか彼女を生かそうと研究を重ねたことで本編の時空にも影響が及んだことが外伝の根幹となっている。また、そのその過程で数秘術の始祖であるピュータゴラースが魔族化した十二魔将・カグナッツォに接触しており、その悲願を見守られると同時に数秘術の深奥を刻まれることで大魔公にも匹敵する力を得ていた。
故郷で怠惰書庫の始祖秘宝Gleipnir（グレイプニール）を入手しており、これによって他の時空から魔力を取り込んでいた。事件後は亡くなったセリナと魔道融合（ミスティック・フュージョン）させる事で辛うじて生かしていたが、後に本編時空から訪れたリーゼ及びアリエスと交戦する中で自身を庇ってセリナの人格が今度こそ消滅してしまう。それでも止まらずGleipnirの力を取り込むことで魔族化（アップグレード）を果たすが、リーゼの魔術によって事件当時の幼い姿にまで肉体を巻き戻され、敗北した。
最終的に、魔王として覚醒したクロノスの暴走を止めるべく、“リーゼ”の一人として無限の時間に囚われることを了承。自ら神話武装と融合することで無限の時空に存在するあらゆるリーゼロッテを連結し、その絶大な演算能力によってクロノスを世界から隔離した。後にアリエスが全てを思い出して全時空の修復を行った後の世界では、先んじてGleipnirを入手することで魔族を撃退し、セリナを生かすことに成功している。また同時に、修復後の世界では当初アリエスの存在が消滅していた為、以降のβ時空ではこちらのリーゼが怠惰のトリニティセブンの座に就くこととなった。

#### 在校生・関係者
セリナ＝シャルロック
声 - 洲崎綾 / 三上枝織
17歳、身長：155cm、スリーサイズ：B 80/W 56/H 82。専門術式は姉と同じ数秘術。「書庫」は怠惰（アケディア）で、テーマは束縛（リガーレ）。所持している魔道書は「アルキタスの複写本」。
リーゼロッテの双子の妹で、カチューシャ代わりの眼鏡（逆ナイロール）とツインテールがトレードマークの少女。新聞部に所属しており、カメラを片手にスクープを求めて取材活動に余念がない。姉と共に勤勉に励んだため、成績は優秀。姉とは対照的に胸の大きさは控えめで、アラタ曰く「お手頃サイズ」である。物語開始時点では、魔道書を持たない魔道士見習いだった。
ルーグとの戦いで、姉のいる「超高速の世界」をカメラで「停止」させ、姉の意識を自身の肉体に束縛させることに成功する。
リーゼが現実世界に帰還してからも真面目に研究を続けていたが、魔道研究大決戦の際にリーゼの危機に駆け付けようとする強い意志を示したことで魔道器であった愛用のカメラが魔道書としての資格を獲得。同時にメイガスモードと正式な魔道士のクラスを得て、アナスタシアが差し向けた刺客をリーゼと共に退ける活躍を見せた。
神曲門編では、再び行方を眩ませたリーゼに代わりアラタへの同行を希望し、ビブリアからは危なくなったらすぐ逃げることが条件とはいえ、実際に了承を取り付けられる程に実力を上げていた。その後、十二魔将・ミリオーネに攫われて魔力ごと食べられそうになるも、顕現装束「ベルフェゴール」を編み出したリーゼによって救出される。大魔王との最終決戦では後方での計測と解析に徹したが、その際ほんの一瞬だけリーゼよりも先に計測を済ませるなど、トリニティセブンである姉に勝るとも劣らない才能の片鱗を示した。
大魔王との決戦を終えて学園に戻った際、ジュデッカからは「大変希少な才能を持っている」との言葉を掛けられる。その言葉通りに、程なく裁定者として姉妹の前に姿を現したアリエスからは、喪われた書庫（アーカイブ）である「憂鬱（キャヴム）」の素養を持つ唯一の存在であることが明かされた。
新章では天界から「憂鬱」の「天の裁定者」の席にスカウトされたが、現時点では憂鬱の「書庫」及び『聖櫃』への接続は成功していない。アラタが黒帝焰界に赴いてからはビブリアに連れられて天界を訪れ、「深闇の女神」復活に伴う世界崩壊と姉の消滅を防ぐ為に未来の再計測を行うべく、アリエスと共に研究に勤しむ日々を送っている。
“β時空の”セリナ＝シャルロック
過去の魔道事件の折、姉妹が「屋敷に引き返して隠された“何か”を確認する」ことを選んだことで、襲撃者である魔族の手にかかって死亡してしまう。この際、リーゼが獲得したGleipnirを魔道融合（ミスティック・フュージョン）させることで死者である自覚も無く辛うじて生存していたが、実際にはこの時点で既に「神話武装がセリナの人格を模倣していた」状態に過ぎなかった。
本編の時空から訪れたリーゼがβ時空の彼女に止めを刺そうとした瞬間に割って入ってDáinsleifの一撃を受け、姉が自分の死から解放されることを願ってただの神話武装へと戻る。ただし、それでも束縛（リガーレ）のテーマと、セリナ自身の意思も残留してはいた模様。最終的にアリエスが全時空の修復を行った後の世界では、先んじてGleipnirを入手した姉が魔族を倒すことで、無事に生存を果たしている。
“リヴィジョンの”セリナ＝シャルロック
派生作品「トリニティセブン ｰリヴィジョンｰ」にて、主人公たちのサポートを行うビブリア学園の教師として登場する。身の丈近い長さの金髪をポニーテールで纏めた外見が特徴的であり、肉体年齢は25歳。
本編よりも成長した姿を見せているが、本作が本編の未来に相当するのか、あるいは平行時空の物語であるのかは判明していない。数秘術を会得した怠惰の魔道士であることは確定しているが、本編同様に憂鬱の素質を持っているのかは明かされないままとなっている。

学園長（本名不詳）
声 - 三木眞一郎 / 遊佐浩二
年齢不明（外見年齢は30歳）、身長：184cm。王立ビブリア学園の学園長を務める「大魔公」にして「天の裁定者」であり、マスター・ビブリアあるいはビブリア公の名で呼ばれている。専門術式は言霊術（バベル・スクリプト）。「書庫」及び『聖櫃』は憤怒（イラ）で、「テーマ」は調和（コンコルディア）。通称は「理（ラティオ）の裁定者」。
長身で、後ろにまとめた銀色の長髪に銀縁メガネがトレードマーク。所持している魔道書は「王の門（ソロモンズ・ゲート）」で、一定量以上の魔力が無いと見ることすらできず、高位の魔道士でも長く見すぎると発狂するほどの魔道書である。
黒いスーツに襟元を大きく開けたYシャツを着用するなど、ホスト同然の容姿だが、魔力は世界トップクラスで、魔道を極めし「大魔公（パラディン）」の1人。世界で5番以内に入る強さを持っている。崩壊した学園校舎を単独で修復でき、口を動かすだけでほぼすべての魔術を使用できる。アラタと同じくスケベな性格。それ以外の素性は不明。朗らかな態度と魔道士らしく一般的な倫理観を逸脱した酷薄な本質を両立しており、必要とあらばレヴィを動かして生徒を殺傷することにも躊躇は無い。アラタが魔王候補として成長し、一度は魔王因子を喪失することさえも彼の研究の一環だとされているが、その詳細は明らかにされないままとなっている。
物語開始前から現在のトリニティセブンたちを学園にスカウトして回っており、その中には当時魔道に覚醒する前だった者も居たほど。リリスやミラたちが有する特殊性を全て承知の上で育ててきた節もあり、その本心をおいそれと見せない事やわざとらしい笑みを指して“胡散臭い”と評される事も多い。
その正体はただの大魔公でさえなく、全時空・全世界に存在する魔道士の頂点たる「天の裁定者」の一翼。知己からは“ソロモン王の後継者”“裁定者の異端児”などとも称されており、久しく天界から離れて外界（＝本編の時空を含む地上世界）から戻っていなかった事が語られている。24巻にて帰郷した際に己の時空からミラ・アキオ・セリナを伴っており、三人を新たな裁定者候補として推薦した。派閥としては魔王懐柔派閥に属すると思われるが、他の裁定者たちとの関係性などはほとんど明らかにされていない。

果心 竜姫（かしん りゅうひめ）
17歳。専門術式は竜操術（ドラゴン・オーブ）。「書庫」は嫉妬（インウィディア）で、テーマは完璧（ペルフェクトゥス）。
派生作品「レヴィ忍伝」に登場する少女。かつてレヴィと嫉妬のトリニティセブンの座を争った優秀な忍者であり、ライバル視するレヴィともども「世界で三番目か四番目に強い」と自負する。使用する竜操術は五行の龍脈を司るものであり、その中でも“金”を扱う彼女は天と地を統べる「竜王姫」にして「金色の竜術士」として、生身で次元を切断する程の力を有している。また、姉が遺した影魔（＝意思ある死体）である“木”の樹姫（いつきひめ）、“火”の焔姫（ほむらひめ）、“土”の域姫（さかいひめ）、“水”の澄姫（すみひめ）を使役していたが、後に蘇った当人に奪われてしまった。
かつて慕っていた姉の竜貴をレヴィに殺害されており、仇討ちの為に修業に明け暮れていた。その一環としてシャルムの内にあるというムラサメを手に入れようと現れるが、ムラサメとしての人格を現した彼女からその精神の不完全性を指摘されると共に評価され、契約を交わすに至った。死者の屍と魂を使役する影魔忍軍の最後の一人として、同じく「死」の力を帯びたムラサメを振るってレヴィやルーグを追い詰めるものの、ルーグから神話武装フラガラッハを借り受けたレヴィによって重症を負わされ、さらには死んだ筈の竜貴によってムラサメの所有権を奪われる事態に発展する。
最終的には真相を知って傷ついた体でレヴィたちと共闘し、十二魔将・ドラグナッツォの後継者となって蘇った竜貴と対峙。止めこそレヴィに譲るも、彼女との蟠りを解くとともに過去の因縁をすべて清算することに成功した。この戦いでムラサメとシャルムの意思に認められており、主従ではなく友人として彼女と関係を築くに至っている。
本編では18巻より登場し、19巻でアラタと合流している。ディース・トリニティに対抗する為に魔王真核を入手するべくアラタ・アリンと共に次元の果てへと向かうが、そこで復活した己の始祖である十二魔将ドラグナッツォ＝七宝行者と相対することになった。その後、大魔王との戦いをアラタたちと共に最後まで戦い抜き、決戦後は王立ビブリア学園に転入するに至っている。亡き姉から天唱術の性質や嫉妬の書庫の特殊性をはじめとした様々な知識を与えられていたため、作中では解説役を務めるシーンも多い。

霧隠 シャルム（きりがくれ シャルム）
14歳。専門術式はレヴィと同じ忍法術（シャーマニック・スペル）。「書庫」は嫉妬（インウィディア）で、テーマは報酬（メルケース）。
派生作品「レヴィ忍伝」に登場する少女。神話武装を手に入れる任務のために、学園長からレヴィへの同行を命じられた。「最強のニンジャ」である彼女へ尊敬の念を抱いている。スタイルが良く、左胸には魔王因子に汚染されている証しである「魔王の刻印」が刻まれている。
当初はルーグや竜姫に“ムラサメを入手する手がかり”としてその身を狙われるが、実は彼女自身が禁忌武装ムラサメと魔道融合（ミスティック・フュージョン）を果たしていたことが発覚。レヴィの魔力を奪い、竜姫を唆して彼女と共にレヴィを追い詰めるも、実は一番初めから協力関係にあった竜貴によって竜姫を貫く形で集まった三人の嫉妬魔道士たちと全面的に敵対することになる。
その正体は、かつて風間の里でレヴィに世話係として仕え、影魔の里による襲撃の際に致命傷を負って亡くなった風間シャルムその人。遺体を弔った竜貴によってムラサメと融合させられ、レヴィの邪眼を奪いたい彼女と密かにレヴィを殺す使命を負っていた自身の利害が一致したことで、協力し合っていた。蘇って暫くは蘇生のショックで記憶を失い、強大なムラサメの意識に呑まれない様に耐え続ける生活を送っていたが、落ち着いた頃に竜貴の手配でビブリア学園に入学している。
最終的に、自分を振るう使い手として竜姫を選び、村雨シャルムとして彼女と主従ではない友人関係を結んだ。本編の神曲門編では竜姫の振るうムラサメの姿でのみ登場したが、大魔王との決戦後にビブリア学園に転入する竜姫と時を同じくして復学という形で人間形態を披露している。

パトリシア・シーザー
身長：152cm、スリーサイズ：B 80/W 55/H 83。専門術式は羅刹術（ブラッド・オウガ）。「書庫」は傲慢（スペルビア）で、テーマは高貴（レギウス）。魔道書は「失楽の涙」。
派生作品「アナスタシア聖伝」に登場する魔道士。王立ビブリア学園に在籍する一般生徒であり、トリニティセブンに準じるほどの高い素質を持つ。イノリ、クリス、ヨルンとチームを組んで魔道の研究に励んでいた。リーダーを自負しているが、四人の中では一番弱い。ただし、本人はだからこそ人を頼れるのが己であるとしている。
鏡銀のパンドーラによって終焉の魔王騎士裂紅のアラディスの依代にされてしまい、パトリシアの肉体と性格を持った魔王騎士となった。保有する魔王能力（デモンズギフト）は、空間と時間を超えて世界に直接亀裂を走らせる魔帝裂陣（エンペラー・スロータル）。四体の魔王騎士の中で一番初めにアナスタシアを襲撃したが、能力を見抜かれて魔王因子と肉体の接続を断たれ、撃破された。
意識を取り戻した後、アナとリリスに頼み込んで魔王因子を返却される。クリス＝アザリーアとの戦闘の際、アラディスの魂と再び同調したことで、自身の専門術式を行使したまま魔王騎士としての能力を振るえるようになった。イノリとの戦いでは彼女の努力を称えて敗北と石化を受け入れるが、アナの勝利に伴い解放された。その後、パンドーラを救う為にアナが魔王化してからは、彼女を救うべく他の三名と共にパンドーラへの協力を申し出ている。
習得している魔術は、傷つく程に強くなるという自己支援特化型。自身のみならず、相手の流した血や魔力さえも吸収可能なため、肉体の性能を極限まで高めることが出来る。アラディスの甲冑を纏った際には、巨大な戦斧を武器とした。

水天 イノリ（すいてん イノリ）
身長：150cm、スリーサイズ：B 82/W 55/H 83。専門術式は極詔術（ポラリス・オーダー）。「書庫」は憤怒（イラ）で、テーマは分解（アナリシス）。魔道書は「クラリスの複写本」。
派生作品「アナスタシア聖伝」に登場する魔道士。王立ビブリア学園に在籍する一般生徒であり、トリニティセブンに準じるほどに高い素質を持つ。作中で魔王騎士となった四人組の一人で、チームでは最年少ながら生真面目で堅実なバランサーだった。
終焉の魔王騎士翠空のイシュリアの依代となるも、彼女だけは唯一イノリとしての人格を維持したまま魔王因子と同調・共存する形で存在を確立した。その為、四人の中では彼女だけが最初から魔王騎士としての能力に加えて自身の専門術式をも使用することが可能となっていた。保有する魔王能力（デモンズギフト）は、微粒子状の魔力を散布し、時間さえかければどんなに魔力抵抗が高い相手でも固定・完全石化させる魔帝塵灰（エンペラー・ダスト）。
テーマにちなんだ、「分かります。解りますよ」という言葉が口癖。一般人として過ごす中で魔力に目覚め、学園のスカウトを受けて魔道士となった様に振る舞っていたが、その実物心ついた時からとうに魔道士として目覚めており、“普通の人生を過ごすこと”こそが彼女にとってのテーマの研究だった。相手の情に訴え利用する緻密な罠を張り巡らせ、一度はアナスタシア・リリス・パトリシア・クリスを含めたビブリア学園全ての生徒を石化させるものの、魔王騎士アストラル・トリニティを召喚して石化を解除したアナの姿に驚愕することになる。追い詰められつつもヨルンだけは逃がそうとするが、逆に彼女に庇われ、最後はアナの加護を得たアストラルによって全ての石化を解除されて敗北。パンドーラとの戦いを前にして秘めていた本性を打ち明けるが、既にその内面を察していたという三人の告白に逆に驚かされる事となった。パンドーラと対峙したアナが魔王化してしまってからは、彼女を救うべく他の三名と共にパンドーラへの協力を申し出ている。
習得している魔術は、星々の光を模した射撃を軸としたもの。上空からの掃射を行う術式等も有しているが、実際にはその本質は近接射撃型であり、広域・遠方への攻撃は不得手としている。

夢ヶ谷 クリス（ゆめがや クリス）
身長：158cm、スリーサイズ：B 87/W 58/H 89。専門術式は傀儡術（クレイ・ビルディング）。「書庫」は色欲（ルクスリア）で、テーマは不明。魔道書は「シェム・ハ・メフォラシュ」。
派生作品「アナスタシア聖伝」に登場する魔道士。王立ビブリア学園に在籍する一般生徒であり、トリニティセブンに準じるほどに高い素質を持つ。作中で魔王騎士となった四人組の一人で、チームでは少々匙加減が大雑把だが快活な性格で、制服も着崩して着用している。
終焉の魔王騎士稜桃のアザリーアの依代にされてしまい、クリスの肉体と性格を持った魔王騎士となった。保有する能力は、対象を“範囲”ではなく“個”に絞ることで強大化した重力・質量操作の魔帝重層（エンペラー・グラビド）。また、魔王騎士である間は使用不能だったが、周囲の石や木材などから疑似生命を生み出す傀儡術を、ゴーレム等ではなく大量の武器や防具を作り出す形で行使する戦法を得意としていた。
当初は魔王騎士と知られていて尚アナスタシアに現在の流行を教えるなど親しげに接していたが、その日の夜にパトリシアに続く二人目の刺客として彼女たちと対峙する。重力操作を駆使してリリスやアナを翻弄したが、クリスたちを解放する為に覚悟を決めてアラディスと再同調したパトリシアに気を取られている隙にアナ達の反撃を許し、魔王因子との接続を断たれてしまう。その後は無暗に使わないことを念押しされて魔王因子を返却され、アナたちと入浴しながら改めて交流を持った。イノリによる学園への攻撃の際、パトリシアを逃がす為に石化してしまっている。アナの勝利に伴って解放され、パンドーラとの戦いを経て彼女が魔王化してしまった際には、彼女を救う為にパンドーラへの協力を申し出ている。

間宮 ヨルン（まみや ヨルン）
身長：161cm、スリーサイズ：B 86/W 56/H 88。専門術式は切紙術（シャドウ・サーヴァント）。「書庫」は嫉妬（インウィディア）で、テーマは認識（レコグナイズ）。魔道書は「禍幻流折り紙」。
派生作品「アナスタシア聖伝」に登場する魔道士。王立ビブリア学園に在籍する一般生徒であり、トリニティセブンに準じるほどに高い素質を持つ。作中で魔王騎士となった四人組の一人で、チームでは控えめだったがアナスタシアは嫉妬の魔道士らしく優しそうだが食えない印象だと感じている。
終焉の魔王騎士夢蒼のヴォルテアの依代にされてしまい、ヨルンの肉体と性格を持った魔王騎士となった。保有する魔王能力は、完全に世界から姿も魔力も隠蔽してしまう魔帝牢獄（エンペラー・プリズン）。彼女自身の魔術は様々な形に切った紙に魔力を込めて変化させる古代魔術の切紙術であり、その中でも分身に特化している模様。得物として、ヴォルテアの大剣を使用する。
誰からも“認識”されていなかった自分を見つけてくれた相手としてパトリシアとクリスを慕っており、イノリのことも後輩として大事にしている。イノリがアナに敗れかけた際には、彼女が斬られた隙を狙うという魔王騎士としての合理的な判断を跳ね除け、自分自身の意思でイノリを庇う姿を見せた。
四体の魔王騎士の中では唯一パンドーラの隷属能力を受け付けていなかったが、魔王として全盛期に近い力を振るう彼女相手には抗いきれず、一度は力の供給源として扱われてしまう。その後、パンドーラを消滅から救うためにアナが魔王化してしまってからは、その救出の為に一度は敵対したパンドーラへの協力を申し出ている。

### 魔道書
ソラ
声 - 釘宮理恵 / 伊瀬茉莉也
アラタの魔道書「アスティルの写本」。
年齢不明（外見年齢は12歳）、身長：145cm、スリーサイズ：B 76/W 54/H 76。
元々はイリア同様に「ソラ」と名付けられた聖の魔道書。ゴシック系の服をまとい、腰まで届くロングヘアに、大きなリボンを付ける「少女」。普段はボーイッシュな口調で、気楽で楽しい性格だが、当初からアストラル・トリニティの存在も感知していた。戦闘においてはアラタやトリニティセブンをサポートする。
伝説の魔道書「ラディックス・アスティル」の写本であり、人間形態の容姿はラディックスを幼くしたもの。その関係性もあり、彼女のことは「母さん」と呼ぶ。

イリア
声 - 赤﨑千夏
アラタの魔道書「イーリアス断章」第三章
年齢不明（外見年齢は16歳）、身長：157cm、スリーサイズ：B 83/W 57/H 84。
同じ断章の姉妹からはトゥレイスと呼ばれる。元々は聖の魔道書で、崩壊現象以前には魔道士として活動していた聖の代わりにアラタの世話をしていた。崩壊現象後、聖の差し金で亜空間内の王立リベル魔道学園にアラタを誘い出し「聖が世界を滅ぼすまで共に過ごそう」と学園内に幽閉しようとした。
また、他の女と一緒にいるのは許せないとアラタに特別な感情があるそぶりを見せ、ミラを抹殺しようとするが、アラタの魔王因子が人格化した「アストラル・トリニティ」に腰を抜かし、支配の力で阻止される。その後、学園から脱出するアラタに魔力を供給することで貢献した。
魔道研究発表大祭では売り子として働いた。

リリム
声 - 日高里菜
リリスの魔道書から現れた少女。小説版、劇場版第一弾のメインキャラクター。原作17巻に登場。アラタを「パパ様」、リリスを「ママ様」、魔族化したホーエンハイムであるリビックを「マスター」と呼ぶ。
錬金術（アウター・アルケミック）の始祖、大魔公（パラディン）マスター・ホーエンハイムが執筆した魔道書『ヘルメス外典』が、アラタの魔力を取り込んで人間の姿になった存在であり、小説版第二巻において、事件の終息後に一度は完全消滅を受け入れようとする。
しかし芽生えた意思を失くしたくはないと願う彼女にソラと魔道極法の代償で停止した時間の世界に囚われたリーゼによって隔離され、復活の可能性を残すことに成功。
リリスの魔力を奪おうとするリビックに心を痛めつつも、魔道書としてリリスに助力。し傲慢の魔力に支配されつつあったアラタを救い、大魔公時代のリビックの魔力をアラタが行使するのを補助している。
大魔王ディース・トリニティが仮の形で復活した際は、自分の魔道書をも切り捨てるやり口に真っ向から反発。最も若い意識でありながらも誰よりも強い意志を示した彼女に免じる形で、即座の全面対決を避け、三日間の猶予を得ることとなった。

ラディックス・アスティル
大魔王ディース・トリニティが所有する「アスティルの写本」の原典。一人称は「本書」。
外見はソラを成長させた容姿をしており、魔道書でありながら、ディースの意向で傲慢（スペルビア）の愛情（カリタス）を取得している。

ディースの復活に先んじて、魔王因子を失ったアラタの元にソラを回収しに地上へ現れる。
しかし、ソラがアラタと共に神曲門に赴き、アラタが「真の魔王」さえ支配する程の魔道士になるという言葉に理解を示して撤退。アラタたちへの試練とすべくミナを殺害して「イーリアス断章」姉妹を拘束。唯一残したオクトーに事情を説明させた後で姿を現すが、アラタの魔力に晒され、彼が己のマスターの器に相応しい魔道士となっていることを確認した。
大魔王復活の鍵として休眠状態にあるディース・トリニティの声に従っていたが、アルバリシア一派による偽装であったことが発覚。主を害したアルバリシアに怒りを向けるも、ディースの肉体を奪っていたグラフィアの攻撃に晒され、ルーグによって救出される。その後、ファルファレアから復活を果たし情（センサス）を切り捨てたディースからは情が強すぎるとして拒絶される。アラタが魔王真核取得の為に次元の果てへ赴いてからは、もう一度ディースの本心を確かめたいとの思いでリリスたちに助力。結果として、完全なる形で復活した彼と最良の形で再会することとなった。アラタとの戦闘では漆黒の槍のような形状に変化し、裁定者によってディースにかけられた封印拘束を解除するなどの力を見せている。
最終的に、ソラがアラタというマスターに出会ったことを祝福し、ディースとの旅路が悪いものではなかったことを確かめ合って、彼の敗北を見届けた。その後は療養する彼に変わらず仕えつつ、十二魔将の面々が地上を訪れる際に転移を担ったり、アラタが黒帝焰界の世界に消えた事情を説明する為のメッセンジャー役を務めるなどして過ごしている。

オクトー
人の姿を取った「イーリアス断章」の第八章。
外見はそのままイリアを幼くしたもの。
母と呼び慕う西の魔女（ウィッチ・オブ・ウィッチ）ミナ・セイラーム殺害後に拘束された姉妹の中で末妹の彼女だけがメッセンジャーとして人の姿のまま残される。
ビブリア学園の面々に神曲門で魔軍を嗾けて生き残れる力があることを確かめ、ミナの死亡を告げ、囚われた姉妹の救出を依頼した。
交戦が激化するなか、大魔王の魔力によって蘇生したグラフィアとの戦闘に臨むアキオの魔力起源を解析し、縄鏢の様な形状に変化した。
ディースとの戦闘が全て終了した後も、アキオの魔道書として生活している。
その他の「イーリアス断章」
第一章であるエイスを長姉として、第二章のディオ、第四章のテッタレス、第五章のペンテ、第六章のエクス、第七章のエプタが存在する。ミナが作り出した次元で穏やかに暮らしていた。一部は作中で会話も行ったが、人間形態を見せたものはいない。アラタがを見極める試練として、ラディックス・アスティルによって十二魔将の手に預けられた。この内テッタレス、ペンテ、エクスはミナの肉体と魂を魔道融合によって保存していたが、そのミナ本人は新たなアルバリシアとなっている。決戦後は、いまだに人間形態を取る力は回復していないものの、オクトー共々地上に身を寄せている。

リディア
派生作品「トリニティセブン -リヴィジョン-」に登場する「リディカリア詩篇」。
魔物の戦闘に巻き込まれて命を落とした三成を、鈴香が蘇生手段として「そのまま死なれるのも嫌だから」と魔道融合（ミスティック・フュージョン）させた高位の魔道書。明るく陽気な性格をしている事がうかがえるが、三成と融合している為か、現時点では人間形態は披露していない。
魔道士になったばかりの三成に呼応して半ば自動的に月夜を守ったり、飛行をはじめ様々な知識を与える一方で、焚書部隊の面々からは「邪本」として抹消任務の対象と見做されている。

### 福音探求会（イシュ・カリオテ）
マスター・リベル
声 - 山下七海
年齢不明（外見年齢は10歳）、身長：146cm、スリーサイズ：B 74/W 56/H 77。元・王立リベル学園の学園長にして「大魔公」の1人。専門術式は星辰術（サモン・アストロジー）。「書庫」及び『聖櫃』は暴食（グラ）で、「テーマ」は神聖（サンクタス）。「聖（サケル）の裁定者」の通称を持つ、「天の裁定者」の一翼。福音探求会（イシュ・カリオテ）の首魁であり、風貌こそ若々しいものの口調は年老いている。かつて大魔王ディース・トリニティを地上から神曲門の世界へと追いやった魔道大戦の頃からの永きを生きている為、作中の人物の中でも最年長に近い。
星々の世界の果てに存在するという邪神の力を借り受ける魔道を修めるが、その中でも彼女が得意とするのは未来予知。これを用いて戦闘では召喚した邪神軍を的確に運用して敵を追い詰め、策謀においては無数の未来の中から望む未来に辿り着くべく方々に手を伸ばすことを可能にしている。
誰にも認識出来ないまま無限に繰り返されるループ現象を正しく知覚する程の絶大な俯瞰能力を有しているため、小説版第三巻において幾度となく繰り返されたアラタとセレスの出会いや、派生作品『リーゼ・クロニクル』においてβ時空に赴いたリーゼがクロノス・トリニティ諸共無限の時間に囚われるまでの顛末なども、全て認識しているという規格外さを見せる。
いまだアラタが魔王として何の覚醒の兆しも見せていなかった幼少期からその素質を見抜いており、リベル学園所属の両親を持つ聖に彼の監視役ともしもの際の殺害役を命じていた張本人。如何なる手段を用いてでもこの世界を滅ぼし、魔王というシステムから解放された世界を作り出すべく、対魔王兵器として育成した聖をはじめ様々な手札を手中に収めている。「神聖」のテーマは、邪神を祀り、信じ、神が造ったシステムからの打開を研究し続けるが故のもの、とのこと。
その正体は現役最古参となる裁定者の一人であり、長命ゆえの老獪さや邪神軍の使役を能力とすることも合わせ、裁定者の指導者として「大司教（アークビショップ）」の称号を有している。体や魂自体は経年劣化で消滅したことこそあれ、彼女という“存在”は途方もない時間を経てなお同一性を継続している模様。物語が進む中でかつては生前のセレスと親友同士であった事も判明しており、「セレスが己の存在を対価にして大魔王に封印を施した過去を無意味にしない」という思いも、魔王討伐派閥の裁定者として活動する原動力になっている。ただし、アマナによれば裁定者の席を引退したがっているらしく、実際に作中では後継者候補としてアキオが天界に招かれている。
地上世界では主に魔力節約などの観点から「書庫」に接続しているが、本気で戦う際には『聖櫃』への接続を行い、この際は一時的に妙齢の美女の姿への変身を伴う。変身後も邪神軍の召喚という戦闘方法そのものは変わらないが、概念機構（イデアフレーム）に対する直接干渉という超高度な属性の書き換えが可能となる為、相手の魔術属性に対してピンポイントで完全無効化を行うことで絶大なアドバンテージを得ることが可能。直接戦闘こそ不得手であっても、ルーグへの強化術式や対天人特攻術式などの手札を数多く保有・活用することで、総合的には決して侮れない実力を誇っている。
新章では、「深闇の女神」の復活が近付いたことで計画を最終段階に移し、聖を贄にして対魔王兵器《黒帝焰界》を完成させる。天帝極法の化身となった聖をアラタと戦わせ、その敗北と消滅を以て「情」の化身であるアラタが黒帝焰界に囚われ自滅するまでの段取りを完了させた。その後、無限に等しい可能性の中からこの展開に辿り着く為に多くの準備を重ねて来た事を語り、半ば共闘関係に近い状態になっていたビブリア学園の面々とは袂を分かっている。しかし、直後に地上世界を訪れたファウナリアとマリスに聖を侮辱された際には珍しく怒りの感情を露わにしており、圧倒的な実力でファウナリアを下して見せた。自身の切り札として手塩に掛けて育てた聖やルーグには、彼女なりに情を持っている模様。

春日 聖（かすが ひじり）
声 - 諏訪彩花 / 下屋則子
16歳、身長：156cm、スリーサイズ：B 83/W 56/H 84。福音探求会（イシュ・カリオテ）のメンバーの1人。幼い頃から魔道士として目覚め、マスター・リベルの指示でアラタの監視及び万が一の場合の抹殺を命令されて派遣されていた元・王立リベル学園の魔道士。専門術式はアリンと同じ聖儀術（カオシック・ルーン）。「書庫」及び『聖櫃』は憤怒（イラ）で、「テーマ」は崩壊（ルイーナ）、創造（パルタム）、分解（アナリシス）。「アスティルの写本」と「イーリアス断章」の元々の所持者でもある。
両親が事故で他界したため、アラタの家の世話になっていたという設定だが、実のところ両親が事故死したのは聖ではなくアラタの側。この事故のショックで早期に魔王として覚醒することが無いように暗示をかけ、「両親が事故死した従妹を引き取った」という認識を植え付けて生活を共にしていた。リベル学園所属のエージェントであったアラタの父方の叔父と、同じくリベル学園に所属するその妻との間に生まれた、名実ともに血の繋がった従姉妹。世話好きで口うるさいところもある。「崩壊現象」で「無の世界」に飛ばされる寸前、アラタに伝説の魔道書「アスティルの写本」を手渡した。
現在の聖はアラタの知る聖ではなく、魔王因子をその身に宿して世界を滅ぼそうと目論む強力な対魔王兵器の化身となっている。ただし、それは存在を失って辿り着いた世界の狭間でトリニティセブンと出会った魔王が世界を滅ぼし、また世界が生まれては魔王が滅ぼすという破滅と誕生のループを幾度となく俯瞰したことで、そんなシステムから魔王候補であるアラタを救おうと決意しての行動であったことが語られる。「憤怒」を超える感情を持ちながら「憤怒」の概念を持たず、愛ゆえに世界を崩壊に導き魔王を殺すことが出来る者であるとして、その境地はリベルから「簒奪王（スルトル）」の素質と称されている。リーゼから魔術を借りる形で幾星霜の時間を耐え抜き、「深闇の女神」復活に伴い自分以外の全てが死に絶える結末を迎えては、最初からやり直すという絶望的なループを繰り返していた。
魔王因子を用いることで「崩壊」、「創造」、「分解」の3つのテーマを極めており、トリニティに達している。異空間にアラタを閉じ込めることに失敗したため、「憤怒」の顕現装束「セイタン」をまとってトリニティセブンと対決するが、魔王因子を持つアラタとリリスの「メテオ・ドラグナー」に敗れ、一時休養を余儀なくされた。
アラタには昔から好意を抱いており、聖はアラタの魔王候補としての力が無ければ、「アラタさんのお嫁さん」になるという夢を抱いていた。
アリンと同じくかつての「世界樹の巫女」セレスティアの転生体の片割れであり、実はアリンと同じようにトリニティセブンの資格と「最終起動鍵」としての能力を有している。これはどちらかが欠けても必ず魔王の伴侶になれるようにと願われてのものだが、その同一性がアラタとアリンが望郷図書館に閉じ込められた際にはネックになったことも。
本編新章において、ルーグが収集した邪神鍵と己の魂を贄とする形で、天帝極法《黒帝焰界》の化身として新生すると共に、「世界樹の巫女」としてのアリンとのリンクも途絶。同時に「天」の属性と『聖櫃』への接続能力を獲得しており、アラタを殺害して魔王としての呪縛から解放するべく、真っ向から激突した。一対一での戦いの果てに敗北を受け入れた際には物言わぬ剣と化し、己の記憶と感情を無限の黒焰として内包し続ける「滅びの世界」という形で、遂にアラタの元へと帰り着いた。その後、アラタが黒帝焰界の世界に接続した際には、本来の人格のセレスに限りなく同調したような形で、黒焰に焼かれ続ける彼の精神に語り掛けている。

ルーグ
声 - 福原綾香
18歳、身長：160cm、スリーサイズ：B 82/W 55/H 83。専門術式は光輝術（イルダーナハ）。「書庫」は嫉妬（インウィディア）で、「テーマ」は誠意（フェイス）。加えて、魔王因子を用いて神話武装を極限まで使いこなす形で勇気（ヴァータス）、解放（ソルヴォ）のテーマを取得しトリニティに到達している。
光の速度を研究し、視認不可能な程の神速の体術で戦う福音探究会（イシュ・カリオテ）のメンバーの1人で、秘法探査員の役割を担っている。着物風の和服を身にまとい、研究の一環として世界を平面的に視る為に右目を眼帯で覆っている少女。一人称は「当機」。
戦闘中でも相手の戦闘能力を分析するほど冷静沈着な性格だが、笑いを棒読みするほど感情表現が苦手で、言葉の意味が理解できないなど天然な一面も持つ。ただし、それでもレヴィを正面から追い詰める程の戦闘能力は確かであり、「世界で二番目に強い魔道士」を自称する。体術がメインの魔道士でありながら無数の光を降り注がせる範囲攻撃や超高速移動の魔術も有しており、先に魔術を発動してから後追いで詠唱を行う順延詠唱（ポストスペル）の技術を有するなど、後述する多数の神話武装も含めてかなり豊富な手札を持っている。
トリニティセブンとの戦いで敗北した後はマスター・リベルに忘れられ、首に魔力抑制の拘束具を付けられたうえで捕らわれの身となるが、アビィス・トリニティとの戦いの最中に逃亡し、福音探求会に自力で復帰する。
お宝の類に目がなく、天空図書館から盗み出した「光穿槍ブリューナク」「光斬剣フラガラッハ」「光剣翼クラウソラス」の三種に加えて、「光魔銃タスラム」や「始祖秘宝Dionȳsos」など多くの神話武装を所有している。外伝において二代目の十二魔将・ドラグナッツォとなった果心竜貴と交戦した際には、どさくさに紛れて「死竜の鱗」を入手したが、これは後にアラタの手によって十二魔将が支配された際にドラグナッツォが蘇る触媒となった模様。飛行手段を持つため、戦闘では何だかんだと言ってレヴィに頼られることも多い。
詳細は不明なれど、光の魔道「光輝術」とは別に光の武術「光武術（サウィルダーナハ）」も修めており、眼帯を普段とは逆に左目を覆う形で付け替えることにより、食らった技をほぼ完全に模倣再現出来るようになる。
その正体は、かつて大魔道大戦の折に「神」の因子を人に付与して製造された神人（しんじん）と呼ばれる生物兵器の末裔。この特性故に、神話武装ごとに設定されている取得テーマや書庫等についての制約を全て無視する事が可能であり、破格の数の神話武装を完全に使いこなしている。また、素の戦闘能力は「天の裁定者」に劣るものの、リベルの術式によって強化を施されれば10秒間限定で裁定者クラスの力を発揮する事も可能。
生き残りが居ないとされている神人の末裔ゆえに人との触れ合いの経験が乏しく、本編開始の半年ほど前に知り合った聖は、自身にとって貴重な友人となっている。その為、地上世界を訪れたファウナリアらが聖を侮辱した際には、リベルと共に激しい怒りを見せた。

### 王立アカーシャ学園
アナスタシア＝L
声 - M・A・O
17歳、身長：162cm、スリーサイズ：B 86/W 55/H 87。専門術式は精霊術（エレメンタル・コンダクター）。「書庫」は色欲（ルクスリア）で、「テーマ」は終焉（ターミナス）。秘奥義はリリス同様の無限絶界（アエシュマ・デーヴァ）。
黒髪のロングヘアの少女。一人称は「ボク」で、ボーイッシュな口調で話す。世界を維持する力そのものである精霊に愛され、万物に宿る精霊の力を借り受けることで事実上無限の力を振るうことが出来る魔道士（ただし、それでも魔力および精霊力なる力を消耗する模様）。また、魔王騎士仕込みの剣術の腕前もかなりのもの。精霊術の始祖とされる『復活の聖女』の転生体であり、自身もまた同様に『復活の聖女』もしくは『終焉の聖女』と呼ばれている。現在のアカーシャ学園には存在しない筈の少女。
魔道研究大決戦の折にビブリア学園を訪れ、アラタを理由も分からず動揺させるが、これは彼女が全ての魔王が行き着く世界の最果てである“終焉”の主であり、全ての魔王にとっての安息の女王であるため。本編から17年前にトリニティセブンの資格を手に入れていたが、時を置かずアビィスがこの時空にリリスを送り込んだことで同種の「最後の鍵（ザ・ラストキー）」でありトリニティセブンであった彼女は存在を保てなくなり、この際に生じた崩壊現象を抑え込むため魔道極法を行使したが、その代償として存在を失って終焉図書館に転生し永い時を過ごすこととなった。
かつての親友であり、大魔公（パラディン）に至ったアーシャが終焉図書館の封印を解いたことで辛うじて現実世界に帰還することが出来たが、それすらも“存在の力”である精霊の力でようやく短期間維持できる程度の儚い存在でしかなかった。小説版第二巻でラスト・トリニティをアラタに嗾けたのも彼女たちであり、彼の敗北も踏まえて裏魔道研究大決戦の計画を練っていた。その目的は、顔も知らない頃から焦がれていた恋の相手であるアラタとそのトリニティセブンを終焉世界に閉じ込め、再び終焉に消える自分も含めた面々で永遠に過ごすこと。
アラタを終焉図書館に幽閉し、彼の魔王因子だけを他の魔王騎士と共にアストラル・トリニティとして召喚してリリスやミラと激闘を繰り広げたが、アリンや聖たちの奮戦によりアラタが解放されたことで敗北。最後の慈悲としてアラタや彼のトリニティセブンを永劫に終焉へと封じようとするが、帰還したアラタたちが行使した魔法級の大魔術によってこの世界に繋ぎ留められ、しっかりとした肉体と存在を取り戻すこととなった。また、この際にアストラル・トリニティの魔王因子が彼女の内に宿っている。
神曲編では、「最終起動鍵」であるアリンを現れた十二魔将・ガトルホグから守るべく、聖と共同戦線を張る。痛みを取り戻した体で大魔公クラスの強敵と戦い苦戦を強いられるものの、最終的には聖が発動した限定版の魔道極法に全力で魔力を注ぎ込み、調整を終えたアリンの助力も重なって聖女三人がかりでようやく敵を撃退するに至った。その後は傷ついた体を休めるため最終決戦には参戦出来なかったが、決戦後のパーティーには参加している。
“β時空の”アナスタシア＝L
アカーシャ学園ではなく、ビブリア学園に所属する色欲のトリニティセブン兼学園教師として登場。複雑にループするβ時空の状況を全て知覚しているかの様子を見せ、リーゼとクロノスが消滅した世界においても、彼らの記憶を喪失したアリエスにその記憶を取り戻すよう示唆している。
本人の言葉から「最後の鍵」としての性質を有していることがうかがえるものの、アリエス共々同一の素質を持つ人間が二人同時に存在出来ていた理由は今のところ不明。大人になったアリエスをそれまでと変わらない姿で送り出しているが、不老（イモータル）の魔術や体質を有しているのか、それが本編の彼女も同様なのか、そしてなぜビブリア学園所属となっていたのかなど、明かされていない事柄が多い。
アナスタシス・トリニティ
派生作品「アナスタシア聖伝」にて登場した、アナスタシアの魔王としての姿。リリスの物とはまた違ったデザインの顕現装束《アエーシャマ》を纏った、「銀の魔王」。
元々本編のアナは、「全時空・全世界に存在するアナスタシア＝L」の中で唯一本物の魔王から魔王因子を受け継いだ存在であった為、無自覚に魔王候補としての素質を獲得していた。作中のパンドーラは己の消滅も覚悟の上でこの覚醒を阻む為に行動していたが、アナ自身は己の身の安全よりもパンドーラの生存を希望。内なるアストラルの導きの下で自ら魔王兵器アンテノーラの支配権を奪い取ると同時に、覚醒へと至った。冷酷な魔王としての人格を表出させてからは、世界に『終末（フィン）』を齎す者として、終焉世界でリリスらを迎え撃つことを告げて姿を消している。

マスター・アカーシャ
声 - 南條愛乃
年齢不明（外見年齢は14歳）、身長：151cm、スリーサイズ：B 78/W 56/H 79。王立アカーシャ学園の学園長。専門術式は魔装術（ウェポン・マスタリー）。「書庫」及び『聖櫃』は傲慢（スペルビア）で、「テーマ」は審判（アルビテル）。「大魔公」の1人。所持している魔道書は「アインソフオウル」。
本名はアーシャ。外見は幼いが、年齢はギリギリ三十歳手前の二十代。若くして母・エーテリアから大魔公の座と共にマスター・アカーシャの名を受け継いだ天才魔道士であり、ユイの「幻十字の邪眼」をはじめとして数多くの才能を併せ持っている。
生前のアナスタシアの親友であり、彼女がトリニティセブンの資格を得るに至った際は我がことの様に喜んでいた。異世界からリリスが送り込まれたことで代わりにアナが消滅する瞬間を目の当たりにしたことで、いつか必ず大魔公となって終焉図書館に転生した筈の彼女を見つけ出すことを誓い、後にそれを叶えている。
再会の叶ったアナのたっての願いで、ビブリア学園での魔道研究大決戦の開催に合わせて暗躍。彼女自身はアキオとレヴィを撃破・拘束しており、後に彼女らを救出するべく終焉図書館に乗り込んだミラとも交戦したが、思わぬ才能に驚愕を見せた。試合ではリリスとミラのコンビに大魔公としての実力を見せつけるが、アラタが解放されたことでアストラルとアナも力を失い、完全消滅も覚悟の上で魔道極法を行使しようとしたアナを止めるべく全力で干渉するも、二人の魔術を纏めて霧散させたアラタによって救われる。最終的には、魔王因子と引き換えにアナを救ったアラタに感謝の念を抱き、神曲門の世界へと向かう決意を固めた彼を大魔公としては「そこで滅んでくれればいい」と言いつつも、個人としては無事に帰ってくることを願っている。
神曲門編に先駆けて、魔王因子を失ったアラタを鍛え直すべくアカーシャ学園の設備と部外秘の宝物庫である「虚空図書館」、そしてコーチとして自らとアナを提供した。その後、アラタ一行が神曲門に向かった際、内部世界では思うように力を発揮出来ないでいたミラを鍛え上げるべくリーゼと十二魔将・カグナッツォに召喚され、彼女に幾度となく死んでは蘇る過酷な試練を課すこととなった。
新章では、復活の兆しを見せた「深闇の女神」との戦いに備えるべく、天界の戦力としてミラをスカウトする。そして、いまだ英雄候補の身であったミラに「真の英雄」となればトリニティセブンではなくなってしまう事を告げ、考える時間を与えてその場を後にした。後にミラが裁定者候補として天界を訪れた際には、実母であるエーテリアの口からミラの面倒を見るよう頼んでいた事が明かされている。
ありとあらゆる武具・防具・戦闘に用いる道具の類を制限も無しに振るうことが出来る伝説クラスの魔術を修めており、十一の強大な魔術を宿した「ティアマットの十一神魔剣」を操るほか、終焉図書館に収められていた神話武装グレイプニルによって終焉の魔獣ガルムを使役するなどしていた。一時的に相手の魔道書をコピーして全く同じ魔術を返すことも可能であり、魔王では無い身で魔王クラスの力を振るうという大魔公の名に恥じない能力を有している。

### 異世界魔王
アビィス・トリニティ
声 - 前野智昭
年齢不明（外見年齢は18歳、のちに20代後半）、身長：185cm。専門術式は奈落術（アビス・フォール）。「書庫」は色欲（ルクスリア）で「テーマ」は虚無（ヴァニタス）、消滅（フォール）。かつての配偶者は、浅見アルル。
天空図書館において、保管された魔王兵器防衛の為に用意された数多の防衛機構の最たるものとして用意された、並行世界から限定召喚された「魔王を倒す異世界の魔王」。アラタとそっくりの顔立ちをしており、色欲の書庫の「紅の魔王」あるいは「赫の魔王」を名乗る。天空に納められた魔王兵器の片割れである「赫皇剣カイーナ」を所持しているが、これはカイーナそのものが全ての時空の中でアビィスのみに許された武装であるため。あくまで防衛機構としての召喚であり、天空図書館の外に移動することは出来ない。
完全覚醒状態の魔王の写身であるため、一部の力しか発揮できないにも関わらず、その実力は一般的な魔道士を大きく上回る。アキオの故郷を「暇つぶし」を理由として滅ぼした張本人。リリスを「我が娘」と呼んでいるが、それは彼女がアビィスの元いた世界の番との間に生まれた娘であるためであり、リリスを別世界へ送ることで因果を存続させようと目論んでいた。
天空図書館の調査に訪れたリリスを「リリス＝アザゼル」として捕え、彼女という「最後の鍵」を使ってアラタたちの世界の魔王の座に就くことを目論んでいたが、リリスを奪還したアラタたちの手によって滅ぼされる。アラタに倒されたあとは魔王因子こそ失ったものの、「赫皇剣カイーナ」と魔道融合したことでアラタたちの世界で活動できる身体を入手する。その際、アラタから受けた攻撃に含まれていたアキオの母親の魔力が影響して親馬鹿が覚醒し、「娘」であるリリスの今後を見守るようになった。アラタのことを「後輩」と呼び、アラタからは「先輩」と呼ばれている。
魔道研究大決戦編では、父親としてリリスの試合を見守りつつも、元魔王として選手の魔術を詳しく解説するシーンも登場。自分がこの世界にリリスを送り込んだことが巡り巡って一連の騒動に繋がったことを自覚しており、アラタがアナスタシアの救出に挑む際には己自身であるカイーナを貸し与えている。
神曲門編では、最終決戦において後述のラスト・トリニティと共にアラタの側に加勢し、大魔王たるディース・トリニティと交戦。三位一体を体現する彼に対抗する為に、カイーナの姿でアラタ・アビィス・ラストによる三位一体を構成して互角の戦いを繰り広げた。
新章では、女神復活に備えて根を詰めるリリスを気遣うと共に、何かの参考になればと己の過去と妻・アルルとの思い出を語った。またこの際、娘への贈り物として託されていた魔道書をリリスに手渡している。

パンドーラ
「書庫」は怠惰（アケディア）。テーマ及び専門術式は不明。
派生作品「アナスタシア聖伝」に登場する終焉の魔王騎士であり、かつて己の世界を滅ぼして終焉図書館に辿り着いた女性の元・異世界魔王。通称鏡銀のパンドーラ。
本来空っぽの甲冑という形で活動する魔王騎士でありながら、最初からアナスタシアと瓜二つの生身の体を有していた特殊な存在。アナが「終焉」に転生した直後は言葉を持たず自我も薄かったが、話し相手を求めたアナによってそれらの教育を受けることで、魔王因子の残留思念の域を超えた明瞭な自我を再獲得するに至っている。
パトリシアら四人を依代にして、四体の魔王騎士をこの世界に召喚した張本人。「終焉」を封印したアナスタシアを「裏切りの聖女」と呼び、彼女を滅ぼして「終焉」の安息を取り戻すべく行動していた。しかしその胸中には、いつか訪れるアナの暴走と魔王化を阻止するという真の目的を秘めていた。
魔道研究大決戦後、アナが「終焉」に封印を施して地上世界へと帰っていく姿を見送ったことで、二度と会えないかもしれない恐怖に直面。それでもいつか還ってくる事を信じて終焉図書館で待ち続けていただが、「終焉」を訪れた現・色欲の裁定者によってアナの魔王化という危難を知り、自身の再びの消滅も厭わず彼女にただの魔道士としての人生を取り戻させる為に地上世界へと赴いて一連の事件を起こしていた。
裁定者によって魔王兵器アンテノーラの偽剣と共に全盛期の魔王としての力も与えられており、保有する魔王能力（デモンズギフト）は自分以外の魔王因子に干渉する魔帝隷属（エンペラー・スレイヴ）。これにより、地上世界の魔道士に魔王因子を憑依させて統率する、契約を交わした魔王騎士の力を自分のものにする、干渉下の魔王騎士から魔力を吸い上げるといった幅広い芸当が可能となっている。
アナスタシアとの戦いの中で、かつて「終焉」で共に長い時間を過ごす内に、いつからか彼女に「恋」の感情を抱いていたことを告白。自分を置いて行った事を一度は恨むが、己の想いを全力でぶつけられた事に満足して、魔王を行使する反動で傷つきながらも彼女の魔王因子を停止させて消えようとしていた。しかし、当のアナがそれを拒絶してアンテノーラの支配権を奪い取った為に、九死に一生を得る代わりに何より避けたかった想い人の魔王化という事態に発展。「終焉」に消え去る彼女を見送ったが、不確かな自我でも自身に助力しようとしてくれた四人の魔王騎士たちと和解すると共に、リリスを交えた六名でアナを取り戻すべく「終焉」に向かう事を決意する。

### 神曲門（ダンテズゲート）
ディース・トリニティ
年齢不明。専門術式は黒皇術（アストラル・ルーラー）。「書庫」は傲慢で、テーマは愛（アマーレ）。前述の魔道書ラディックス・アスティルを所有している。
一般的に語られる地獄に近似する異界である神曲門世界の最下層に座す「真の魔王」であり、あらゆる世界、あらゆる時空に存在する魔王の頂点に立つ「大魔王」にして「紫銀の魔王」その人。魔力体を含め複数の容姿を持つが、本体は幼い少年の様な姿を取る。元々は愛情（カリタス）のテーマを取得していたが、より強大な力を手に入れる為に計画的な自己の死によって情（センサス）の因子を切り捨て、神々と同等の単一テーマである愛（アマーレ）を獲得した。この時切り捨てられた情の因子が宿った魔王こそがアラタであり、彼を「我が息子」と呼んでいる。
かつては天界で傲慢の裁定者ルシフェルとして存在していたが、愛情に最も遠いが故に最も正しく慈悲深い者として他の裁定者に反旗を翻し、結果として地上に堕とされることとなった。それでも尚再び天に挑む為に地上で戦いを繰り広げたのが後に大魔道大戦と呼ばれる戦いだが、この際も「神」の召喚を行ってさえ当時の地上において魔道を極めた七人の王達に敗北し、神曲門の地の底に封じられた経緯を持つ。その後、様々な思惑から己の下に集った強大な魔道士たちを後述の十二魔将（マレブランケ）として従え、長い雌伏の時を過ごしてきた。
神曲門編開始当初は深い眠りに就く傍らでラディックスを通じて指示を出していたと思われていたが、後にそれが偽装であり、本人は本編から18年前の時点で十二魔将の半数によって弑逆されていたことが発覚。この際に肉体と魔力、そして彼が大魔王たる所以でもある魔王真核に分割されており、世界の最果てへと飛ばされてしまった魔王真核以外は十二魔将に奪われている。
物語中盤、自身の魔力を簒奪していたファルファレアを内側から食い破る形で、魔力体のみの仮の姿で復活。その力に圧倒されたアラタに己の死がより大きな力を手に入れる為の計画であったことと、アラタ自身がその副産物である事実を語った。その後、それでも尚立ち塞がったアラタと彼の背を押したリリムに免じて呪いを掛けるに留め、数日の猶予を与えることになる。
魔王城への帰還後、死亡していた者さえ完全に蘇生させつつ十二魔将を招集。再び肉体と合一化する準備を進めていたが、英雄候補として覚醒を果たしたミラにより呆気なく消滅させられる。しかし、この時点で既に“大魔王の肉体”を手にしたグラフィアに“大魔王の魔力”を宿していたことから、彼の内より完全体として復活。トリニティセブンの面々や彼らの側に立った十二魔将の一部を軽々と相手取り、最終的には帰還を果たしたアラタと真っ向から激突することになった。裁定者としての姿である堕天王ルシフェル・トリニティ、大魔王としての姿である黎明王ルーシェ・トリニティという二種類の魔力体に本体を加えた三位一体（トリニティ）となって戦いを繰り広げるも、最終的には十二魔将をさえ支配して見せたアラタの一撃に敗北。彼に新しい彼だけの魔術として七皇術を授け、長い旅が悪いものではなかったことを認めて倒れ伏した。以降は大魔王の座をアラタに譲り、傷を癒しつつ魔王城で過ごしている。
他者の魔道を己のものとする黒皇術を修めているだけでなく、視線だけで無限多重詠唱を行う魔王真眼（ルシフェルゲイズ）、かつて神々の手によって大魔王を滅ぼす為に造られた対魔王兵器ダンテクロス、配下である十二魔将の魔術をそのまま十二の竜頭に宿した専用アーティファクト魔王図書館（＝魔王城）など、大魔王の名に相応しい絶対的な手札と実力を持つ。加えて神々と同列の単一テーマの獲得に至っているため、大魔王の所以である魔王真核を失いながらも、寧ろその力は死亡前よりも強大化しているとされる。

#### 十二魔将（マレブランケ）
メイラコーダ
通称は「荒ぶる大地の鋼」。専門術式は金剛術（アダマンタイト）。「書庫」は憤怒（イラ）で、テーマは無敵（インヴィクタ）。
十二魔将の盟主を務める人物であり、研究の果てに空っぽの巨大な全身鎧のみを肉体とするに至った魔道士。超硬度の魔道鉱物「金剛結晶（アダマス）」による武具の生成とその扱いを専門とする魔術を修め、一つ鍛えるにも相当な魔力と時間を必要とする金剛結晶製の武具を無数に所有する程の実力を有している。十二魔将となった詳細な経緯は不明だが、当初はディースに挑みかかっていた模様。
神曲門編序盤では、ラディックスより伝えられた大魔王の命令により、イーリアス断章の一人を賭けてアキオと交戦。真正面から全ての武具を破壊してみせた彼女に対して快く敗北を認め、イーリアス断章を解放すると共に同行していたオクトー共々地獄名物のロウリュでもてなした。その後、一連の動きに違和感を感じて訪れた魔王の本拠地にてアルバリシア及びグラフィアと相対するも、無尽蔵の吸収容量を得ていたグラフィアに飲み込まれる形で消滅した。
ディースが魔力体のみの姿で仮の復活を遂げた際、ダンテクロスを介して魔力を与えられたことで復活するも、同時に自我を奪われてただの傀儡と化す。指示を受けてアキオやリーゼらを襲撃するが、同時期にミラの手でディースの魔力体が撃破されたことも手伝って支配状態からは解放され、以降はアラタに助力した。

ルビーネ
通称は「狂える死の闇」。専門術式は闇夜術（ロード・オブ・ナイトメア）。「書庫」は憤怒（イラ）で、テーマは協調（アウクシリウム）。
十二魔将最強と謳われる、喪服を纏った女性魔道士。物理的・精神的なあらゆる“闇”から魔力を得る古代魔術を修め、魔道士の力の根源である「書庫」の基盤となる『七つの大罪』さえ己の糧とする為に、事実上無限の魔力を振るうことが出来る。本拠地は第八圏「悪意図書館（マリシャス・ライブラリー）」。
その正体は人間が魔物化した存在ではなく、“闇”の概念が協調のテーマを取得して人の姿で実体化したモノ。人であり闇でもある「闇の原罪」として、魔力と肉体が失われても完全消滅はしないという原則的に不滅の存在となっており、無限に死の神を使役する能力や神話武装ティルフィングなどを駆使して絶大な戦闘能力を発揮する。
戦闘自体に手は抜かないものの、強敵との戦闘を楽しむ人懐っこい性格であり、神曲門編序盤ではセリナを庇いながら自分と切り結んだアラタを気に入って、万全のコンディションに回復するまで自身の住処を休息用に供出した。その後、第七圏で集合した彼らに付いていくものの、再び始まった戦闘の折に置き去りにされた為、メイラコーダらと共に魔王の本拠地へと向かいアルバリシアと交戦。ディースの肉体を得ていたグラフィアに飲み込まれる形で消滅した。
ディースが仮の復活を遂げた際、他の十二魔将共々復活を果たすも、自我を奪われた傀儡と化してリリスらを襲撃。レヴィによって支配状態から解放されてからは、アラタとトリニティセブンの側について最後まで戦い抜いている。

アルバリシア
通称は「嘲る神の御手」。専門術式は天唱術（エンジェリック・フェザー）。「書庫」は強欲（アワリティア）で、テーマは成功（フラックス）。
十二魔将の副盟主を務める魔道士であり、本体を持たず記憶と意思、そして目的を気に入った体に継承し続けることである意味で真の不滅を獲得するに至った無形の魔道士にして堕天使。現在は、イーリアス断章たちの元々の所有者であったミナ・セイラームがアルバリシアに“成って”いる。
神曲門を訪れたアラタたちを転移の魔術によって分断し、彼女自身はリリス及びイリアと交戦。伝説の魔女とまで謳われ、書庫を問わず様々な魔術を使いこなしたミナの肉体を存分に活用して圧倒的な力を見せるも、魔王息女として新たな力を獲得したリリスに魔王因子を撃ち抜かれたことで敗北した。一度はミナの存在が復活した様に見せていたが、後にそれが偽装であったことが発覚し、魔王因子を有していた時点ではそちらを本体としてミナの体を乗っ取っていたものの、因子喪失後はミナそのものが新たなアルバリシアとなっていた事が明かされている。
18年前にディース・トリニティの殺害を企てたメンバーの一人で、事件後はディースの肉体を取り込んだ代償に自我を喪失したグラフィアを傀儡として操っていた。グラフィアを介して偽装した指示でラディックスを動かし、それらの事実を知って激昂した彼女を軽々とあしらって見せたが、そもそもディースがわざと殺害されていた事には気付いておらず、仮の復活を遂げた彼がひと睨みでグラフィアを下してみせた様子に恐怖を抱く。その後は再び彼の軍門に下りつつ自らが大魔王の座を掠め取るべく策謀を練るが、次元の果てでアラタとアリンを望郷図書館に閉じ込めた際にユイの介入を許し、最終的には彼女の限定版魔道極法によって無限の夢に幽閉される結末を迎えた。以降は、ユイの意思一つでミナの姿や魔力が一切使えないペンギンの姿などを与えられて現実世界に呼び出される生活を送っている。
自身を魔力体より希薄な聖霊体と化し、気に入った人間を天使化してそこに宿ることであらゆる魔術を“唱える”ため、ミナの肉体との相性は極めて良好。作中では、ソラと同じ高位の魔力砲撃や映晶術を使用しているほか、ユイの重唱術のコントロールを乗っ取って反撃すると言った芸当も披露している。天界に帰還することを目的としているような言動を見せており、その正体は堕天させられて天界を追放された元・天人。ただし、元・大魔公であったのかどうかは明言されていない。

ガトルホグ
通称は「引き裂く獰猛な牙」。専門術式は獣帝術。「書庫」は強欲（アワリティア）で、テーマは貪欲（クピディタース）。
元大魔公が堕天・魔族化した強大な魔道士であり、かつての名はマスター・ラフクティバ。リベルの知己であり、同じだけの永い時間を生きる彼女を友と呼んでいる。獅子の頭の獣人の姿をしているが、魔力を消耗した際には回復の為に人間時代の端正な顔立ちの青年の姿を取ることも。遥かな過去、「世界樹の巫女」ことセレスがディース・トリニティを封じる瞬間に居合わせていた。
かつて天界から堕とされたディースと地上の魔道士たちの間で大魔道大戦が勃発した際、体内に格納・召喚した魔獣軍を使役して魔王の軍勢と相対した伝説級の魔道士。魔王側が神曲門に封印されてから姿を消していたが、後に魔王の力に魅せられて堕天し、十二魔将の一員となっていたことが判明した。
アルバリシアらと共に、18年前のディース・トリニティ殺害に加担した内の一人。次元の果てへ飛ばされた魔王真核を入手すべく、その鍵となるアリンを手中に納めようと地上に現れるが、予め来訪を予知していたリベルによって聖とアナが待ち構えていたことで、彼女たちと交戦。かつてディースの配下として猛威を振るった戦獣王を含め、本体である己が無事である限り何度でも再生する魔獣軍を率いて圧倒的な実力差を見せ付けるも、二人に加えてアリンとアラタの魔力をも上乗せした限定版魔道極法に敗北し、リベルやアリンたちに激励の言葉を遺して消滅した。
神曲門編中盤で、ディースが仮の形で復活した際に他の十二魔将共々蘇生させられるも、自我を奪われた状態でアルバリシアに率いられて次元の果てでアラタたちに襲い掛かる。竜姫やユイの奮戦で支配状態から解放された礼として如何なる指示にも従うことを告げるも、友人関係の方が好ましいとする彼女達の意向に合わせ、友としてアラタの救出に力を貸すこととなった。アラタとディースの最終決戦では、「管理者」接続に辿り着いたアラタに助力してディースと相対している。
習得した獣帝術は最大666体の魔獣を体内に宿してその力を利用、あるいは召喚する狂気の古代魔術であり、人々の畏怖の具現化にして「世界を滅ぼす獣」である戦獣王を従える為に500体分以上のキャパシティーを割いているものの、それでも残る魔獣軍は一体一体が高位魔道士が何とか倒せるかどうかという程の強さを誇る。加えて前述の様にガトルホグ自身が無事である限り魔獣は無限に再召喚され、彼が危機に陥った際には逆に魔獣の存在性を己に補填して命を繋ぐことが出来るため、総合的な戦闘能力は十二魔将の中でも指折りとなっている。

ファルファレア
通称は「嗤う悪魔の道化」。専門術式は聖語術（イーハ・トーヴェ）。「書庫」は嫉妬（インウィディア）で、テーマは幻想（リディカル）。
道化の仮面と黒衣に身を包み、錫杖を携えた魔道士。十二魔将の中でも特に実力が未知数とされており、元大魔公ではないがそれと同等の強大な魔力を有している。
アルバリシアらと共に、18年前のディース・トリニティ殺害に加担した内の一人。世界の認識を欺く程の強力な幻影魔術を操り、無数の錫杖の幻に実体を持たせてしまう程の力を持つものの、実はテーマが示す様に魔術ではなく肉体をこそ極限まで鍛え抜いて十二魔将屈指の体術を身に着けている。その為、レヴィをして苦戦する程の虚実入り乱れたトリッキーな戦闘を得意とする。
神曲門編序盤では、ガトルホグがアリンを強奪する邪魔をさせない為にミラとユイと交戦するも、魔術を解析されて深追いすることなく撤退。後に神曲門世界を訪れたアリンをレヴィの姿で出迎えるも、正体を看破したアリン及び本物のレヴィ、ユイと戦闘を繰り広げる事になる。ディース殺害の折に彼の魔力を得ていたことでトリニティセブン三名を相手に圧倒的な力を発揮したが、調子に乗って必要以上に大魔王の魔力を使ってしまったことで、内側から物理的に引き裂かれる形でディースの魔力体復活を招いてしまった。
他の十二魔将と共にディースの手で蘇生させられてからは、意思の無い傀儡としてリリスらを襲撃。実力を上げたルーグによって然程苦も無く撃破されるが、この際ディースによってそもそも元人間の魔道士でさえなく、身に着けていた仮面こそが本体の魔道具であり、道具に宿る仮初の生命だからこそ肉体を求め、肉体を極めた存在であったことが明かされた。最終決戦では、レヴィを主人として認めているような素振りを見せ、彼女とアラタの人使いが荒いことに文句を言いながらもディースとの戦いに助力している。

ドラグナッツォ
通称は「轟く壊滅の牙」。専門術式は竜操術（ドラゴン・オーブ）。「書庫」は嫉妬（インウィディア）で、テーマは興味（ストゥディウム）。
かつての名は、影魔忍軍の創設者にして竜姫や竜貴が使用する竜操術の始祖たる七宝行者。魔族化に伴って不滅竜の肉体を手にした女性魔道士であり、戦闘の際には多頭竜の姿に変化することも。
アルバリシアらと共に18年前のディース・トリニティ殺害に加担した内の一人だが、この際に負った負傷が他の者よりも酷かった為に魔力が枯渇寸前のドラゴンゾンビの様な姿になってしまっていた。本編の数年ほど前、彼女自身が己の血筋に伝え残していた秘術を使って神曲門の世界へ魂だけの存在となって訪れた竜貴を出迎え、その魔力を食らって傷を癒そうと試みたが、竜貴がレヴィの「神禍目」を奪っていたことで敢え無く失敗。己の死の可能性を可視化され、逆に彼女に殺害されて根こそぎ力を奪われ、消滅していた（詳しくは後述の果心竜貴の項目を参照）。
神曲門編中盤、仮の復活を果たしたディースによって十二魔将の面々が蘇生させられる中、彼女も全盛期の竜体を伴って復活したものの、彼女だけは最初から意思も理性も奪われたまま、最後まで自我を取り戻すことはなかった。アルバリシアに率いられて次元の果てで己の子孫である竜姫と交戦するも、ディースからの魔力供給が断たれた隙を狙ったムラサメの一撃によって次元ごと切り裂かれ、再び消滅することになる。アラタとディースの最終決戦では、「管理者」接続に辿り着いたアラタの魔力を供給されてルーグの有する「死竜の鱗」を触媒に二度目の復活を遂げるも、七宝行者としての意識を取り戻した描写はされていない。
始祖として彼女が編み出した竜操術は大自然の神羅万象を五行の龍脈の形で己の血に取り込んで生まれた専門術式であり、忍法術とはまた違ったアプローチを行う魔術だが、木火土金水の中でもその本質とされるのは次元の切断を可能とする「金」。習得の可否を血筋に依存する魔道であり、この魔術を扱えることそのまま七宝行者の血族であることを示している。

カグナッツォ
通称は「歪なる時の狭間」。専門術式は数秘術（ロゴス・アート）。「書庫」は怠惰（アケディア）で、テーマは停滞（スタグナ）。
元裁定者が堕天・魔族化した強大な魔道士であり、かつての名は数秘術の始祖たる大魔公マスター・ピュータゴラース。かつて自分自身で使役していた時空の狭間に生息する異形の「猟犬」のボスである、封印指定魔獣ティンダロスの一体をそのまま魔族としての肉体として利用しているが、作中では二次元的にデフォルメされたケルベロスのアイコンの姿を取ったことも。人間としての姿は、（全盛期であれば）筋骨隆々の老爺。神話武装Dáinsleifの使い手であったことが語られている。
大魔道大戦では裁定者としてディース・トリニティに立ち向かっており、自らが編み出した魔道極法「時空裂界」によって彼に痛打を浴びせ、自らは代償として展開された“超高速の時空間”から脱出出来なくなったと伝えられていた。どの様にして代償から抜け出したのかは不明だが、一度は神曲門の最奥に封じた大魔王を今度こそ完全消滅させるべく、リビックと共に堕天して十二魔将の一人となり、機会をうかがっていた。18年前のディース殺害では実行組としての関与こそしていないが、計画の立案には携わっている模様。
神曲門編にてミリオーネを撃破したリーゼとセリナの前に姿を現すも、リーゼがアラタと共同開発した魔術を使用した際に大魔王と似通う魔力構成を感じ取り、計測外であるアラタとディースの関係性を鑑みてその場は撤退を選択。その後、状況の再計測が必要であるとの判断から一度集合したアラタたちを転移によって再度分断し、リーゼやアキオといった一部の人間を自分の時空間に匿うと同時に観察を続けていた。またこの時、リーゼと共にアーシャを呼び寄せてミラの指南役を依頼しており、魔力体として仮の復活を遂げていたディースに英雄候補として覚醒を果たした彼女をぶつけることで、これを撃破せしめている。
ディース・トリニティが完全復活した際には、リビックと協力して初手から強力な一撃を見舞っているが、逆に彼の魔王図書館を傷付けてしまったことで真っ先に魔力の収奪先として狙われることとなった。最終的には「管理者」接続に到達したアラタによって全盛期の力を取り戻し、彼に助力して勝利の手助けをすると共に、己の計測を超越して勝利を手にしたアラタに驚く様子を見せた。
本編序盤で登場した永劫図書館の製作者であり、時空概念から外れてあらゆる過去や未来を“在った”ことにするこの地によって、己の子孫でもあり、時空の修正に伴って消滅した筈の少女のアリエスは再び存在を取り戻すこととなった。派生作品「リーゼ・クロニクル」では、セリナを生かす為に研究を重ねて神曲門への接続を成し遂げたリーゼの前に姿を現し、彼女に数秘術の深奥を刻んでその動向を見守っていたことが明かされている。

ミリオーネ
通称は「藻掻き苦しめる汀」。専門術式は呪水術（カース・ファウンテン）。「書庫」は怠惰（アケディア）で、テーマは節度（モデレイティオ）、定着（フィキシング）。
露出度の高い服装の人間の女性の上半身と、巨大な口腔と魔力を捕食する機能を備えた大蛇の群れで構成された下半身を持つ魔道士であり、かつて魔族化によって強大な力を手に入れ、自らに歯向かった七つの王国を滅ぼした伝説を持つ「水の大幻魔」。動植物のみならず建物や土地すらも食らい尽くした、災厄級の存在の内の一体とされる。下半身は伝承におけるラミアのようにスリムな蛇の下半身へと変えることも出来、のちにそのまま下半身を二本足へと戻した人間形態も披露している。
少女の魔力と存在を食らうのを好んでおり、アラタの魔力が回復するまでルビーネの屋敷に逗留する筈だったセリナを捕食目的で誘拐した。魔力を食らい、肉体を食べ始めようかとしたところで怠惰の魔人と化したリーゼの横槍を受け、人間の身でありながら自分以上に深く魔道を研究した彼女によって完膚なきまで敗北した。この際、リーゼとセリナが共に放った魔術によって時空の果てに放逐されているが、カグナッツォの登場に巻き込まれる形で無事に帰還を果たしており、以降は保身の為にリーゼにゴマをするようになっている。
神曲門編中盤では、グラフィアとルビーネの戦闘に巻き込まれる形で敢え無く吸収され、消滅。その後仮の復活を果たしたディースによってダンテクロスの力で蘇生させられこそしたが、なぜか他の面々と違って魔力の供給も自我の支配もされることなく忘れ去られていた為、リーゼとアキオを襲撃する際には彼女たちに脅される形で呆気なく味方にさせられている。それでも宣言通りにグラフィアの一撃からセリナとオクトーを守ったことで、リーゼからは見直される事になった。最終決戦では、ディースが魔王図書館に宿した十二魔将の力が己のそれよりも強力なことを憤るが、「管理者」接続に到達したアラタの魔力供給によって強大な力を得て、彼と共に戦い勝利に貢献している。
修めた魔道は生命の根源である水、そして再生の象徴である蛇を軸にした「四大元素：水」の高位魔術。水や毒、血液などを幅広く司るが、彼女の場合はもっぱら魔力の捕食と食らった生命を己の“生命数”に変換することを基本戦術としている。これまで捕食した全ての命の数だけ殺されても生き返ることから無限の命を持つと自称していたが、リーゼが己を無限に殺し得ると悟った時点で速やかに白旗を揚げた。尚、派生作品「リーゼ・クロニクル」では彼女直属の配下として「邪なる水女のレイミア」が登場しているが、幼くして魔道の才能を芽生えさせたリーゼに撃破されており、奇しくも主従揃って同じ様な運命を辿っている。

リビック
通称は「昏き滅びの風」。専門術式は錬金術（アウター・アルケミック）。「書庫」は色欲（ルクスリア）で、テーマは生命（アビエス）。
元裁定者が堕天・魔族化した強大な魔道士であり、かつての名は錬金術の始祖たる大魔公マスター・ホーエンハイム。リリスが所有する魔道書「ヘルメス外典」の執筆者でもある。魔族としての異形も当然有しているが、作中では人間時代そのままの姿しか見せていない絶世の美女であり、大魔王のお気に入り。魔道極法「無限絶界」を編み出した延長で異界「悠久図書館」をも創造しており、小説版第二巻及び劇場版第一弾で地上に表出したそれとは別に、神曲門内部にも本拠地として同名の図書館を築いている。
かつて裁定者としてディース・トリニティと相対するも完全消滅には至らなかった為、同じ裁定者のピュータゴラース（＝カグナッツォ）と共にその地位を捨てて堕天し、十二魔将となって大魔王を弑逆する機会をうかがっていた。18年前のディース殺害では、実行犯の一人として参加している。神曲門の世界では第七圏「暴力者の圏」を統治しており、神曲門に潜ったり次元を超えて訪れたものの地上へ戻ることが叶わなくなった人間の魔道士たちの為の生活圏を用意していたが、彼らは物語中盤で仮の復活を遂げたディースによって魔力餌として捕食されてしまうこととなった。
小説版第一巻に登場した人造魔王ラスト・トリニティの創造主でもある為、本編では地上で覚醒し撃破された個体と経験を共有した同型機の彼を伴って登場。ラストにリリスを狙わせてアラタと交戦するように仕向けるも、彼が自身の魔力に呑まれていた状態から持ち直して大魔公時代の己の力を支配してのけたのを確認してあっさりと前言を撤回し、大魔王討伐の為に試していたことを告白した。自分たちが一度は殺害した大魔王が完全には滅びていない事実を明かし、新たな大魔王の器たり得るアラタに現状を伝える役割を担った。
ディースが仮の形で復活を遂げてからは、彼をアラタに三日間の猶予を与える気にさせたリリムを労い、以降は己の居城に帰還する彼に付き従う。一度は覚醒したミラと戦った彼が消滅させられるのを黙って見送るも、グラフィアの内から今度こそ完全体として蘇ったディース相手にはカグナッツォと共に苛烈な攻撃を敢行。それ自体は決定打にこそならなかったが、以降も彼の攻撃に対してトリニティセブンらを守る等の行動を見せ、遂にはアラタがディースに勝利して大魔王の座を継ぐまで、全面的にアラタたちの側に立ち続けた。
錬金術の始祖としての力は凄まじく、堕天前の時点でさえ時の最果てから未来の科学技術に類するものを入手して、異界を構築してのけている。それらの完成形の一つが下記の人造魔王「ラスト・トリニティ」であり、魔王が魔王たる所以となる魔王因子こそ創造出来なかったものの、魔王に匹敵する力を持った器として彼を作り上げている。尚、当初は男性と思われる描写がされていたものの、後にそれが彼女自身が神曲門に赴く際に自身の記録を抹消したことが原因だったことが判明した。
ラスト・トリニティ
声 - 島﨑信長
専門術式は創造主であるリビックと同じ錬金術（アウター・アルケミック）。「書庫」は色欲（ルクスリア）で、テーマは安息（スィレオ）。
「悠久図書館」と共に眠っていた、「白の魔王」の青年。錬金術の始祖・ホーエンハイムによって造られた人造生命（ホムンクルス）にして人造魔王であり、その構成材料は錬金術の悲願とも言われる「生命の水（アクア・ウイタエ）」。容貌に関しては、リビックの趣味が盛り込まれて端正な顔立ちとなっている。
人造人間創造の究極として人の手で魔王を生み出すべく造られた存在であるが、本質的には単一の存在ではなく、撃破される度に同型機の内の一体が経験を引き継いで活動を再開し続ける特徴を有している。この為、小説版及び劇場版で登場したのはどちらかと言えば長らく放置されていた状況に近い個体だったが、その経験は本体と呼べる神曲門世界でリビックに仕えていた始祖型（プロトタイプ）の彼の側にもきちんと共有された。その甲斐もあって、彼の実力は真に魔王に迫る程のものとなっている（尚、体のストックについては現時点でも百体分ほど存在する模様）。
魔王因子を持たない魔王候補とでも言うべき存在で、魔王因子を取り込む器のみが完璧に機能しているが為に、地上で封印されていた個体はアナスタシアの干渉によって目覚めた後、他者の魔道を模倣する能力を以てアラタから魔王因子を強奪するに至った。彼そのものは程なくして撃破されたものの、この経験を引き継いだ始祖型の個体は己の得物として白黒反転した魔王兵器ジュデッカのレプリカを己の錬金術のみで構築する程の能力を獲得している。
ディース・トリニティに単独で挑める程の力は持っていなかったが、それでも主の悲願を叶えるべく、最終決戦では駆け付けたアビィスと共にアラタに助太刀した。二種類の魔力体と本体の三位一体（トリニティ）となって戦うディースに対抗すべく、アラタが身に纏う外套となって彼と一体化し、同じくカイーナの姿を取ったアビィスと共に三位一体を成してディース打倒を成し遂げている。

ハックレスパー
通称は「踏みにじる狂気の大樹」。専門術式は植霊術（ワンダー・フォレスト）。「書庫」は色欲（ルクスリア）で、テーマは起源（オリゴ）。
巨大なトレントの様な姿をした魔道士だが、その正体は人間ではなく歳月を経た大樹が魔族化してテーマを手に入れた存在。当初は凶悪な性格だったが、さらに長い時間を過ごす中で冷静さを身に付け、森の大賢者と呼ばれていた時期もあった模様。それでも多くの血肉を食らった事実は変わらなかった為、最終的には魔物としての本能に支配されてより多くの良質な血肉を求めて神曲門世界に訪れていた。
本編ではアリキノと共にミラとユイを襲撃するが、その無欲さ故に空間中から無尽蔵に魔力を得ていたユイによって文字通り瞬殺され、消滅した。その後、ディースが仮の形で復活した際に彼によって蘇生させられるも、自我を封じられた傀儡としてリーゼやアキオを襲撃。実力を上げていた二人によってあっさりと倒されるが、この際に一度死亡していた事で取り戻していた理性を見せ、粗暴な姿しか知らなかったミリオーネを驚かせている。その後は受けた恩を返すべくリーゼたちに助力し、アラタとディースの最終決戦でも最後まで味方として戦った。
植物系の魔術を修め、森そのものの操作や毒の花の創造、蔓を鞭のように振るっての戦闘など様々なことが出来るようだが、本編では特に描かれていない。

グラフィア
通称は「虚ろな影の衣」。専門術式は滅世術（アバドーン）。「書庫」は暴食（グラ）で、テーマは意志（ウォルンタス）。
漆黒の甲冑にボロボロの黒いマントを纏った出で立ちの魔道士で、前述のメイラコーダ同様に甲冑そのものが本体となっている存在。寡黙ではあるが、非常に仲間想いであったことが語られている。
18年前のディース殺害に加担した一人であるが、その理由も野心ではなく仲間を守るためであった。ディースが計画通りに死亡した際に己の魔術で彼の肉体を吸収しているが、それによって無限の吸収容量を得た代わりに自我を喪失し、以降はアルバリシアの意思で動く傀儡となっている。
ディースの肉体を得ていたことから、ラディックスに対してディースの肉声を再現してアルバリシアの指示を伝えることで彼女を操っていたが、後に弑逆の事実を知って激昂する彼女に対して操られるままに労いの言葉と攻撃を向けた。「本気で戦って貰う約束を邪魔された」としてルビーネとも敵対・交戦するが、鎧の内から大魔王の肉体を表出させてその無限のキャパシティーによって“闇”そのものである彼女を吸収し、ついでとしてメイラコーダとミリオーネも飲み込んでいる。
ファルファレアの内から仮の復活を果たしたディースへとアルバリシアの指示で攻撃するも、そもそも18年前の敗北と死亡がわざとだと知らなかった為に呆気なく敗北。間を置かずディースの手によって蘇生させられるが、この時“大魔王の肉体”を持った彼に“大魔王の魔力”が注がれていた事から、傀儡としてアキオたちを襲撃した際、鎧を内側から砕くようにディース・トリニティの完全体が復活する為の礎となった。
最終決戦では、降り注ぐ魔王図書館の攻撃からアルバリシアを庇うべく、兜だけの姿で砲撃との間に割り込む姿を見せた。この際、ラディックスからは特にアルバリシアを大切に想って傍らにあり、彼女の為に全力を尽くしていただろう事が明かされた。終盤でアラタが「管理者」接続に辿り着いた際には、彼の魔力供給によって全盛期の姿を取り戻し、無口なままながらも彼に助力している。
他者の生命力や魔力を吸収して自分のものとする古代魔術を修めており、その中でも高位の使い手である為取り込んだディースの能力を魔力不足ではあっても使いこなしていた。本来は如何に十二魔将クラスと言えどその吸収には限界があったが、大魔王の肉体を飲み込んだことその制限を取り払っている。

アリキノ
通称は「怒れる無情の孤狼」。専門術式は飢食術（フューリー・バイト）。「書庫」は暴食（グラ）で、テーマは信頼（フォードゥーキア）。
体格の良い二足歩行の狼の様な姿をした魔道士で、その正体はただの人間ではなく人狼族の魔道士だった青年がより大きな力を求めて魔族化した存在。魔物と化した具体的な時期は明らかにされていないが、強大な力を求めて神曲門を訪れ、幾度となく勝利や敗北を積み重ねた果てに十二魔将となるも、その激しい戦いの日々の中で自分のことも他者のことも見失う程に理性が摩耗していた。
本編ではハックレスパーと共にミラとユイを襲撃するが、その無欲さ故に空間中から無尽蔵に魔力を得ていたユイによって文字通り瞬殺され、消滅した。その後、ディースが仮の形で復活した際に彼によって蘇生させられるも、自我を封じられた傀儡としてリーゼやアキオを襲撃。実力を上げていた二人によってあっさりと倒されるが、この際に一度死亡していた事で取り戻していた理性を見せ、粗暴な姿しか知らなかったミリオーネを驚かせている。その後は受けた恩を返すべくリーゼたちに助力し、アラタとディースの最終決戦でも最後まで味方として戦った。
自身を魔獣化する自己強化系の魔術の中でも高位の古代魔道を修めているが、現在の姿が魔族化前から専門術式によって変身していたそれだったのかは不明となっている。

### 天界
エーテリア・アカーシャ
年齢不明。専門術式は天装術（アームズ・マスタリー）。『聖櫃』は傲慢（スペルビア）で、テーマは不明。裁定者の会合では豪奢なてんびん座の席に座す、「決（オーブターヴィ）」の裁定者の通称の持ち主。
現役の「天の裁定者」を束ねる裁定長の地位に就く女性魔道士で、アーシャの実の母親。自身より裁定者としてのキャリアが長い者はリベルも含めて幾人か存在するが、他の「書庫」や『聖櫃』に干渉する性質を持った最上位の魔道ともされる傲慢の裁定者である故か、現在の地位に就いている。派閥としては、魔王討伐派閥に所属する模様。本編の18年前の時点では、地上世界で大魔公マスター・アカーシャとしてアカーシャ学園の学園長を務めていた。
「深闇の女神」復活が近付く中、新たな裁定者候補を伴ったビブリアや、裁定者の指導者として他より一段高い扱いを受ける「大司教」リベルの帰還を歓迎した。天界が深刻な人材不足であることから、地上の魔道士だからという理由で拒絶することはせず、ビブリアが伴った新参の三人についても受け入れるスタンスを取っている。娘のアーシャから頼まれていた事もあり、自身はミラの指導役を買って出た。

アリエス・カルディア
17歳→年齢不明。専門術式は数秘術（ロゴス・アート）。「書庫」及び『聖櫃』は怠惰（アケディア）で、テーマは空虚（インフレクィンティア）。名称は不明ながら、リーゼのものに似たタブレット状の魔道書を所持している。裁定者の会合ではおひつじ座の席を割り当てられており、本編で明かされた通称は、「時（テンプス）」の裁定者。
派生作品「リーゼ・クロニクル」に登場する魔道士で、本編とは別の“β時空”で怠惰のトリニティセブンを務めるビブリア学園の生徒。数秘術の始祖・ピュータゴラースの子孫であり、彼が使用していたという大鎌型の神話武装Dáinsleif（ダーインスレイフ）を所有している。
マスター・リベルの手を借りてβ時空を訪れたリーゼを「異次元魔女」と呼び、β時空で発生していた時空歪曲型崩壊現象の原因と睨んで襲撃を敢行する。レヴィと組んで行った二度目の襲撃でリーゼを追い詰めるも、介入したアラタとマスター・ビブリアによって休戦状態になる。以降は別時空のトリニティセブンであることを認めたリーゼに並々ならぬ興味を示し、崩壊現象の原因を究明すべく行動を共にすることになる。
実は本編時空におけるリリスやアナスタシアと同じ様に、β時空における「最後の鍵」。この為、β時空のリーゼによって殺害された際には時空全体がその死に引き摺られて崩壊を迎えたが、リーゼとともに謎のループ魔術に“死に戻り”を果たすこととなった。一連の事件で共に脅威に立ち向かう中でリーゼと友誼を結んで親友となり、後にクロノス・トリニティの暴走を抑える為にリーゼ達が停止した世界に囚われる際には、全時空で春日アラタと出会う怠惰のトリニティセブンとしては唯一リーゼロッテ＝シャルロックではない存在として、救出を託されている。
事件終息後、リーゼやアラタの存在と記憶が全て失われた世界に一人取り残されるも、アナスタシアの導きによってわずかに記憶に残るリーゼの残滓を追って何年も研究を重ねる。魔道士として成熟して無限時間の狭間に辿り着いた際、記憶を取り戻すと共にギリギリ消滅を免れていたリーゼの魔力を回収。本編時空の過去へと渡り、幼い彼女に「無限魔人」としての魔力を返却した後、「真理」に到達していた事から天界へ新たなる裁定者として招かれている。この際、属性が完全な「天」へと移行しており、人としての存在性を喪失して通常時空からは外れた法則寄りの存在となった。
完全に再生されたβ時空では“リーゼロッテ”がトリニティセブンとなった事でアリエスの存在は無かったことになっていたが、リーゼの再訪に伴い永劫図書館の地で事件当時の少女の姿で復活。上記の裁定者としての彼女とは分岐して、リーゼとも、β時空の彼女とも違う存在として確立するに至った。二人のリーゼの親友を名乗り、大人の自分を探しに行くというリーゼを見送りつつ、今度は自分から彼女に会いに行くことを誓っている。
本編では、上記のように二つに分岐した中でも成長して先祖と同じ「天の裁定者」の一翼となった側のアリエスが22巻から本格的に登場。シャルロック姉妹の前に姿を現し、世界で唯一喪われた「憂鬱」の書庫に接続する才能を有するというセリナを勧誘しに来たことを告げた。また、かつての親友であるリーゼとの再会も切望していた事を告げ、彼女に己の記憶を同期する形でβ時空での出来事を思い出させている。その後アラタが駆け付けた際には、厳密には己の出身時空の彼とは別人である事も承知しつつ、いつかの様に「鬼畜魔王候補」と呼びながら再会に涙して撤退した。
ビブリアが三名の裁定者候補を伴って帰郷した際には、魔王懐柔派閥としてアマナと共にアキオとセリナに対する現状説明を担当。予測確定未来として「深闇の女神」の復活フェーズが進行している事を告げ、事前予測を覆したより良い未来の計測を行い、また同時に「無限魔人」となったリーゼの存在時空の不安定化も解消するべく、セリナに「憂鬱」の裁定者となる為の指導を行っている。

ファウナリア・ロード
年齢不明。『聖櫃』は節制（テンペランティア）で、テーマ及び専門術式は不明。裁定者の会合ではやぎ座の席を与えられており、「光（ルークス）」の裁定者の通称を有している。
「天の裁定者」の一翼であり、黒衣とリボンが特徴的な長身の女性魔道士。派閥としては、魔王討伐派閥に属している。裁定者の中では比較的年若い部類に入るが、裁定者の血族たる天人だけあって高い実力を有しており、地上世界の魔道士を見下しがちな傾向を持つ。
本編では、アラタが自滅するまでの仕込みが全て完了したと判断し、ビブリアと袂を分かった直後のリベルの前にマリスと共に登場。「深闇の女神」復活の鍵となる大魔王を滅ぼすべしとして、複雑な手順を踏むより黒帝焰界ごと今のアラタを殺してしまった方が手っ取り早いというスタンスを語った。しかしその際、黒帝焰界と化した聖を「下賤な地上世界に生まれた、使い捨ての紙切れのようなもの」と侮辱した事でリベルの逆鱗に触れ、彼女から灸を据えられることとなる。
マスター・ビブリアが天界を離れている間に裁定者となった為、彼が帰郷するまで面識は無かった模様。天界が人材不足であるとはいえ、地上世界の魔道士を裁定者候補として歓迎し礼まで述べたエーテリアの姿には面白くないものを感じており、マリスからはその感情が禁じられた13番目の『聖櫃』に繋がり得るものだとして心配されている。
現役の裁定者の中では最も攻撃に卓越した魔道士であり、その魔術は光と雷を操るもの。特に光を極細の糸として射出する戦法を得意としており、「光の形で出力される魔術」と「物理的な光を糸状にして操る魔術」を自在に切り替える事で、広範囲に対してほぼ不可視に近い自在な斬撃が可能としている。加えて高い破壊力を帯びた雷光の一撃を見舞う術式等も有しているが、相手の術式に対する解析や対策が甘いため、リベルとルーグを相手取った際には得意魔術を完全無効化された上で邪神の触手に嬲られる等の目に遭っている。

マリス・ステラ
年齢不明。『聖櫃』は知慮（サピエンティア）で、テーマ及び専門術式は不明。裁定者の会合ではうお座の席を与えられており、「美（プルクラ）」の裁定者の通称を有している。
「天の裁定者」の一翼であり、魔女を思わせる大きな帽子が特徴的な小柄な女性魔道士。派閥としては、魔王討伐派閥に属している。外見こそ幼いが、久方ぶりに天界へ帰郷したビブリアを「相変わらず楽しそう」と評していることから、一見年上に見えるファウナリアよりも長い年月を生きている事がうかがえる。作中では分かり易く嘘を吐いてはファウナリアをからかっている姿が幾度となく見られており、日頃から彼女と行動を共にすることが多い模様。
本編では、ファウナリアと共に黒帝焰界を手にしたばかりのアラタを滅ぼすべく地上世界を訪問する形で登場。ファウナリアがリベル及びルーグと交戦する際は参戦せずに後ろから現状を解析するに留めていたが、彼女がリベルによって大ダメージを負わされた際には、素直に白旗を揚げると共に聖を侮辱した事を謝罪している。
概念機構（イデアフレーム）への直接干渉によって自身の属性を書き換えており、「あらゆる魔術が絶対に当たらない」という絶対的な防御性能を有している。ただし、純粋な物理現象は防御の対象外となる為、ファウナリアの光の糸など、物理現象を魔術で操作・誘導するという間接的な形の攻撃なら通用する模様。魔術を解析する際には瞳にルーン文字を浮かべているが、具体的な専門術式については明らかになっていない。

源 ハルカゲ（みなもと ハルカゲ）
年齢不明。『聖櫃』は強欲（アワリティア）で、テーマ及び専門術式は不明。裁定者の会合ではさそり座の席を与えられており、「影（アンブラ）」の裁定者の通称を有している。
「天の裁定者」の一翼であり、常に両目を閉ざしたまま浮かべる穏やかな笑みと身に纏った和装が特徴的な女性魔道士。派閥としては、魔王懐柔派閥に属している。
長く天界を離れていたビブリアと面識があった事から、それなりの期間を裁定者として過ごしている事がうかがえるが、具体的な経歴は不明となっている。常に笑みを絶やさない一方で、帰郷したばかりのビブリアに何かしらの説教をした様な描写もなされており、ただ穏やかなだけではない一面も持ち合わせている模様。

叢雲 アマナ（むらくも アマナ）
年齢不明。『聖櫃』は剛毅（オーダテア）で、テーマ及び専門術式は不明。裁定者の会合ではしし座の席を与えられており、「力（ウィス）」の裁定者の通称を有している。
「天の裁定者」の一翼であり、腰に差した複数の刀剣とボーイッシュな外見が特徴的な女性魔道士。快活な性格と併せて外見年齢こそ若々しく見えるが、長らく天界を留守にしていたビブリアと顔見知りであり、彼やリベルを「ビブリア兄さん」「リベル姉さん」と気軽に呼んでいる事から、若手とされるファウナリアよりも長い年月を裁定者として活動していることがうかがえる。派閥としては、魔王懐柔派閥に属している模様。
強い相手と戦えればそれで良い、という極めてシンプルな行動原理を有する武闘派。他の裁定者がそれぞれのやり方で阻止・対抗しようとしている「深闇の女神」の復活についても、寧ろ復活して戦う機会に恵まれる事を望んでいる。その為、現在暴食の裁定者候補となったアキオの修練に付き合っている件についても、アキオが裁定者になれば強い相手が増えるから、という理由が大きい。

色欲の裁定者（仮）
年齢不明。『聖櫃』は色欲（ルクスリア）で、テーマ及び専門術式は不明。裁定者の会合ではおとめ座の席を与えられているが、通称などは不明となっている。
「天の裁定者」の一翼であり、薄手の衣装と普段から惜しげも無く広げた五対の天翼が特徴的な女性魔道士。実際に対峙したパンドーラからは、一見親しみ易い雰囲気を纏っているにも関わらず底知れない恐ろしさを抱かれており、決して油断ならない人物として描かれている。ビブリアと面識がある様子からそれなりの期間裁定者として活動している事がうかがえるものの、本編では現在に至るまで外界巡りに出掛けたままであり、今なお天界には帰還していない。
本編に先駆けて派生作品「アナスタシア聖伝」に登場しており、外界旅行の一環としてアナが封印を施した筈の「終焉」に平然と現れている。他者の感情を明瞭に知覚する能力を有しているらしく、パンドーラが秘めるアナスタシアへの恋心をあっさり指摘して見せた。パンドーラにアナの魔王化の可能性を教え、仮初の形で魔王兵器アンテノーラを授けると共に彼女に全盛期の魔王の力を取り戻させていた張本人。
現時点では、本編・派生作品を含む作中で唯一明確に五対の天翼を見せた裁定者。魔王アナスタシス・トリニティの覚醒を指して「魔王クラスの降魔実験が最高の出来になった」と評するなど、一連の関与が自身の研究の一環であった事を匂わせているが、その思惑は不明となっている。

マスター・リベル
『聖櫃』は暴食（グラ）で、裁定者の会合ではかに座の席を与えられると共に「聖（サケル）」の裁定者の通称を有している。詳細は福音求究会（イシュ・カリオテ）のマスター・リベルを参照。

マスター・ビブリア
『聖櫃』は憤怒（イラ）で、裁定者の会合ではおうし座の席を与えられると共に「理（ラティオ）」の裁定者の通称を有している。詳細は在校生・関係者のマスター・ビブリアを参照。

セリナ＝シャルロック
『聖櫃』は憂鬱（キャヴム）で、テーマは回顧（メモリア）。現時点では裁定者候補に過ぎない為、己の席と通称は用意されていない。詳細は在校生・関係者のセリナ＝シャルロックを参照。

山奈 ミラ、不動 アキオ
前者は正義（ユースティティア）、後者は暴食（グラ）の『聖櫃』の裁定者候補として天界に招かれているが、現時点では通称等は用意されていない。詳細はトリニティセブンの山奈 ミラ及び不動 アキオを参照。

### その他
セレス
専門術式は聖象術（グラムデザイン）。「書庫」及び『聖櫃』は虚飾（イリテュム）で、テーマは不明。秘奥義は聖天失界（ロスト・サマエル）。
小説版第三巻で登場した魔道士で、七つの書庫の何れにも属さない魔力を帯びた謎の少女。赤道近くの海域に突如訪れた「フィロスト島」の魔道遺跡の最奥から彼女が発見されたことが、小説版の物語の始まりとなっている。
天空図書館の事件から程なくして、突如現れたという謎の島へ調査とバカンスを兼ねて向かう様に任務を受けたアラタたちが、遺跡中心部でミスリル製の棺桶から発見した少女。銀髪と右が青、左が赤のオッドアイという特徴的な外見をしており、辛うじて己の名前は憶えていたものの、自分が棺の中に居た理由も含めてそれまでの記憶は一切持っていなかった。初対面である筈のアラタに対し、なぜか「ずっと前から知っているから好きになった」様な感覚を覚えており、それとは別にアリンや聖との間に特別な感覚を感じている。
物語中盤、フィロスト島に別次元から伝説級の魔神である「ノルニルの巨人」の干渉が及び始めた際、異界「黄昏図書館」と化した環境に対応する為にメイガスモードになると共に成長した姿を見せたものの、それによって三つほど世界を隔てた先に居た巨人がこちらを知覚。発生した「書庫侵蝕（アーカイブデリート）」によって他の面々が次々と魔力ごと完全封印される中、全ての記憶を取り戻した彼女は魔道極法によって世界を塗り替え、代償として消滅した後再び始まりの棺桶に戻されることとなった。この流れは実際には既に何万回と繰り返されており、彼女はこの世界を守るべく“アラタによって棺から助け出されて一日を過ごし”“「ノルニルの巨人」たちの影響が高まった段階で魔道極法を使って消滅し”“世界の修正力によってその存在と時間が補填されて再び棺の中に発生する”という永劫のサイクルに身を置いていた事が発覚している。
上記のループは魔道極法に巨人たちを巻き込むことで封印とするものだったが、同じ聖女として干渉は出来ずともその事実を知っていたアナスタシアがアラタの無意識に語りかけた事で、彼がこれらの状況を思い出す事に成功。それまでのループとは違った流れで彼と出会い、巨人たちへ挑むこととなった。戦闘開始直後はジュデッカを起動したアラタと二人での撃退を試みるも、不可能であったことから発想を変えて彼に「虚飾」の書庫を支配して貰うことで、封印されていたトリニティセブンらを解放。彼女たちの援護を受けてた総力戦で、繰り返しの発端であった個体を撃退することに成功している。
事件解決後、最後の逢瀬でアラタに元々彼女とフィロスト島は本編から見て何千、何万年前という大魔道大戦の時代の存在であることを語り、二つの時間を繋げていた巨人の影響が消え去った以上今度こそ本当の別れとなることを告げるも、両者ともに再会を誓っている。この時明かされた彼女の本当の名は「世界樹の巫女」セレスティアであり、実は本編で「世界樹の巫女」と称されるアリンと聖の転生前の姿。当時の天界で世界樹の管理を担っていた虚飾の裁定者にして、虚飾の魔道極法を編み出した魔道王でもある。己を永劫の牢獄から救い出してくれたアラタを想い、どちらかが欠けても必ず「最終起動鍵」となれるよう、二人に分かれて生まれ変わっていた。
ループから解放された後の詳細は明かされていないが、大魔道大戦の折にリベルやガドルホグの目の前で己の魂と存在を代償にしてディース・トリニティの魔王真核や「深闇の女神」に封印を施し、消滅していたことが語られている。本編では、次元の最果てへと魔王真核を取りに赴いたアラタとアリンの前に残留思念の形で現れ、どこか悔しそうな表情を浮かべながらも二人の“愛情”を認めて、魔王真核の機能を解放した。また、ディース・トリニティとの直接対決で苦境に立たされるアラタの傍らにも表れており、彼を励ましている。また、もう一人の転生体である聖に対しても、世界の滅びを回避すべく幾星霜のループを繰り返す彼女を諫める様な形で残留思念が語り掛けていた事が後に判明している。
新章では幼い姿を取って「魔王真核に宿る、セレスのコピー」を名乗ってアラタの精神世界に現れるが、後にこれは彼を誘導する為にセレスの存在を依坐として「深闇の女神」が利用したものだった事が判明。しかし、本来の彼女もまた女神の呼び声に応じかけたアラタを引き留める際に一瞬ではあるが登場しており、後に黒帝焰界の世界で灼かれるアラタの精神に語りかけている。己の「どうしてもアラタに会いたい」「再会したら二度と離れない」という想いがこの事態を招いた事を告白するが、当のアラタが全てを受け止める事を約束した事で、限りなく聖と同調する様な形で彼の力となった。
修めた魔道は、聖やアリンの聖儀術やファルファレアの聖語術等の派生元にして、原初の時代に「世界を象ることで意思を伝える印」として編み出された古代魔術。作中では繰り返しの起点となる棺桶等に使われているが、具体的な能力については殆んど明かされていない。

ミナ・セイラーム
年齢不明。専門術式、書庫、テーマも全て不明となっている。
「遥か西、最果ての地の森に棲む魔女」という伝説で語られ、実在さえ疑われておとぎ話の存在だと思われていた「西の魔女（ウィッチ・オブ・ウィッチ）」その人。ありとあらゆる魔術に精通し、大魔公に匹敵するか凌駕する程の絶大な魔力を有していたが、彼女自身は争いを好まず、収集した「イーリアス断章」たちと共に自ら作り上げた次元で穏やかに暮らしていた。数々の伝説の魔道書を執筆したことでも知られている。
神曲門編に先駆けてラディックス・アスティルの襲撃を受け、いずれ現れるアラタたちへの試練に用いる為に「イーリアス断章」たちを封印されてしまい、自身も殺害されてしまった。その後、アルバリシアの新たな肉体として彼女の本体となる魔王因子を宿されていたが、リリスがこれを撃ち抜いた事で解放され、断章たちに分割して託していた肉体と魔力を回収することで蘇生を果たした。
しかし物語が進む中で、“次のアルバリシア”に選ばれていた為に蘇生した彼女自身が彼女であるままにアルバリシア化していた事が発覚。最終的にはユイの夢の中に幽閉された事でディースの手で殺害される事態は回避されたものの、いまだに“ミナ・セイラームという名のアルバリシア”のままとなっている。

果心 竜貴（かしん りゅうき）
年齢不明。専門術式は竜操術（ドラゴン・オーブ）。「書庫」は嫉妬（インウィディア）で、テーマは興味（ストゥディウム）。
派生作品「レヴィ忍伝」に登場する魔道士で、故人。竜姫の実姉であり、影魔忍軍の先代首領を務めていた。かつて風間の里を襲撃して「マヒトツ姫」レヴィの確保を試み、その中でシャルムの死の原因にもなった人物。
レヴィが彼女を殺害したことが竜姫との確執の原因となっていたが、物語が進む中でそれが竜貴自身による事実上の偽装であり、自ら殺害して影魔（＝意思ある死体）と化した千人分の影魔の里の人間の魂と隙を突いてレヴィから強奪した「神禍目」を揃えたことで、里に伝わる「竜化の秘術」によって魂となり神曲門の世界に到達していたことが明かされた。本来これは影魔忍軍創設者でもある十二魔将・ドラグナッツォが己と同質かつ良質な魔力を餌と出来るようにと遺したものであったが、彼女がディース・トリニティとの戦いで深手を負っていたことと、竜貴がレヴィから「神禍目」を奪っていたことで力関係が逆転。その魂と魔力を喰らい、魔族化して二代目ドラグナッツォと化している。
作中では、ムラサメを手にした竜姫がレヴィとルーグの反撃で深手を負った際に、そこへ追い討ちをかけるような形で登場。次元を超えて蘇った姿を見せると共に、竜姫以上にムラサメを使いこなした。その後、影魔の里の跡地での最終決戦では、人の上半身と竜骨の群れで構成された下半身を持つ魔族としての姿を披露している。
「神禍目」を有していたことで、竜姫の決死の一撃でダメージを追って尚レヴィとルーグを相手に互角以上の戦いを繰り広げたが、最後はレヴィが発動した限定版の魔道極法によって混沌の渦に飲み込まれ、レヴィが影魔忍軍ではない仲間を得たことを祝福して消え去った。エピローグでは、かつてシャルムとムラサメを密かに魔道融合（ミスティック・フュージョン）させており、「神禍目」を奪いたい彼女とレヴィを殺す使命を帯びていたシャルム、そして自らの使い手として最強の嫉妬魔道士を探していたムラサメという三者の目的が一致したことが一連の事件の始まりであったことが語られている。
妹の竜姫の前では年齢相応の落ち着きを持った穏やかな女性を演じていたが、その本質は冷酷非情。幼少期には一族の悲願に届き得る才能を持った“龍神の化身”として地下牢に幽閉されて孤独に過ごしていた過去があり、里の人間を皆殺しにして生贄にしたのも最初からそう望まれていた在り方を果たしただけであるとして、微塵も後悔していない様子を見せている。死者の屍と魂を使役する術に長けた影魔忍軍の長として、嫉妬の書庫の特異性などを含む深い魔道の知識や並外れた実力を持ち、レヴィからは邪眼が無くてもいずれ十二魔将クラスの使い手になっていただろうと評された。

アルル・アザゼル
年齢不明。専門術式は自作の錬成術（レイヤー・アルケミック）。「書庫」及び『聖櫃』は色欲（ルクスリア）で、テーマは不明。
アビィス・トリニティの配偶者にしてリリスの実母であり、故人。外見は娘と非常に良く似通っている。天界より堕天して外界へと転生した堕天使の一人。
魔道士の子として生まれ、魔王として覚醒する前のアビィスと共に幼少期から魔道学園で様々な研究を行っていた天才魔道士であり、当時は浅見アルルを名乗っていた。わずか7歳で錬金術をベースに独自の専門術式として錬成術を編み出すなど規格外の才能を誇っていたが、17歳のある時自身の正体が元・色欲の裁定者であることを知る。記憶を消し、堕天してまで地上世界に生まれ変わった理由は、本人曰く神を討伐する方法を研究する為とのこと。これらの事情を知ったアビィスと、共に神を打倒する“約束”を交わしていた。
アビィスが魔王として完全覚醒した時期に彼の前へと姿を現し、呪いにも等しい“約束”によって彼に正気を取り戻させる事に成功。研究の結果見出した絶対神「深闇の女神」打倒の鍵が、他ならぬ自身とアビィスの血を引く子どもであることを告げた。お互いに想いを告げて結ばれ、程なく一人娘のリリスを授かっている。その後、アビィスの力によって娘が別時空へと送られるのを見送って、本人はアビィスの本体ともども虚無に沈む世界と共に滅びを迎えた。この際、アビィスの魔王因子が娘の世界へと呼び寄せられる事を予見してか、彼にリリスへの贈り物として魔道書「贖罪黙示録（アポカリプス・オブ・エクスピア）」を託していたことが明かされている。
当初は自覚こそ無かったが、堕天したとはいえかつては全時空の色欲の魔道士の頂点に立っていただけあって、アビィスからはその実力は堕天しても尚大魔公クラスでもなければおかしい程だったと評されている。外界への転生に至った詳しい経緯は不明だが、自らの意思を踏まえた堕天である為か、アルバリシア等とは違って天翼はそのままの姿で名残を見せていた。ビブリアの先代にあたる憤怒の裁定者とは「堕天使の一族」と称されるアザゼルの血族として血縁があると思われるが、詳細は不明。

### 神々
深闇の女神（アーリアン・セレスティアル）
テーマは悪（マレフィカルム）。年齢、「書庫」や『聖櫃』、専門術式等の属性が存在するのかは一切不明となっている。本来の名称は、「深闇の女神 アーリアン」。
かつて、大魔道大戦の折にディース・トリニティが超高次元存在である神々を召喚した際に、それらの主神として猛威を振るった神々の王。「天の裁定者」でさえ正面からは決して倒せない絶対神にして全ての魔王を例外無く従える支配者であり、本来は醜悪な外見の巨人体を取る。
人間とは根本的に異なる思考を持った概念存在であり、己が在り続ける為には全ての世界・時空・次元と一つになれば良い、という行動原理の持ち主。大戦時は幾柱も召喚された神々の中でも特に危険視されており、当時を知るリベルは如何なる犠牲を払ってでもその復活を阻止する事を決意していた。七人の魔道王によってディース・トリニティが神曲門の最下層に封じられるのと前後して、「虚飾」と「憂鬱」の魔道王が行使した魔道極法により、「憂鬱」の書庫と共に何処かに封印されていたとされる。
本編以前から「天の裁定者」の間では「憂鬱」の魔道士の出現が女神の復活の予兆と目されるなど、何れは復活する事が予見されていた模様。実際に、元裁定者であるアルル・アザゼルはその討伐方法を研究する事を目的として地上世界に堕天・転生している。女神の復活は全ての世界の法則・秩序の崩壊を伴うとされており、これに対抗出来るのは魔道士のみ。しかし、彼女が復活すれば全時空・全世界の魔王は全てが彼女の傀儡となってしまう為、抗戦は容易ではないとのこと。その復活の鍵となるのは大魔王である為、裁定者は大魔王やその他の魔王に対するスタンスの違いから魔王討伐派閥・魔王懐柔派閥などのグループに分かれつつ、それぞれのやり方で対抗手段を模索していた。
作中では、セリナが「憂鬱」の素養を見出されるのと時期をほぼ同じくして、復活の兆しを見せる。己を封印して消滅したセレスの「アラタと再会したい」という最期の思念につけ入り、彼女を侵蝕・依坐化することで幼いセレスの姿を取ってアラタの前に現れている。完全復活を目論み、黒帝焰界の世界でアラタが焼き尽くされて己と同化するよう誘導していたが、本来のセレスに近しい状態となった聖の思念と再会したアラタが逆に黒焰を支配する姿に驚愕することとなった。

ノルニルの巨人
テーマ、年齢、「書庫」や『聖櫃』、専門術式等の情報は一切不明。超巨大な肉体を持つ文字通りの巨人であり、サイズに見合うだけの発達を遂げた巨大かつ高性能な頭脳と膨大な魔力、絶大な存在性を有する魔神クラスの存在とされている。「ノルニルの巨人」は三柱の神の総称であるが、現時点では個々の名称や具体的な能力等は判明していない。
小説版第三巻「聖なる巫女と八番目の書庫」に登場した神々。作中では、この内の一柱が複数の次元を隔てて尚フィロスト島に影響を及ぼし、明確に認識した段階で即座に「書庫侵蝕（アーカイブデリート）」を引き起こす程の隔絶した力を見せている。
遥かな過去、大魔道大戦の時代にセレスが魔道極法によって完全に閉じた時間のループに封印していた存在。アラタ達の奮戦によって巨人達は撤退したが、それでも討伐には至っていない事からもその存在が次元の違う強さを有している事がうかがえる。時間を捻じ曲げる程の力の余波で数千、数万年という時間を超えてセレスとアラタの時代を接続していたが、事態の解決に伴いその繋がりは消滅。アラタ達は事件があった記憶そのものを失い、ループから解放されたセレスは後にディース・トリニティを封印して完全な消滅と転生を迎えたが、巨人達のその後については特に言及されていない。

### 外伝『トリニティセブン -リヴィジョン-』の登場人物
宮澤 三成（みやざわ みつなり）
17歳。専門術式は聖語術（イーハ・トーヴェ）。「書庫」は嫉妬（インウィディア）で、テーマは幻想（リディカル）。所持する魔道書は伝説の魔道書の一冊である「リディカリア詩篇」であり、リディアの愛称で呼んでいる。
派生作品「トリニティセブン -リヴィジョン-」の主人公。元々は私立聖イザヤ高等学校に通う演劇部所属の高校二年生で、将来は小説家か脚本家を目指していた。後述の鈴香が転校してきた際に一目惚れして告白に踏み切った際、突如として発生した彼女と魔物との交戦に巻き込まれてしまい、一度死亡してしまっている。直後に鈴香の手で魔道書「リディカリア詩篇」と魔道融合（ミスティック・フュージョン）される事で蘇生すると共に、魔道の素質を開花させた。
過去に両親をデパートの爆発事故で亡くして祖父に引き取られたが、当の祖父が旅好きで不在がちな為、中学生になったばかりの妹である月夜をシスターコンプレックス気味に溺愛しつつ、と事実上の二人暮らしを送っている。両親を亡くした経験から「現実はクソだ」という諦観を抱えており、常に自分にとって最悪な方向に現実が傾いていく可能性を想定する様は鈴香から「現実を受け入れ過ぎている」と評された。
蘇生した当初は自覚も無く、鈴香への告白も含めて夢であったかのように感じていたが、当の鈴香が恋人になることを了承した事からそれらが現実に起こった事だと再認識。自身の死と蘇生を知らされ、「自分にとっての最悪の展開」である妹の窮地に辛うじて駆け付けると共に、魔道士としての生を歩む覚悟を決めた。
魔道士としては完全な初心者だが、伝説の魔道書と一心同体の状態であるためか、初めて「書庫」へ接続した時点で道化服を模したメイガスモードを身に付けている。リディアに術式の選択や構築を任せることで自身のイメージを即座に魔術として実行する事が可能であり、格闘戦や飛行などもこなすが、本領はあくまで自己のイメージを“物語”として世界に投影する幻影魔術。「現実はいつだって最悪だが、だからこそ不可思議な面白い事が起こってもいい」という内面の矛盾ゆえか高い素養を有しており、作中では魔道書から飛び散った頁を媒体に、現実への攻撃力を備えた炎や風の竜を具象化すると言った芸当を披露している。

東雲 鈴香（しののめ りんか）
17歳。専門術式は星辰術'（サモン・アストロジー）。「書庫」は暴食（グラ）で、テーマは神聖（サンクタス）。名称は不明だが、スマートフォン型の魔道書を所持している。
派生作品「トリニティセブン -リヴィジョン-」のヒロイン。王立ビブリア学園からのスカウトを受け、最近魔道に目覚めたばかりの天才魔道士。大災害クラスの魔物である「闇に彷徨う紳士・ヴィヴィールド」の討伐任務を与えられ、その潜伏候補として私立聖イザヤ高等学校に転入してきた事が、物語の発端となっている。
当初は帰国子女という触れ込みで学園に潜入するが、三成からの告白を受けた直後にたまたま襲撃してきた魔物と戦闘を行った際、巻き添えで彼を死亡させてしまう。そのまま放置する事を由としなかった為、如何なる経緯によってか自身の物とは別に所有していた魔道書「リディカリア詩篇」を魔道融合させる形で、三成を蘇生させた。日を改めて彼に死亡の事実と蘇生の経緯を正直に伝えると共に、彼が魔道士として目覚める瞬間に立ち会っている。
三成の告白を受け入れて恋人になる事を了承しているが、それは好意を持ったからというよりも「好きになるかもしれないから、ひとまず付き合ってみる」という程度のもの。とはいえ、「自分で生き返らせて、人生初の彼氏となったからには、三成を死なせない」と決意しているのも確かであり、彼に窮地を救われた際には頬を染める様子も見せている。
新入生でありながら既に魔道書とメイガスモードを獲得しており、戦闘では自分の意図を汲み取って半自律的に戦闘行動を取るロボットアーム「マキナ」を召喚しての射撃戦や格闘戦を行う織り交ぜるスタイルを取る。魔力を感知する能力等も非常に優れているが、一方で魔道士としての経験は浅いため、搦め手を察知出来ずに窮地に陥るなどの未熟な面も見せている。

常道 スミス（じょうどう スミス）
14歳。専門術式は至元術（アトモスフィア・エフェクト）。「書庫」は憤怒（イラ）で、テーマは調和（コンコルディア）。
派生作品「トリニティセブン -リヴィジョン-」の登場人物。王立ビブリア学園に所属する男性魔道士で、小柄ではあるが危険な魔道書を消滅させる任務を負った「焚書部隊」のリーダーを務めている。
街で発生していた行方不明事件や怪奇事件の原因を伝説の魔道書である「リディカリア詩篇」であると予測し、任務に従って消滅させる（＝三成を殺害する）べく行動していた。チームの面々によって追い込まれた三成と鈴香の前に姿を現すが、その際に情報を共有した事で初めて一連の事件の原因としてヴィヴィールドが有力候補である事を知ることとなる。

彼岸花 ミチル（ひがんばな ミチル）
16歳。専門術式は獣帝術。「書庫」は強欲で、テーマは貪欲（クピディタース）。名称は不明だが、マイク型の魔道書を所持しており、メイガスモードもアイドル風となっている。
派生作品「トリニティセブン -リヴィジョン-」の登場人物。王立ビブリア学園に所属する女性魔道士であり、危険な魔道書を消滅させる任務を負った「焚書部隊」のメンバー。魔道士であると同時に聖イザヤ高等学校にも学籍を置き、尚且つ現役の女子高生アイドルとしても活動する三足の草鞋を履いている。愛称は「ミッチー」。
作中で発生していた事件の原因と目された三成の処分について、同じ高校の同級生であるという縁からまずは自分が説得するとして単身宮澤家を訪れる。しかし、その内容が「本人の了承を得てから殺害する」というだけのものであった為、殺させまいとする鈴香と戦闘に突入。昆虫系の魔物を武具や半自律型の戦闘端末として自在に召喚する戦法と確かな戦闘経験でもって優位に戦闘を進めるが、介入した三成によって逃亡を許してしまう結果となった。後に、チームの仲間たちによって確保された二人の前に姿を現すが、そこで初めてヴィヴィールドの存在を知らせる事となる。
メイガスモードではない平時の拳で家屋のドアを貫くなど、尋常ではない膂力を誇る戦闘型の魔道士。体内に複数の昆虫型の魔物を格納しており、それらを様々な形の「甲虫武装（ビートルアームズ）」として具現化しての戦闘が基本となる。中には麻痺毒を備えた物もあり、鈴香相手にも危なげなく事実上の勝利を収めている。

笹ノ木 サラサ（ささのき サラサ）
18歳。専門術式は剣灯術（イグニッション・ブレイド）。「書庫」は傲慢（スペルビア）で、テーマは善良（ベニニタス）。メイガスモードでは、着崩した剣道着のような姿を取る。
派生作品「トリニティセブン -リヴィジョン-」の登場人物。王立ビブリア学園に所属する女性魔道士であり、危険な魔道書を消滅させる任務を負った「焚書部隊」のメンバー。
作中で発生していた事件の容疑者として三成を狙う際、鈴香と共にミチルの猛攻から逃れた彼を追撃する形で登場。一刀を見舞おうとするが咄嗟に鈴香が三成を庇った事で仕留め損ない、その後両者の情報を擦り合わせた事で一旦は戦闘行動を止める事となった。
テーマにちなんだ、「善ではありません」という口癖が特徴的。作中では、所持する日本刀からの斬撃や、空中を蹴り飛ばしての高速移動と言った技を見せている。

流動 アユシ（るどう アユシ）
15歳。専門術式は傀儡術（クレイ・ビルディング）。「書庫」は色欲（ルクスリア）で、テーマは生命（アビエス）。メイガスモードでは、薄手の衣を纏った姿を取る。
派生作品「トリニティセブン -リヴィジョン-」の登場人物。王立ビブリア学園に所属する女性魔道士であり、危険な魔道書を消滅させる任務を負った「焚書部隊」のメンバー。
作中で発生していた事件の容疑者として三成を狙う際、サラサやエアリーズと共に逃走を阻止する形で登場した。能力の詳細は不明だが、三成が「実体を持つ幻影」として召喚した風の竜を褒めながらも、一瞬で消し去って見せるという芸当を披露している。

エアリーズ・カルデア
16歳。専門術式は数秘術（ロゴス・アート）。「書庫」は怠惰（アケディア）で、テーマは空虚（インフレクィンティア）。メイガスモードでは、黒を基調とした貴族風の衣装を身に纏う。
派生作品「トリニティセブン -リヴィジョン-」の登場人物。王立ビブリア学園に所属する女性魔道士であり、危険な魔道書を消滅させる任務を負った「焚書部隊」のメンバー。
作中で発生していた事件の容疑者として三成を狙う際、拘束で地面に激突しかけた二人を一瞬で停止・拘束させる形で登場した。どこか機械じみた言動が特徴的だが、一方で「書庫」や専門術式が共通しているセリナ相手には教師であっても平然と駄目出しをする等、決して無感情ではない内面を端々に見せている。神話武装と思われる大鎌を所有しているが、詳細は不明。
本編で裁定者として登場するアリエス・カルディアと非常に似通った外見や魔術の特性を見せているが、現時点での両者の関係性は不明。

セリナ＝シャルロック
25歳。王立ビブリア学園所属の教師で、初任務となる鈴香のサポートの為に聖イザヤ高等学校の数学教師として潜入する形で登場した。詳細は在校生・関係者のセリナ＝シャルロックを参照。

宮澤 月夜（みやざわ つくよ）
12歳、もしくは13歳。三成の実妹であり、最近中学校に進学したばかりの中学一年生。
幼い頃に火災で両親を亡くしてからは、兄と共に祖父に引き取られつつ事実上の二人暮らしを続けていた。自身に下卑た劣情を抱いた高校の教師をヴィヴィールドの眷属が取り込んだ事で一度は標的として狙われるが、間一髪で駆け付けた三成に救われると共に、兄が魔道士として目覚める瞬間に立ち会った。
魔道士ではないものの、目の前で魔道士が起こす超常現象に立ち会った事もあり、三成の死と蘇生に纏わる一通りの状況については鈴香やセリナから教えられている。素直な性格で男子生徒たちからも好意を持たれているが、本人はそれらの感情には殆んど気付いておらず、寧ろ三成に対して「ハグやキスをされても良い」と呟く形でブラザーコンプレックスの域を越えた感情を向けている事が示唆されている。

## 用語

### 基本用語
トリニティセブン
地上世界において各書庫にある「秘奥義（ロスト・テクニカ）」を習得した7人に与えられる称号で、本編ではリリス、アリン、レヴィ、ユイ、ミラ、アキオ、リーゼの7人が該当する。現在は全員が王立ビブリア学園に在籍しているが、本来は必ず一か所に集まっている必要は無い。同時期に同じ書庫のトリニティセブンは二人以上存在出来ず、場合によっては片方の存在が消滅するが、例外的に聖はアリン共々同一の人物が二人に分かれて転生した存在である為、秘奥義を行使する能力も含めて同一の才能を有しながらも同時に存在することに成功している。
後述の世界樹のシステム下の各時空において、秘奥義の作成と行使により大魔王を封じた「魔道王」の後継者であると認められた者であると共に、魔王に侍る者でもある。一人の魔王に対応するトリニティセブンは原則的に固定されており、無数に存在する平行時空であっても、魔王がほぼ同一人物であれば出会うトリニティセブンは変わらない。ただし、本編時空と派生作品で登場したβ時空のように辿る歴史が微妙に異なることは儘あり、時にはリリスやアリエスのように、本来出会うべきトリニティセブンの座に別の人物が就く例も存在している。また、己の魔王と必ずしも生まれる次期が同一な訳ではなく、実際に本編でもアラタより17年早くアナスタシアが誕生していた。
作中では7人全員が女性であるが、本来は「秘奥義」を習得しさえすればその資格に性別は問わない。よって、無数に存在する「世界」の中には女性の魔王に対してトリニティセブンが全員男性という場合もあれば、全員女性の場合や男女混成の場合、そしてそれらの逆の状況も当然として存在しているとされる。
トリニティ
三位一体の意。それが転じて魔道用語として「3つの魔道を極めし者」の意味となっている。
通常、魔道士は自らの「本質・塊の質」とは正反対のテーマを1つしか研究できないが、何かしらの方法でテーマを3つ手に入れた場合に「トリニティに達する」ことができる。それを達成した魔道士は、この世界の真理に触れるともされ、すべての魔道士が目指す究極の魔道の形とされる。作中では魔王因子を用いてこのクラスに達しているものが多いが、中にはミラやアリンのように単独で辿り着いているものも存在している。
アラタの魔王名「アストラル・トリニティ」は、3つの魔道を極限にまで極めた者という意味も含んでいる。

崩壊現象
特定の地域・範囲が重力震動や磁場発生により大破壊を引き起こす現象。一度でも引き起こすと廃墟と化し、生命そのものも消滅する。
一方で、崩壊現象が完遂する前に崩壊現象の「基点（コア）」を破壊すれば、その現象もストップして、元来いた生命も戻ってくる。
魔道士（メイガス）
人の道ではなく、「魔」の道を選んだ者たちの総称。一般的に解決不可能な未解決事件や魔道的事件を調査・解決するのが主な役目である。世界の理（ことわり）から逸脱し、異世界・異次元・超常現象などの研究を続けるため、その人のずれた精神・主張が基礎的資質となっている。人間の倫理観から逸脱した思想家がほとんどを占め、王立ビブリア学園に代表されるように魔道士を育成する組織の中で、最低限の倫理を遵守してもらっている。物語当初のセリナの様に、魔術を扱うことは出来るが魔道書を持たず後述のメイガスモードになれない者は、魔道士見習いとして扱われる。
また、事件など問題解決をするごとに、学園から成功報酬が日本円で支給されるが、ほとんどは魔道研究のために用いる魔道具などの購入資金に充てられる。
メイガスモード
魔道士が魔道書を使い、「テーマ」を実行するために本人が思い描いた容姿に「変身」すること。変身後の衣服は、変身前の衣服から構成されるため、仮に破けたりすれば、元の衣服も破けてしまう。しかし、魔力が回復すれば、異なる物質・魔力からメイガスモードに変換することも可能。
この状態の時は、一般の人間よりも魔力に精通した存在となるため、人間界における物理法則に囚われることがなくなり、人間が作り出した武器などは通用しなくなる。また、普段から魔力を制御するレベルの戦闘系魔道士は常時メイガスモードでいる様なものだとされており、中には更なる力が必要になった際に、肉体をより魔力に近付けた外法としてソーサラーモードと呼ばれる姿になる者も存在する。この形態は、魔道士に対して妖術師と表現されることも。
魔道書
魔道士が持つ魔術に関する内容が収録された禁忌の書物。一般の人間がそれを手にしたりすると精神崩壊を起こし、最悪な場合、命に関わることもあるため、高位の魔道士のみ手にすることが許されている。
魔道士を目指す生徒の大半は、それを手にするために研究に励むことになるが、アラタの場合は生まれつき魔道の素質があるため、それをすでに会得している。巻物、水晶、杖といった別の形での魔道書も存在する。
原則的にこれを持つ者こそが魔道士として認められる為、セリナの様に魔力と親和性の高い器具を用いて魔術を扱う者はあくまで魔道士見習いとなる。この事例におけるカメラの様な道具を総称して魔道器と称するが、場合によっては魔道器が主の意思に呼応して魔道書の資格を得て変化する事もある。
後述の大魔公クラスの魔道士の幾人かが所持する形で、作中では「大魔公クラスの魔道書」と呼ばれる高位の魔道書も登場。それらは例外なく相当な魔力の持ち主でなければ視認する事さえ出来ず、出来たとしても大魔公以外ではいずれ発狂してしまうとされている。
伝説の魔道書
元々は高位魔道士である聖が所持していた「アスティルの写本」と「イーリアス断章」のこと。どちらとも伝承でしか確認されたことはなく、加えて自我を持ち、自らの意志で持ち主を選定する。
魔術から世界の真理に至るまで、この世界全ての知識や知恵が収められている。「アスティルの写本」は解析や実行を得意とし、「イーリアス断章」は解読や補助を得意としている。
アスティルの写本
伝説の魔道書と呼ばれ、異界の知識が宿ると言われている魔道書。所有者は春日アラタ。
通常の魔道書では叶わない高度な魔術も所有者の魔力を経て容易に発動できるほどに強力な魔道書で、アラタをマスターとした場合は、世界構築や他者の魔術のコピーなどを可能とした。3つのプロセスを経ることで他人の魔術を使えるようになる、プロセスは「テーマの概念」（クリア条件は、魔術の名称および実行を目と耳で確認すること）、「基盤の理解」（クリア条件は、その魔道の始祖魔道士の名を現在の魔道士から知らされること）、「理性」（クリア条件は、魔道基礎の分析および分解〈すっぽんぽん魔術の行使によるメイガスモードの強制解除〉）。
魔道書としては常軌を逸しており、単体で魔術を行使したり会話することも可能。さらに、物語開始当初アラタの願いに従い、崩壊現象前の日常をほぼ再現した亜空間を生成していたが、それについても謎が多い。
後に、派生作品「トリニティセブン -リヴィジョン-」において、新たな伝説の魔道書として「リディカリア詩篇」が登場。また、作中で登場した「西の魔女」ミナ・セイラームは、数々の伝説の魔道書を執筆したとされている。

書庫（アーカイブ）
傲慢（スペルビア）・嫉妬（インウィディア）・憤怒（イラ）・怠惰（アケディア）・強欲（アワリティア）・暴食（グラ）・色欲（ルクスリア）の、七つの大罪の名が冠された魔道上の分類であり、「魔」に属する力の根源。人間の脳では認識不可能な高次元の階層に存在している。生命を持つ肉体では到達できないため、魔道士たちは意識・精神をその階層まで飛ばすことで「書庫」に接続する。
魔道士の研究で必須となる魔道の「テーマ」は、この7種類の何れかに属している。書庫および後述のテーマは、基本的に本人から一番遠いものを選択し、その矛盾を保ち続ける必要がある。
物語が進む中で、かつては嫉妬を除く六つの書庫と虚飾（イリテュム）・憂鬱（キャヴム）を合わせた八つだったことが明かされる。大魔道大戦の際にこの二つの書庫は喪失しており、後に嫉妬が登場することで現在の七つとなっている。
再接続
自身の在り方と掲げるテーマの乖離、あるいは矛盾が最大限に高まった際に、既に接続している「書庫」に再び接続することでより深く「魔」の力を引き出すこと。魔道士にとっての本気モードのようなものであり、これが実行可能であることは高位魔道士の指標の一つになっている。
聖櫃（クラウド）
傲慢（スペルビア）・憤怒（イラ）・怠惰（アケディア）・強欲（アワリティア）・暴食（グラ）・色欲（ルクスリア）・虚飾（イリテュム）・憂鬱（キャヴム）の八つの枢要罪と、節制（テンペランティア）・知慮（サピエンティア）・剛毅（オーダテア）・正義（ユースティティア）の四つの枢要徳の名が冠された、もう一つの魔道上の分類。七つの大罪をベースにした「魔」の力の「書庫」に対して、より原初にして高次元の領域で「天」に属する力を行使する為の根源とされている。神々の叡智に直結されているとされ、接続者は神に匹敵する魔力を使用することが出来る。書庫接続よりも圧倒的な魔力を手することが出来るが、神に近づくことは絶大なリスクを伴っている。
現時点では、裁定者を含む大魔公クラスかそれに近しい領域に至った魔道士以外でこの力に接続した者は居らず、その詳細は不明。存在するテーマや、堕天した元大魔公に接続の資格があるのか等も全て明かされないままとなっている。尚、書庫と同様に「再接続」も実行可能。
上記の12種とは別に、竜たちが住まうとされる禁じられた13種目の聖櫃も存在することが判明済み。
テーマ
魔道士が研究するための題材となるもの。魔道士としての道は、まず自分自身の在り方＝「セルフ」から最も遠いそれぞれの「テーマ」を探す事から始まる。たとえ同一の「テーマ」と専門術式による魔術であったとしても、個々の印象などが違ってくるため、決して同一の魔道は成立しない。
全ての魔術は、魔道士が自身の「テーマ」を研究し、成果を出して「実行」に移すことで術式（マクロ）が発動する、というプロセスを経る。魔道士にとっては「テーマ」の研究こそが己の存在意義であり、魔道事件の解決や戦闘行為はその副産物に過ぎない（これは、魔道士の頂点である裁定者であっても例外ではない）。

上記の中でも終焉（ターミナス）や至誠（シンセリティート）等の一部のテーマについては、他のテーマよりも一段高次の「上位テーマ」と呼ばれるカテゴリーに属している。さらに作中では、原則的に原初の神々のみが有するという「単一テーマ」なる概念も登場しており、神以外でこの境地に達したのは現時点で元大魔王のディース・トリニティのみとなっている。

（魔）術式と詠唱
魔道士が魔術を行使するための基本行程。儀式（イニシエーション）とも称される。魔道士が個々に持つ魔道書に術式行程を登録しておき、それを実行して魔術を発動させることを「術式」（マクロ）、それを実行するためのポーズ・仕草などを「詠唱」（スペル）とそれぞれ称される。ただし、術式を一度でも登録すると、定まった詠唱以外で魔術を発動させることができない。一文字でも言葉を間違えただけでも、魔術が暴走して、異なる効果が発生してしまう。
作中では、“魔力を用いて様々な現象を起こす”事を総称して「魔術」と呼んでいる。そして、その力が世界の法則を書き換えて新たなルールを生み出す程の領域に至ったものを「魔法」を呼称しているが、後述の魔王や天人と言った生来の才能を持たずにそこまで辿り着ける魔道士は殆んど存在していない。
すっぽんぽん魔術
アラタが最初に覚えた魔法の蔑称。天空図書館での一件以降、「支配領域（インペル・マジェスター）」という名称がついている。本人の「テーマ」である「支配」の魔力が四方へ発散したもの。
「世界構築」が可能なレベルに属する魔力により、その場にある魔力が一時的に支配され、「魔力消去（アンチマジック）」が発動。その結果、メイガスモードが強制解除され、全裸になってしまうという最強のアンチマジックでもある。しかし、対象よりも強い魔力を持っていなければ解除できない。ミラの魔術などで反射された場合、自分にも効果が及ぶ。ちなみに、原作第2巻の第5話でセリナの水着にも通用したのは、魔道士は自分の水着や衣服を魔術で構築することが多いためである。後に、錬金術を応用することで支配の魔力を弾丸にして打ち出し、部分的に魔法消去を行えるようになっている。

### 魔道用語
専門術式
魔道士が魔術を行使する為のアプローチの系統を分類・体系化したもので、魔道術式、あるいは単に魔道とも称される。習得したテーマや魔力の質、後述の才質（タレント）等によって魔道士の得手不得手は千差万別である為、自らの求める研究と合致する方向性の専門術式を自らの魔道の基盤に定める事が、魔道士としての第一歩となる。
多くの魔道士は専門術式の枠内で己の研究を行うが、中には自らに相性の良い形へ基盤自体を改良・派生させる例も確認されており、後々まで続く魔道そのものを創作、あるいは“源流”から派生させてのけた魔道士は始祖魔道士と呼称されている。現代であっても、才能次第では新たな専門術式を構築する事自体は不可能ではない。
魔道士の血族はある程度適性が似通う為、始祖魔道士の末裔が同じ魔道に高い適性を示すと言った事例は多い模様。中には、特定の一族に連なる魔道士にしか習得出来ない専門術式も確認されている。基本的には各書庫毎に分類されているが、魔道士にとって優先されるものはテーマとその研究であり、専門術式はその手段という側面が強い。そして、専門術式を定めたからと言って他の魔道を使えないという訳でも無いため、研究の一環として別の「書庫」の専門術式を部分的に習得している魔道士も一定数存在している。
習得の難易度についても幅があり、「錬金術」や「数秘術」と言った専門術式が基礎魔術と称される一方で、「魔装術」の様に極めて習得が難しいものは高位魔術と位置付けられている。また、血統の断絶等によって少数の例外を除き術者が存在しなくなった専門術式も存在し、僅かな痕跡や形式のみを残して解読や解析が不能となったこれらは超古代魔術（ハイ・エンシェント）とも呼称される。

才質（タレント）
魔道士が秘める各分野毎の専門性を表すパラメータであり、その魔道士の向き不向きを端的に数値化したもの。五つの分野ごとに百分率で示されるが、一般的な魔道士の基準では非常に優れている分野でも30～40％程度で、50％以上あれば素質としては一流魔道士だとされている。およそ後天的に変動するものではなく、専門術式によっては複数の才質のバランスが求められるものも存在する為、己の魔道を選択する上での大きな指標の一つとなっている模様。
以下に、具体的な内訳を記す。 
体術才質（フィジカル・タレント）…肉体的な活動に優れ、体力や技術力などに繋がる才能。
解析才質（アナライズ・タレント）…魔力の性質を把握し、物事の性質を解き明かす才能。
発動才質（インヴォーク・タレント）…安定性や出力の向上に寄与し、魔力を世界に実体化させる為の才能。
支援才質（エイド・タレント）…他者への支援や、場所・空間に対する継続的な干渉を行う為の才能。
特殊才質（ユニーク・タレント）…その魔道士だけの特異な才能。これが高くないと使えない術式も存在するが、数値が高いことが強さに直結する訳ではない。
魔物
魔道士が研究の末、魔力などが暴走してしまった際に生まれた残滓のようなもの。その魔道士の意志がなくなり、単に魔力を求める「影」となってしまう。その強さは生前の魔道士のクラスから反映されるが、「暴走」した状態になるため、さらに強力になることもある。Dの幻魔（コードD）の幻想種も確認されており、暴走した魔力が幻想種の「存在性」を得ることで、さらに強い魔物に化したものとされている。また、魔道士がより強大な力や研究に費やす永い時間を求めて自ら人間の肉体を捨て去って魔物の体を手に入れる場合もあり、この場合は魔族化（アップグレード）という表現が使われる。魔族化した魔道士は元の人間の姿と魔物の姿を自由に行き来することが可能となり、魔王因子を有していた場合は“人”からより“魔”へと傾くことでさらに強大な力を引き出せるようになる。
魔道極法（ラスト・クレスト）
7種の魔道分類に「在る」と云われる概念世界構築の究極魔道。「トリニティセブン」とは即ちこの魔道極法に到達した者であり、そこまでたどり着くためには生まれ持つ才能と「テーマ」の詳しい研究が重要となる。かつて大魔道大戦の折に大魔王ディースに対抗するべく7人の魔道王たちによって編み出された秘法であるが、彼らは何れも使用により絶命もしくは消滅したことになっており、その代償の大きさ故に各書庫ごとにその魔術を極めた一名にしか習得できないよう、魔道王自ら制限を設けた。トリニティセブンとは即ち、「魔道王の後継者」を意味している。
時空裂界（バアル・ペオル）
「怠惰」の魔道極法。開発者は大魔公マスター・ピュータゴラース。超高速（むしろ亜光速）の世界を展開し、限りなく時間が停止した状態にすることが可能であるうえ、発動した本人は自分と任意の存在を通常進行の時間に戻すことが可能。停止状態の存在はダメージも進行しないため、一切の攻撃が効かなくなる。代償は、展開した超高速世界から脱出できなくなること。バリエーションとして、魔王因子を用いて完全制御を成功させた『連続性・時空裂界（バアルペオル・イプシロンデルタ）』、極めて狭い空間のみを停止させる『幾何的・時空裂界（ユークリッド・バアルペオル）』が登場している。
混沌渦界（リヴァイア・サン）
「嫉妬」の魔道極法。本編ではいまだにその性質が完全には明かされていないが、逆に限定版の登場頻度はそれなりに高い。作中で使われたのは、殲滅力のみを台風の様な形で具現化した『外法・混沌渦界（ぎしん・リヴァイア・サン）』と、レヴィが右目の「稀神天眼」を用いて行使した『稀神・混沌渦界（きしん・リヴァイア・サン）』の二種類。前者はともかく、敵を混沌の渦に飲み込んで消滅させる程の力を発揮する後者は発動者の肉体に直接多数のヒビが入るほどの負荷がかかる。
無限絶界（アエシュマ・デーヴァ）
「色欲」の魔道極法。開発者は大魔公マスター・ホーエンハイム。直接別の世界を構築・召喚してこの世界を塗り替える、世界構築魔術の最大奥義とされる。作中で完全に発動したのは、かつてリリスがこの世界に送り込まれた際に、その余波で生じた崩壊現象を抑え込むべくアナスタシアが行使した一度のみ。彼女の場合は終焉世界への鍵となる「終焉」のテーマを有していた為、「指定した対象を終焉図書館に転生させて永遠に幽閉する」という形で発現させていた。代償として彼女は世界における存在を失い、終焉図書館に転生することとなったが、リリスが使用した際にどの様な代償が発生するのかは明確になっていない。
聖魔崩界（アル・シャイターン）
「憤怒」の魔道極法。存在そのものを崩壊させる概念世界を構築する魔術だが、作中で登場したのは対象を世界そのものから局地的なものへと狭めた限定版の『堕天・聖魔崩界（ロスト・アル＝シャイターン）』のみ。術者は代償として肉体の一部が崩壊することが確認されているが、完全版の行使にどれ程の負担がかかるのかは明らかにされていない。また、作中では「深闇の女神」復活まで辿り着いてしまった世界で独り生き残った聖が、最適解を探す為に時間をループする際にもこの術を完全版で行使している事が確認されている。
夢幻限界（ア・マイモン）
「強欲」の魔道極法。現実世界と夢の世界、幻の世界の境界を取り払ってしまう、世界構築の究極の一つ。夢の様でありながら確たる自己を確立した者だけが使用できるとされており、実体と幻体、真実と虚実、思想と空想を全て唯一のものにしてしまうが、その負荷は壮絶なものとなる。作中で使用されたのは限定版の『夢遊奏・夢幻限界（パラソムニア・アマイモン）』だが、これだけでも相手を何が夢なのかも定かではない無限の夢に幽閉することが出来る。作中で限定版を使用したユイには特に代償に苦しんでいる様子は見られないが、これは「天」というよりも「神」の資質に近い彼女の才能ゆえとのこと。
聖天失界（ロスト・サマエル）
「虚飾」の魔道極法。開発者は大魔公セレスティア。小説版第三巻に登場したイレギュラーな魔道極法であり、その効果は失われた次元へと回帰する世界構築。この術を行使する代償は術者の存在時間及び存在世界だけが完全消滅することだが、この際に「世界の修正力」によって消え去った分の時間と世界が復元される。この代償によってセレスは「棺から目覚めてアラタと出会い」「ノルニルの巨人から彼らを救う為に魔道極法を行使する」までの僅か一日という時間を無限に繰り返す輪廻の牢獄に自らを置き、その巻き戻しに巻き込んだ「ノルニルの巨人」を永遠に封じ続けていた。最終的に、アラタたちの尽力によってこの無限ループは解消されている。
天帝極法（ゼニス・クレスト）
本編23巻で登場した、正体不明の概念世界構築魔術のカテゴリー。その世界を塗り替える・破壊するといった形で発動する魔道極法とは似て非なる魔道であり、発動することで完全に隔絶された一つの世界を具象化する性質を有する模様。本編では下記の一種類しか確認されていない為、その詳細は殆んど分かっていない。
黒帝焰界（レーヴァテイン）
「憤怒」の「天」属性に分類される天帝極法。化身となった魔道士は、春日聖。
対魔王兵器の究極形として、本編初期からマスター・リベルが目指していた極地。現「世界樹の巫女」である聖の魂と、九つの「邪神鍵」を贄とすることで完成に至った。
作中では世界樹を炎滅させるもの、という表現がされており、対天、対神、対魔王などの複数の属性特攻を有していることがうかがえるが、その詳細は不明。剣の形で具現化しているが、完全に外界と隔絶された内部世界には永遠に世界を灼き続ける黒焰が満ちており、接続した者は孤独の中で永劫の責め苦を味わうことになる。この焰こそが、化身となった聖の記憶そのものとのこと。

神話武装
神話・伝承で語られている伝説の武器で、世界のどこかで封じられている。神話の持つ「伝承」をそのまま「能力」として使用できる以外に、所持しているだけでも所持者の魔力や身体能力を向上させる効果もある。それぞれの武装には個々に対応したテーマが存在し、それにちなんだ特殊能力を保持している。これは必ずしも習得したテーマと一致している必要は無いが、武装によっては同一のテーマを持つことが能力解放する条件となっているものもあり、その違いは様々。魔道士は大抵1つの神話武装を使いこなすので精一杯とされるが、ルーグは魔王因子の力を使うことで3種の神話武装を駆使し、トリニティに達した。
神話武装は「伝承のどの部分を抽出しているか」で能力が決まる為、同名ながら違う能力を備えた神話武装が複数同時に存在することもあり得るとされる。また、一部のそれは特に強力で純粋に原典に近い能力を再現しているとして始祖秘宝の名で呼ばれており、本編ではアルファベットで名称が表記される形で差別化される。
以下は、作中に登場する中でも特に重要なものを記す。
創造武装（パルタムアーム）「魔槍ゲイボルグ」
「憤怒」の神話武装の一種で、使用者の聖儀術を強めると同時に、身体能力も武装の達人クラスにまで達する。所持契約の際には「誓約」を必須とし、形態に関係なく「誓約」に違反した場合、所持者の心臓が貫かれる呪いがかけられる。一般の魔道士が持つだけで、達人クラスまで能力を引き上げるため、トリニティセブン級の魔道士がその槍を持てば、さまざまな敵対者を屠る脅威となりうる。また、武装固有のスキルとして所有者やその仲間を自動的に守る「完全防御」が備わっている。
戦神武装（オーディンアーム）「神王槍グングニル」
対魔王兵器の一種。魔槍ゲイボルグの封印を解くことで起動する真の姿であり、かつての大魔公オーディーンの異名たる“戦神”の名を宿すことで更なる力が開示されているとされる。「神」の名と特別な役割を与えられて天の裁定者により地上へ齎された武装の一つであり、このグングニルの場合はアリンと聖という、現「世界樹の巫女」の為の専用武装となっている。
封印解放当初はアリンが完全には「勝利」のテーマを制御出来ていなかったこともあり、ユイが「重唱術」及び「聖儀術」で補助している空間でのみ使用することが出来ていた。神曲門編でアリンがマスター・リベルの調整を受けてからは、アリン単独での発動が可能となっている。
勇気武装（ヴァータスアーム）「光穿槍ブリューナク」
誠意武装（フェイスアーム）「光斬剣フラガラッハ」
解放武装（ソルヴォアーム）「光剣翼クラウソラス」
ルーグが所有する神話武装で、元は天空図書館に封じられていた物。この内、フラガラッハは治癒不可能な形で相手の攻撃を反射する最高位のカウンター「絶対報復」の能力を有していることが判明済み。クラウソラスは所有者に飛行能力を与える為、比較的多く登場している。

禁忌武装「ムラサメ」
派生作品「レヴィ忍伝」に登場する嫉妬の神話武装であり、「死」を操り持ち主の命と魂を糧にあらゆる魔を斬るとも謳われる伝説級の高位武装。当初から姿も見せないままに街を丸ごと一つ世界構築で用意するという魔王クラスの如き能力を見せたが、実は他ならぬシャルムこそがムラサメと魔道融合した存在だったことが判明。独自に魔王因子を内蔵している事も併せて判明し、レヴィを汚染して魔力を奪って見せた。
その後、同じ「死」の使い手として竜姫を主に選ぶが、彼女が追い込まれるのに合わせて密かに協力関係を築いていた竜貴に所有者を移す。竜貴とレヴィらの最終決戦では途中まで竜貴の武器として振るわれるものの、最後は竜姫に味方して影魔の里の人間の魂の力を彼女に貸すような素振りを見せた。
その正体は、かつて竜貴の手によってムラサメとシャルムが魔道融合させられた存在であり、二人分の自我が共存していた。竜貴が元のムラサメを入手した経緯そのものは不明なままだが、己の主として最強の嫉妬魔道士を探したいムラサメとレヴィの殺し方を探りたいシャルム、そしてレヴィから邪眼を奪いたかった竜貴という三者の思惑が重なって、当初は一般生徒としてビブリア学園に通っていたことが判明している。
始祖秘宝「Gleipnir（グレイプニール）」
派生作品「リーゼ・クロニクル」に登場する怠惰の秘宝であり、所有者を全時空の超越者とする程の絶大な時空操作能力を持った神狼の縛鎖で、アーシャが終焉の魔獣を手懐ける為に使ったものとは別の武装。経緯は不明ながらかつてリーゼとセリナが過ごしていた二人の叔父夫婦の屋敷の地下に封印されており、この神話武装の存在が彼女たちの故郷が壊滅する原因となった。
本編時空では魔物の襲撃をアリエスが阻止して以降その在処は不明なままだが、β時空ではこの武装を確認しに戻ってしまった事がセリナの死に繋がってしまった。彼女を生かす為にリーゼによって自覚をさせないまま魔道融合させられていたが、作中では遂に限界を迎えてセリナのテーマと意識を僅かに残す神話武装へと戻ってしまう。
「リーゼ・クロニクル」終盤にて、暴走したクロノスと時空の崩壊を計測し切る為に「全ての時空のリーゼの演算能力を直結する」べく、β時空のリーゼがその身を融合させた。全てが修復されたβ時空においては、純粋な神話武装の状態でこの時空の彼女に所有されている。

魔王兵器
真の魔王が所持した時、世界の崩壊が始まるとされる伝説の魔道書同様に存在しないものとされていたほどの武器。神話武装の一種ではあるが、魔王兵器の封印は「真の魔王」の資格者にしか解けず、魔王因子を所持していれば誰でも扱えるわけではない。
使用には3つ以上の書庫を取得する必要があり、不足している場合は使用者の魔力を暴走させることで果てしない力を補おうとする。独自の思考を持っており、魔王の補佐が可能で、人間体に変化することも可能。現在派生作品も含めて三振りが確認されており、その全てが「神曲」におけるコーキュートスに由来する名称を与えられている。
また、無数の時空の中でただ一人の所有者が明確に定められている一方で、真の魔王化に達した魔王であれば能力次第ではある程度使いこなす事が出来るのも特徴の一つ。武装名に冠する固有の色彩についても、魔王兵器を所有可能な程の魔王の手に渡った場合はその魔王の色へと変化する事が示唆されている。
支配武装（インペルアーム）「黒皇剣ジュデッカ」
声 - 伊藤静
天空図書館の2つの魔王兵器のうちの1つ。所有者は春日アラタ。使用条件は「トリニティに達していること」、「支配をテーマにしていること」、「魔王因子を持っていること」。いずれの世界においても、原則としてアストラル・トリニティこと春日アラタにしか扱えないことを意味している。
回収した時点ではアラタがトリニティに達していなかったため、ジュデッカの解析の際にエラーが発生し、暴走（魔王化）へつながった。使用者以外が触れた場合、その者の魔力を吸収する。
『第四の門』を具現する魔王兵器であり、持ち主を『トリニティを超える者』にする力を秘めているとされる。春日アラタの数秘術取得後は無事に使用者として認められ、それにより魔力の使い方の向上およびジュデッカの補佐により魔術の複数同時使用が可能になった。
人造魔王であるラスト・トリニティは、己の錬金術のみでこのジュデッカを参考にした自身専用の魔王兵器の錬成を成し遂げている。これは謂わば「白皇剣ジュデッカ」とでも言うべき武装であるが、下記のアンテノーラの場合と同じで、仮初の顕現を果たしたレプリカの様な扱いである模様。
虚無武装（ヴァニタスアーム）「赫皇剣カイーナ」
天空図書館に2つある魔王兵器の1つ。所有者はアビィス・トリニティ。
『魔王兵器』と呼ばれる、魔王に達した魔道士専用の武具の1つ。所持および使用できるのは原則として『赫の魔王』でもある『アビィス・トリニティ』のみである。
元々はアビィス・トリニティの世界に存在していたが、アビィスが自身の世界を滅ぼしたことで時空・次元・世界を渡り、天空図書館に封印されることとなった。
『第一の門』を具現する魔王兵器であり、その持ち主を『世界を超える者』にする力を秘めているとされる。元々はジュデッカ同様、所有者であるアビィスとは別個の自我を有していたが、世界が全て虚無に沈んだ際にその人格をほぼ喪失しており、本編登場時点で機能のみを残す状態だった模様。消滅寸前のアビィスがスムーズに魔道融合出来た件にもこの辺りの事情が絡み、彼が魔王兵器の化身と化した時点で本来のカイーナの人格は完全に失われている。
「蒼皇剣アンテノーラ」
派生作品「リーゼ・クロニクル」及び「アナスタシア聖伝」に登場する魔王兵器。所有者はクロノス・トリニティ、魔王騎士パンドーラ、そしてアナスタシス・トリニティ。
初登場は「リーゼ・クロニクル」第3巻。β時空において、怠惰の魔王として覚醒したアラタが数秘術によって「魔王兵器を手に入れる可能性」を計測し、世界を越えて呼び寄せた魔王兵器の一振り。彼が最初から怠惰の魔王となる世界に存在していたと思われるが、その詳細は明らかになっていない。
『第二の門』を具現する魔王兵器だが、その具体的な能力は不明。作中では、これを入手したクロノスが時空構築とその対消滅を攻撃に転用する程の演算能力を見せている。
派生作品「アナスタシア聖伝」では、「終焉」を訪れた現・色欲の裁定者によって仮初の形で用意されたものが魔王騎士パンドーラに預けられ、「偽蒼剣アンテノーラ」として具現化。本来一介の魔王騎士には過ぎた力であったが、パンドーラは自分以外の魔王因子に干渉する固有能力を持っていた為、行使の代償をある程度他の魔王騎士に肩代わりさせることで使役していた。自身を救う為に犠牲になろうとするパンドーラから制御権を奪う形でアナスタシアが入手し、それをトリガーとして魔王アナスタシス・トリニティが覚醒している。
派生モバイルゲーム「トリニティセブン -夢幻図書館と第7の太陽-」では、「偽紫剣アンテノーラ」として登場した。
魔道具
魔道書や魔道器、神話武装の類いではないが、確かに神秘を秘めた道具の総称。作中では、派生作品「リーゼクロニクル」でアリエスが所有していた翼型の飛行ユニットなどが該当する。

顕現装束
魔王因子を利用したメイガスモードの高位変換であると同時に、その名前はそれぞれの「書庫」に対応した悪魔の名称を冠する、その「書庫」の最高位魔道の別称ともなっている。これを身に纏った者はその「書庫」の魔道の根源に達して極めたとして、対応「書庫」内に存在する様々な魔道を行使することが可能になるとされる。
原則的には魔王因子を持った魔王候補でなければ身に纏うことは出来ない仕組みだが、小説版第三巻では「黄昏図書館」という特殊な環境下に封じられたトリニティセブンの面々が長い時間を内部世界で研究に費やすことで、魔王因子を持たないメンバーも含めた全員で七書庫全てのそれを纏うことに成功している。
「魔を極めた者」として、この領域に辿り着いた魔道士は「魔人」とも称される。理屈の上では女性魔道士専用の形態という訳でもない為、性別ごとに別デザインが存在する模様。また、同性・同「書庫」の魔人であっても、リリスとアナスタシアのように顕現装束のデザインには個人差がある事が確認されている。
セイタン
「憤怒」に対応した悪魔の名称にして、それを司る最高位魔道の別称。セイタン・フォームを纏うことができ、装着者は「憤怒の魔人（セイタンスレイヴ）」とも称される。作中では聖のみが身に付けているが、小説版では聖と共にアリンもこれを身に纏うことに成功した。
アエーシャマ
「色欲」に対応した悪魔の名称にして、それを司る最高位魔道の別称。アエーシャマ・フォームを纏うことができ、装着者は「色欲の魔人（アエーシャマスレイヴ）」とも称される。作中ではアビィス・トリニティが自身の力を取り戻すため、強制的にリリスに纏わせている。また、派生作品「アナスタシア聖伝」では、魔王として覚醒したアナも身に纏っている。
ベルフェゴール
「怠惰」に対応した悪魔の名称にして、それを司る最高位魔道の別称。ベルフェゴール・フォームを纏うことができ、装着者は「怠惰の魔人（ベルフェゴールスレイヴ）」とも称される。作中では神曲門編でリーゼが披露したが、後に派生作品「リーゼ・クロニクル」において、一番初めに彼女がこれを纏ったのはβ時空であったことが明かされている。
リュシフェル、レヴィアタン、ベールゼバル、マハザエル
それぞれが「傲慢」、「嫉妬」、「暴食」、「強欲」に対応した悪魔の名称にして、それを司る最高位魔道の別称。本編では登場しておらず、小説版第三巻の極めて例外的な環境でのみ、ミラ・レヴィ・アキオ・ユイが身に纏うことに成功している。

秘宝巫女
「スプリガン」と称される女性たちのこと。秘宝や古代魔術の遺産が存在している遺跡を守護する一族で、その封印を破られないように守ることを使命とする。
元々、高い魔力を持つ一族で、あらゆる高位魔術を駆使することでも有名である。アキオの家系は代々「真言術」を継承しており、彼女の母も腕が立つ実力を持っていた。「神」と呼ばれる存在から、その使命を賜ったとも言われ、秘宝巫女は信仰心の強い者が多い。かつては世界中の遺跡に存在していたとされるが、今ではその数が急激に減少してしまった。
最後の鍵（ザ・ラストキー）
異世界とをつなぐ力を持っているとされる概念武装。リリスの場合、自分が生まれた世界と異世界をつなぐ力を持っているが、彼女が生まれた世界はすでに魔王の手で滅ぼされているため、仮につないだとしても異世界間同士の移動は不可能。あらゆる伝説や伝承にも記されており、理想郷や桃源郷、霊界にもつなげられるといわれている。真の「最後の鍵」はあらゆる異世界への扉を開くとされ、その存在は「鍵」で「扉」にもなりえる。
世界との繋がりが深い為、「最後の鍵」が死亡すると連鎖的にその世界自体が崩壊する危険性も存在している。
概念機構（イデアフレーム）
あらゆる世界、あらゆる次元の根源たる「世界記録（アカシック・レコード）」に存在するとされる、「あらゆるものの原型」とされるもの。これに干渉する事であらゆる属性を概念レベルで書き換える事が可能で、例として作中では裁定者たるマリスが自らに「全ての魔術は己に影響を与えない」という属性を常時付与している。
自身の概念を改変する行為は存在の書き換えに等しい為、多くの場合はその変容に耐え切れずに一瞬で消滅してしまう。その為、概念機構に対する直接干渉は、古代魔術の中でも最難関に位置付けられているとされる。

### 世界観
世界樹
本作の世界観の根幹を成す概念であり、本編の舞台となる世界を含めた無限の平行世界を内包し、その誕生と消滅のプロセスを制御している天の塔。この塔から伸びる無数の枝葉の一つ一つに、世界≒時空が存在する形となっている。世界は次々に生まれ、また滅んでいくサイクルがシステムとして確立しており、各世界に必ず存在する魔王とトリニティセブンはその最終フェーズを担うパーツに過ぎないとも言える。
無数の世界の中には極めて近しい歴史を辿った関係性のものもあれば、大きく違う歴史を辿る世界も存在しており、その在り方は多種多様。各平行時空に存在する同位体についても、「同じ名前や似た名前、似た人生を歩んだ別人同士」という場合もあれば「姿や魂が近しいだけの、書庫やテーマさえ全く違う別人」、あるいは「魔道士でさえない一般人」という場合もあり得る。ただし、中にはごく少数ながら「たった一つしか存在しない特別な世界」も存在しており、後述の天界や「終焉」、「神曲門」世界などが該当するとのこと。
このシステムの管理・統制を担っていたが故に、かつての虚飾の裁定者にして魔道王たるセレスティアは「世界樹の巫女」と呼ばれていた。
魔王
アラタをはじめとする、世界の終わりを担う装置にして病。その素養は魔王因子と呼ばれる結晶体の形で魔道士に宿っており、この因子を持ちながら人間としての自我を保っている者を「魔王候補」と呼称するほか、因子自体に人格を乗っ取られて世界を滅ぼす装置と成り果てた者を「覚醒魔王」等と称することもある。
魔王因子自体は魔道遺跡等に封印されたものを発掘する事でも入手可能だが、並大抵の魔道士では精神や肉体が耐え切れずに暴走・崩壊してしまう。しかし一方で、負荷に耐えられる者であれば魔王候補となることで後述の神曲門世界からの強大な魔力供給を受け、三つのテーマが取得可能となったり、三つの神話武装を使いこなせるようになるなど、大幅な強化が可能。そして、その様な後天的なプロセス無しに生まれつき魔王因子を宿したアラタやアビィスの様な魔王候補は、本来の意味でのその世界の終末装置としての役割を与えられているとされる。彼らは己の供たるトリニティセブンと出会う事で、その力を奪う、殺害する、支配して従えると言ったそれぞれのやり方で例外無く覚醒への道を辿っていく。また、魔王が完全覚醒を果たせば、その力は魔術を超えて世界法則を書き換える程の「魔法」に到達する例も多く、その力は死後も魔王能力（デモンズギフト）の形で因子に残留している模様。
覚醒し世界を滅ぼすに至った魔王は、最終的に己自身をも滅ぼして魔王因子だけの存在となり、後述の「終焉」に辿り着くことで唯一死後のみは安息が与えられる。ただし、魔王の安息を守護する「復活の聖女」が呼びかけた場合には、魔王騎士として活動する事が可能となっている。
世界を滅ぼす一方で、その存在は世界に君臨する支配者でもあり、それらの頂点にはあらゆる時空を睥睨する大魔王が存在する。大魔王の魔王因子は「魔王」という概念そのものの象徴として魔王真核の名で呼ばれており、これは全時空にただ一つしか存在しない。全てを司り、全てに拒絶する神宝とされているが、大魔道大戦の折にセレスティアが封印を施してからは、彼女の残留思念が真に認める者でなければその機能は使用不可能となっていた。
派生作品「アナスタシア聖伝」ではアストラル・トリニティの口から「真の魔王」となる為の条件も語られており、その具体的な内容は「魔王因子を有した魔道士が、完全体・精神体・魔力体という三位一体（トリニティ）の魂を獲得する」こと。この領域に至った魔王は、作中では大魔王ディース・トリニティ、アビィス及びラストと一体化したアラタ、そしてアナスタシス・トリニティのみが該当している。
英雄
魔王と対をなす、世界を滅びから救う装置にして薬。その素養は英雄因子と呼称される形で魔道士に宿っているが、魔王因子と違って存在そのものと完全に一体化した素質である為、切り離す事は不可能となっている。この因子を持ちながら人間としての自我を保っている者を、「英雄候補」と呼称する。
「誰よりも普通で、誰よりも平凡で、誰よりもただ真面目に努力をし続けた」者に、“だからこそ”誰よりも相応しいとして宿る特殊な才能。特筆すべきは未覚醒状態でも機能する程の不死性であり、その本質はあらゆる死を乗り越えて幾度でも立ち上がり、世界を滅ぼす脅威に立ち向かい続ける宿命を背負うこと。死亡回数を重ねて“死”を乗り越える度に蘇生までの時間を短縮することが出来るが、並大抵の英雄ではその過程で精神が崩壊してしまうため、何千何万という死を乗り越えて一瞬で蘇生する程の境地に到達出来るものは数少ない。
魔王や神々といった世界を脅かす存在に対する防衛装置である為、完全に覚醒すれば魔王同様に人間らしい自我を失い、ただ世界の敵を滅ぼす装置に成り果てるとされる。そして魔王の対存在である為に、英雄候補がトリニティセブンとしての資格を有する場合、覚醒を果たせば魔王の供たるトリニティセブンの資格と魔道極法を手放さなくてはならない。
大魔公（パラディン）クラス
単純な強さを示す位階ではなく、世界の節目で後述の裁定者が選定する「次代の裁定者候補」を総称したクラス。「真理」に到達した事で存在自体が法則寄りの「天」属性に傾いており、『聖櫃』への接続能力や一つの世界の内に留まらない知覚能力、世界法則を書き換える程の魔術＝魔法などを獲得している。
現役の裁定者による任命制だが、選定基準は魔力の強さ、研究成果、才能、魂の質等と様々である模様。あくまで裁定者の候補である為、同一の『聖櫃』に接続可能な大魔公は各地上世界・天界を問わず同時に複数名存在出来るが、理論上「嫉妬」の大魔公は存在しない。作中では「大魔公クラスの魔道書」と呼ばれる高位の魔道書を所有している例も見られるが、全ての大魔公が同様かは判明していない。
大魔公、あるいは下記の裁定者が「天」の属性を放棄する行為は「堕天」と呼ばれ、そうなった魔道士を「堕天使」と呼称する。これは自らの意思で成す場合もあれば、何らかのペナルティとして強制的に行われる場合も存在する模様。大魔公クラスではない天界の住人にも適用されるのかどうかは、現時点では不明となっている。
裁定者
「天の裁定者」とも呼称される、全時空・全世界に存在する大魔公の頂点。各『聖櫃』につき一人、つまり最大でも十二人しか存在せず、裁定者のみが集う会合では十二星座のレリーフを刻まれた席がそれぞれに割り当てられている。「天翼」と「王冠」、そして「神衣」を有している模様。
天界を主な活動拠点として、世界樹のシステム下にある世界の誕生と滅びのサイクルを見守る存在。場合によっては魔王討伐を行ったり、何かしらの咎を負った天界人を堕天させる役目なども負っているが、必ずしも常に天界で過ごさなくてはいけない訳ではない。また、絶大な力を持ちながらも、ただの大魔公に比べると世界に対して直接的に介入する際に一定の制限を受けている模様。事実上の魔道士の頂点だが、これはつまり全時空のどの魔道士よりも「人」の道を外れて一般的な倫理観が欠如した存在という事でもあり、己のテーマとその研究には抗えないと言われている。そして同時に、その存在は「人」から法則寄りの「天」へと完全な移行を果たしており、人間としての存在性は失われている。
全員が「魔法」を習得しており、戦闘向きか否か等で個人差こそあれ大魔王に比肩し得る実力者揃いだが、流石に「神」に匹敵する程ではないとのこと。普段は仕舞っているが、有する天翼を広げた様を指して「天使」と呼称される事も多い。
作中では、過去に裁定者であった人物が別の名前で登場したり、名前だけで語られる事も多い。現在判明している元裁定者は、「傲慢」のルシフェル公、「憤怒」のオーディーン公及びビブリアの先代であるアザゼル公、「怠惰」のピュータゴラース公、「色欲」のホーエンハイム公及びアルル・アザゼル公、そして「虚飾」のセレスティア公の七名。
天人（てんじん/てんにん）
裁定者の血族を指す名称。「真理」に到達した魔道士の子孫である為、「人」として生まれながらも法則寄りの存在性を有している。この為「最後の鍵（ザ・ラストキー）」の性質を有する者が出現し易く、また「魔法」を獲得し易いともされている。
枢機（カルディナリス）クラス
魔道士の最高位「大魔公」に次ぐ魔力を持つ。生まれつき魔力を宿していることが多い反面、その制御が難しく、「大魔公」に上りつめることができない。その結果、魔力が暴走して消滅もしくは魔物化することが多い。
天界
世界樹のシステム下において、ただ一つしか存在しない特別な世界の一つ。地上世界からは原則知覚できない場所に存在しており、裁定者や大魔公、そしてそれ以外の天人たちが暮らしている。
終焉
世界樹のシステム下において、ただ一つしか存在しない特別な世界の一つ。「終焉図書館」とも呼称される世界の最果てであり、天の塔たる世界樹の最下端に位置している。詳細は、下記の「終焉」を参照。
神曲門（ダンテズゲート）
世界樹のシステム下において、ただ一つしか存在しない特別な世界の一つ。世界の何処かに存在する巨大な門と、それを越えた先に在る世界を纏めた呼称であり、神曲で語られる地獄に近似した九つの世界（≒次元）による連結構造となっている。
入口となる門は稀にただ一つの地上世界と繋がる仕様で、それ以外の期間はどの世界からも断絶した状態であるため、たとえ裁定者であっても干渉する事は出来ない。また、門自体も完全な一方通行であり、大魔道大戦からの永きに渡り、この門を越えた後に戻ってきた魔道士は存在しなかった。「書庫（アーカイブ）」の本体もこの神曲門のどこかに存在するとされているが、詳細は不明。
第一圏「冥界図書館（アケローン）」、第二圏「愛欲者の地獄」、第七圏「暴力者の圏」、第八圏「悪意図書館（マリシャス・ライブラリー）」と言った世界から構成されているが、各圏を移動する手段は非常に限定的。特に、大魔王ディース・トリニティが座す最下層の第九圏については、一つ手前の第八圏からのみ移動出来る仕様となっている。大魔王の座がアラタに移ってからは本編時空と常時接続状態となり、現在は自由な行き来が可能となった。
世界自体が魔王との繋がりが深く、魔王因子の保有者に供給される魔力は次元を超えてこの世界から齎されている。ディース・トリニティが最下層に封印される以前については、作中では明らかにされていない。
図書館（ライブラリー）
世界各地に存在する魔道遺跡の総称であり、魔王によって滅びを迎えた他の時空の残滓であるとも文字通り異世界の図書館であるとも言われている。それ自体が小さな一つの世界であり、内部には世界に関する禁断の知識や神話武装や魔術の奥義、そして魔王因子が封印されていることが多いものの、一方で強力な魔物が生息する迷宮と化している例も多いとのこと。また、例外としてこの世界の魔道士の手によって人工的に造られたものや、魔術によって構築された仮初の空間としてのそれも登場する。以下は、作中でも特に重要なものを記す。
永劫図書館
王立ビブリア学園に封印されていた遺跡であり、かつて数秘術の始祖ピュータゴラースによって造られた時空概念の外にある特殊な図書館。本編時点ですでに廃墟となっており、関係する秘密は無いと思われていたが、世界を破滅へ導く「魔王の因子」が封印されており魔道士がそれを抵触することは禁忌となっていた。また、特徴としてあらゆる未来と過去を「在ったこと」にする為、派生作品「リーゼ・クロニクル」では時空の修復に伴い一度は存在が失われた筈のアリエスが復活している。
天空図書館
王立ビブリア学園付近の廃墟で、上空に浮遊する遺跡。直下にはかつてアキオの故郷でもある街があったが、天空図書館の古代兵器によってアキオ以外の全てが消滅させられた。結界によって肉眼では見えないようになっており、魔王因子に反応し、結界を破ろうとする者に対し迎撃を行ってくる。ルーグの神話武装もここに封印されていたもの。
古より天空に在り世界の全てを見守り、叡智を司ると語り継がれており、ビブリア学園長曰く、魔王に関する知識が眠っている。他にも多くの古代兵器が封じられている。一度中に入れば魔道昇降機でしか外に出られないほか、図書館の内部には魔王因子を持つ者に対し魔力の流れを乱す攻撃を行う巡回セキュリティが存在する。防衛機構の最たるものが限定召喚された異世界魔王アビィスだったが、彼は作中でアラタに敗北することで魔王としては消滅し、現在は魔王兵器カイーナの化身として地上で自由に暮らしている。
終焉図書館
あらゆる時空において己の世界を滅ぼした魔王が、遂には自身をも滅ぼして魔王因子のみと成り果てた後に辿り着くという世界の最果ての地。世界を滅ぼすシステムである魔王に死後唯一与えられる安息の地であり、ここに辿り着く為には失われた色欲のテーマ「終焉（ターミナス）」が必要不可欠であるとされる。別名「終焉世界」。上記の世界樹システムの中では数少ない、“同種の世界が存在しない世界”のうちの一つ。
本編の17年前にアナスタシアがこの世界から消滅した際に、肉体も存在も失った魂だけの存在として転生した世界。魔王にとって彼女は自分たちの安息を守ってくれる聖女である為、彼女が求めた場合にのみ空っぽの鎧に宿る魔王騎士として彼女に助力するシステムになっている。のちに大魔公となったアーシャが封印を解いてアナの魂を迎えに来てからは、地上と限定的に直通の道を構築した上で、彼女たちの本拠地として使われていた。
本編の一連の事件を経て、確たる存在を取り戻した彼女によって再び封印を施されている。
悠久図書館
小説版第二巻及び劇場版第一弾、そして本編17以降で登場する空間であり、錬金術の始祖ホーエンハイムによって造られた人工の図書館。全てが滅んだ先の未来や、超古代文明が栄えた過去、あるいは時の最果てとも謳われる場所とされる。
小説版及び劇場版で登場したのは、封印されていたラスト・トリニティがアナスタシアの誘導で目覚めるのと同時にビブリア学園の立地を模倣して表出したものであり、核となるエリアを中心に複数の錬金術によるトラップが仕込まれ数多くの魔物も内包していたが、事件解決と同時に消滅している。
本編では、神曲門内部の第七圏において、かつてのホーエンハイムであるリビックが自身の本拠地として構築したものが登場。カグナッツォの転移によってアラタとリリス、そしてリリムを迎え入れ、彼を試すべく戦闘を行った。また、残り百体近い始祖型ラスト・トリニティのスペアの肉体もここに保管されている。
魔王図書館
大魔王ディース・トリニティが保有する究極のアーティファクトであり、単に魔王城とも称される。図書館の名を冠してはいるが、これは地上風に表現した名称に過ぎず、その本質はディースが居住する本拠地としての城の下部に地続きで存在する超巨大な構造物。複数の竜頭と魔力捕食用の触手などを備えた、大魔道大戦時におけるディースの切り札とされる。
これまでディースが捕食してきた無数の魔道士たちの魔力でその存在が構成されており、十二個存在する竜頭の一つ一つに十二魔将と完全に同一の専門術式及びテーマ、そして魔力を宿している。魔力に至っては全盛期のそれを再現している為、十二魔将側の消耗によっては本体よりこちらの方が強力という事態になることも。十二魔将の多くがアラタ側に味方したことで、最終手段として全能力を解放し、彼らを相手取った。

魔道学園
王立ビブリア学園を含め、本作の世界には5つの魔道学園が存在する。そのうち、王立校はビブリア学園、リベル学園、アカーシャ学園の3つ。世界で認められた「大魔公」レベルの者が学園長に就く。学園ごとに魔道研究の方針が異なるため、協力関係になることは皆無。
学園は遺跡や神聖な場所の跡地に建設されるため、その場所に関する謎が多い。王立ビブリア学園も太古の遺跡に建設されたため、地下の巨大迷宮など未解明な場所がある。
王立ビブリア学園
各国からの資金供給により運営されている、全寮制の超秘密教育機関。極秘裏で未解決事件や魔道的事件を調査・解決するための魔道士（メイガス）を育成する。また、敷地内には特別療養を目的に造られた露天風呂施設（温泉）もある。
王立図書館検閲官（グリモワールセキュリティ）
「崩壊現象」を完全に除去するために任命された集団。王立ビブリア学園の在校生の中から優秀な魔道士が選任され、さらにその中から、首席検閲官および次席・参席が、学園内で単一魔道に精通した「トリニティセブン」から選任される。現在においては首席をミラ、次席をアラタ（リーゼの代わり）、参席をアキオが担当している。世界のどこかで「崩壊現象」が発生、または発生が予想される場合に派遣され、それを破壊・停止することが主な任務である。
現在、世界中で危険レベルの高い「崩壊現象」が発生しており、ミラとアキオの二人が任務に就くことがほとんどとなっている。構成員の数は多くないものの、公表されてはいない。
焚書部隊
派生作品「トリニティセブン -リヴィジョン-」に登場する王立ビブリア学園所属の魔道士チームの一つで、隊長は常道スミス。特に危険で邪悪な魔道書を消滅させる事を任務として、各地に派遣されている。王立図書館検閲官との間に上下関係等があるのかについては、現在までの時点で明かされていない。
王立リベル（魔道）学園
全世界にある王立魔道学園の1つ。学園長は王立ビブリア学園と同じく「大魔公」レベルの者が就いていた。この学園には「トリニティセブン」に相当する魔道士はいなかったものの、魔道に関する宝物が収められており、「魔道具」の研究に関しては他の魔道学園の追随を許さなかった。現在は建物や敷地を含めて消滅し、廃墟が残るのみである。
福音探究会（イシュ・カリオテ）
元・王立リベル学園のマスターリベルをはじめ、春日聖やルーグなどの魔道士が所属する集団。王立リベル学園を自主的に崩壊させている。「魔王討伐」を目的とし、この世界が魔王によって滅ぼされる前に魔王を滅ぼし、「世界を生まれ変わらせない」という概念を覆して世界を作り直す活動を主としている。
人数や規模など素性は不明だが、全ての魔道士が「魔王因子」を宿していることや、何かしらの方法で3つの魔道「トリニティ」に達していることから、禁忌の手法を用いているものと見られる。現在はトリニティセブンに復帰しているリーゼも、かつてはこの集団に所属していた。
王立アカーシャ学園
王立魔道学園の1つであり、学園長も同様に「大魔公」であるマスター・アカーシャが務める。様々な物品に対する付与魔術の研究が盛んに行われており、伝説級の武具・宝物の類が数多く集められている。17年前の時点ではエーテリアが大魔公として学園長の地位に就いていたが、現在はアーシャがその跡を継いだ。学園長には初代アカーシャが造ったともされる異空間の宝物庫「虚空図書館」の展開資格が伝わっており、現実世界に対して120倍の速度で時間が流れるここはアーシャ本人やアラタ、そしてミラの修業にも使われている。
神
別名「魔神クラス」とも称される、別次元かつ超高次元の概念存在。現時点で四柱の神々が確認されており、その全てが超巨大な肉体を持つ「巨人」の姿を取っている。
肉体のサイズに相応しい巨大かつ高性能な頭脳と無限の魔力、そして人にはまず辿り着けない純粋な概念である「単一テーマ」を有しており、超常の力を持つ魔道士をしても敵わない存在。内包している力は複数の世界を隔てていても尚視認が可能な程に強大であり、意識を向けられていなくても世界が軋み、明確に認識されてしまえばそれだけでトリニティセブン級の魔道士が余さず封じられてしまう程に隔絶している。
大魔道大戦の折に大魔王ディース・トリニティによって召喚されて猛威を振るったが、当時の魔道士たちの犠牲によって退けられ、主神たる「深闇の女神」に至ってはセレスの消滅と引き換えに「憂鬱」の書庫と共に何処かに封印されていた。小説版では「大戦の折に大きく数を減らして、異次元の彼方である天界で細々と暮らしている」という言及と共に神を指して「天界人」との呼称が用いられているが、この例における天界が上記の世界樹のシステム下における天界と同一かどうかは不明となっている。
邪神
醜悪な姿と強大な魔力を伴った怪物で、サイズは人間大から非常に巨大なものまで様々な個体が存在する。「神」の名を持っていても、「神」そのものではない。
「女神たち」と称される神のいずれかによって生み出された落とし子が、遠く忘れ去られた世界で相互捕食の末により強大な「生命体」となったもの。従来の法則に生きる人間とは全く別の法則を帯びた異次元存在である為、それを上手く解析する事が出来れば恩恵を得られるとされるが、大抵の人間は膨大な異次元の情報に耐え切れず、場合によっては捕食されてしまう。
星辰術（サモン・アストロジー）の使い手たちが交信する相手であり、この専門術式を修めた多くの魔道士を発狂に追いやってきた原因。これを大小無数に揃えた「邪神軍」を狂気に堕ちることなく使役する力も由来となって、マスター・リベルは「大司教」の称号を贈られている。
神人（しんじん）
大魔道大戦の折に大量に製造された生物兵器。当時大魔王ディース・トリニティが召喚した神の因子を研究し、人間の魂と組み合わせる事で作られており、大戦終結時にその全てが廃棄されたとされている。ルーグはその中で唯一の生き残り。
「書庫」を問わずあらゆる神話武装を使いこなし、様々な魔道を使いこなすことが可能であったとされている。一方で、当時の使用者であった裁定者に反逆出来ないように、という意図から、「書庫」及び『聖櫃』に対する接続は出来ないように設定されていた。

## 派生作品
トリニティセブン レヴィ忍伝
『月刊ドラゴンエイジ』2015年12月号から2017年1月号まで連載された。作画は華尾ス太郎。
風間レヴィを主人公に据え、本編とは一線を画したストーリーが展開される。
トリニティセブン リーゼクロニクル
『月刊ドラゴンエイジ』2017年3月号から2018年7月号まで連載された。作画は阿倍野ちゃこ。
リーゼロッテ＝シャルロックを主役に据えた、崩壊へ至る未来を救うために過去へ遡って戦うスピンオフ作品。
トリニティセブンさん
ニコニコ静画内の『ドラドラドラゴンエイジ』2016年4月1日配信号から12月23日配信号まで連載された。作画は森みさき。
本編のキャラクターが登場するオムニバス形式のショートコメディ。
トリニティセブン セブンデイズ
『月刊ドラゴンエイジ』2018年9月号から2019年3月号まで連載された。作画は森みさき。
アナスタシア救出後の7日間の出来事を描いている。
トリニティセブン アナスタシア聖伝
『月刊ドラゴンエイジ』2019年10月号から2021年3月号まで連載された。作画はBcoca。
トリニティセブン ｰリヴィジョンｰ
『別冊ドラゴンエイジ』Vol.9から連載開始し、同誌をリニューアルした『ヤングドラゴンエイジ』Vol.12まで連載。作画は西尾洋一。

## 書誌情報

### コミックス
- サイトウケンジ（原作） / 奈央晃徳（作画） 『トリニティセブン 7人の魔書使い』 KADOKAWA〈ドラゴンコミックスエイジ〉、既刊32巻（2025年3月7日現在）
  1. 2011年7月9日発売[14]、ISBN 978-4-04-712737-1
  2. 2011年11月9日発売[15]、ISBN 978-4-04-712760-9
  3. 2012年4月9日発売[16]、ISBN 978-4-04-712791-3 - 巻末に書き下ろしの4コマ漫画が収録。
  4. 2012年9月8日発売[17]、ISBN 978-4-04-712828-6
  5. 2013年1月9日発売[18]、ISBN 978-4-04-712851-4
  6. 2013年5月9日発売[19]、ISBN 978-4-04-712873-6
  7. 2013年12月9日発売[20]、ISBN 978-4-04-712964-1 - 巻末に書き下ろしの4コマ漫画が収録。
  8. 2014年4月9日発売[21]、ISBN 978-4-04-070079-3
  9. 2014年8月8日発売[22]、ISBN 978-4-04-070266-7
  10. 2014年11月7日発売[23]、ISBN 978-4-04-070265-0
  11. 2015年4月9日発売[24]、ISBN 978-4-04-070349-7
    - 「ブルーレイ付き限定版」2015年3月25日発売[25]、ISBN 978-4-04-070350-3

  12. 2015年8月8日発売[26]、ISBN 978-4-04-070351-0
  13. 2016年1月9日発売[27]、ISBN 978-4-04-070798-3
  14. 2016年4月9日発売[28]、ISBN 978-4-04-070799-0
  15. 2016年8月9日発売[29]、ISBN 978-4-04-070993-2
  16. 2017年2月9日発売[30]、ISBN 978-4-04-072178-1
  17. 2017年8月8日発売[31]、ISBN 978-4-04-072390-7
  18. 2018年2月9日発売[32]、ISBN 978-4-04-072598-7
  19. 2018年7月9日発売[33]、ISBN 978-4-04-072780-6
  20. 2019年3月9日発売[34]、ISBN 978-4-04-073097-4
  21. 2019年8月9日発売[35]、ISBN 978-4-04-073290-9
  22. 2020年3月9日発売[36]、ISBN 978-4-04-073570-2
  23. 2020年6月9日発売[37]、ISBN 978-4-04-073686-0
  24. 2020年10月9日発売[38]、ISBN 978-4-04-073840-6
  25. 2021年4月9日発売[39]、ISBN 978-4-04-074053-9
  26. 2021年10月8日発売[40]、ISBN 978-4-04-074268-7
  27. 2022年4月8日発売[41]、ISBN 978-4-04-074500-8
  28. 2022年10月7日発売[42]、ISBN 978-4-04-074717-0
  29. 2023年5月9日発売[43]、ISBN 978-4-04-074956-3
  30. 2023年12月8日発売[44]、ISBN 978-4-04-075243-3
  31. 2024年8月8日発売[45]、ISBN 978-4-04-075548-9
  32. 2025年3月7日発売[46]、ISBN 978-4-04-075830-5
- サイトウケンジ（原作） / 奈央晃徳（作画） / 華尾ス太郎（作画） 『トリニティセブン レヴィ忍伝』 KADOKAWA〈ドラゴンコミックスエイジ〉、全3巻
  1. 2016年4月9日発売[47]、ISBN 978-4-04-070882-9
  2. 2016年8月9日発売[48]、ISBN 978-4-04-070994-9
  3. 2017年2月9日発売[49]、ISBN 978-4-04-072180-4
- サイトウケンジ（原作） / 奈央晃徳（キャラクター原案） / 森みさき（作画） 『トリニティセブンさん』 KADOKAWA〈ドラゴンコミックスエイジ〉2017年2月9日発売[50]、ISBN 978-4-04-072181-1
- サイトウケンジ（原作） / 奈央晃徳（キャラクター原案） / 阿倍野ちゃこ（作画） 『トリニティセブン リーゼクロニクル』 KADOKAWA〈ドラゴンコミックスエイジ〉、全3巻
  1. 2017年8月8日発売[51]、ISBN 978-4-04-072389-1
  2. 2018年2月9日発売[52]、ISBN 978-4-04-072602-1
  3. 2018年7月9日発売[53]、ISBN 978-4-04-072774-5
- サイトウケンジ（原作） / 奈央晃徳（キャラクター原案） / 森みさき（作画） 『トリニティセブン セブンデイズ』 KADOKAWA〈ドラゴンコミックスエイジ〉、2019年3月9日発売[54]、ISBN 978-4-04-073092-9
- サイトウケンジ（原作） / 奈央晃徳（キャラクター原案） / Bcoca（作画） 『トリニティセブン アナスタシア聖伝』 KADOKAWA〈ドラゴンコミックスエイジ〉、全3巻
  1. 2020年3月9日発売[55]、ISBN 978-4-04-073574-0
  2. 2020年10月9日発売[56]、ISBN 978-4-04-073839-0
  3. 2021年4月9日発売[57]、ISBN 978-4-04-074056-0
- サイトウケンジ（原作） / 奈央晃徳（キャラクター原案） / 西尾洋一（作画） 『トリニティセブン-リヴィジョン-』 KADOKAWA〈ドラゴンコミックスエイジ〉、全3巻
  1. 2020年3月9日発売[58]、ISBN 978-4-04-073687-7
  2. 2021年10月8日発売[59]、ISBN 978-4-04-074272-4
  3. 2022年10月7日発売[60]、ISBN 978-4-04-074719-4

### ノベライズ
トリニティセブン 7人の魔書使い The Novel
サイトウケンジ自身によるノベライズ。本編を補完する形で外伝としてのエピソードが描かれている。
KADOKAWA 富士見書房〈ドラゴンコミックスエイジ〉、既刊3冊（2018年1月9日現在）。
1. 『深夜挿話（ナイトエピソード）と過去記憶（ロストメモリー）』 2014年11月8日発売、ISBN 978-4-04-070267-4。
2. 『悠久図書館（エターニティライブラリー）と錬金術少女（アルケミックガール）』 2014年12月29日発売、ISBN 978-4-04-070352-7。
3. 『聖なる巫女（ホーリーメイデン）と八番目の書庫（エルダーアーカイブ）』 2018年1月9日発売、ISBN 978-4-04-072570-3。

### その他
以下の内「トリニティセブンRPG」以外は、KADOKAWA 富士見書房〈ドラゴンコミックスエイジ〉より刊行。
トリニティセブン 7人の魔書使い 公式ガイドブック 叡智の書
2015年4月9日発売、ISBN 978-4-04-070407-4。
登場人物の詳細や煩雑な魔術・研究テーマ・書庫の解説のほか、描き下ろしのコミックなどを収録している。
トリニティセブン 7人の魔書使い コミックアンソロジー
2016年1月9日発売、ISBN 978-4-04-070785-3。
月刊ドラゴンエイジにて掲載されたアンソロジー作品に加え、描き下ろしのピンナップ作品が収録されている。
トリニティセブンRPG
#テーブルトークRPGの節を参照。

## ドラマCD
2012年9月7日にフロンティアワークスから発売された。初回特典にはジャケットサイズのポストカードが同梱されている。
ドラマCD化は2012年4月11日に発表され、『月刊ドラゴンエイジ』2012年8月号にてメイン担当声優が発表された。
ドラマの内容は、原作者のサイトウが新たに書き下ろしたエピソードである。また、ジャケットは作画担当の奈央による描き下ろしである。

### スタッフ（ドラマCD）
- 原作・脚本 - サイトウケンジ
- 作画・イラスト・挿絵 - 奈央晃徳
- 演出 - 関根奈美
- エンジニア - 成田一明
- アシスタントエンジニア - 鈴木裕幸（デルファイサウンド）
- 音響効果 - エヴァンス
- 音楽 - MERONEST
- 音響製作担当 - 北垣貴司（ドリーム・フォース）
- 音響製作 - ドリーム・フォース
- スタジオ - 整音スタジオ、デルファイサウンド
- マスタリングスタジオ - 東京CDセンター
- エグゼクティブプロデューサー - 及川武（フロンティアワークス）
- プロデューサー - 松澤博（フロンティアワークス）
- デザイン - 石阪嘉康（Qalatta）

### 各話リスト（ドラマCD）
1. 第1話 - 魔王候補（アドミニスター）と一つの指輪（ア・リング）
2. 第2話 - 夜の課外授業（ナイトレッスン）と空間閉鎖（プリズンロック）
3. 第3話 - ドラマCD版特別エピソード 7人の魔書使い（トリニティセブン）と魔王候補（アドミニスター）
4. フリートーク

## テレビアニメ
2014年2月14日に富士見書房の公式サイトにて、アニメ化の企画が進行していると発表され、『月刊ドラゴンエイジ』2014年9月号にてメイン担当声優が発表された。『トリニティセブン』のタイトルで、同年10月より12月までテレビ東京他にて放送された。
テレビ東京のみ、当番組が2014年12月14日に「幕張メッセ」で開催の『アニメJAM2014』に出展するため、開催直前まで次回予告後にメインキャラクター役の声優2人が告知を行っていた。その関係で、イベント開催直前週まで提供クレジットパートを設けておらず、本編にて画面右下に提供表示を出していた。

### スタッフ
- 原作 - サイトウケンジ・奈央晃徳（KADOKAWA 富士見書房 月刊ドラゴンエイジ連載）
- 監督 - 錦織博
- シリーズ構成 - 吉野弘幸
- キャラクターデザイン - 友岡新平
- クリーチャーデザイン - 森木靖泰
- プロップデザイン - 岡戸智凱
- 武器デザイン - 大塚あきら
- 美術設定 - 泉寛
- 美術監督 - 大久保錦一
- 色彩設計 - 西村薫
- 撮影監督 - 榎本めぐみ
- 3DCG - 山口直人
- 特殊効果 - 福田直征
- 編集 - 関一彦
- 音響監督 - えびなやすのり
- 音楽 - TECHNOBOYS PULCRAFT GREEN-FUND
- 音楽制作 - エイベックス・ピクチャーズ、テレビ東京ミュージック
- プロデューサー - 飯泉朝一、坂本浩一、康村諒、紅谷佳和、清水美佳、納谷僚介、高篠秀一、田島宏行、淡路徹、石垣毅、野口雄作
- アニメーションプロデューサー - 桑原誠
- アニメーション制作 - セブン・アークス・ピクチャーズ
- 製作 - トリニティセブン製作委員会（エイベックス・ピクチャーズ、KADOKAWA 富士見書房BC、セブン・アークス、テレビ東京、AT-X、スタジオマウス、創通、ドコモ・アニメストア、ピーエムオフィスエー、キュー・テック、DeNA）

### 主題歌
オープニングテーマ「Seven Doors」
作詞・作曲・編曲・歌 - ZAQ
エンディングテーマ
全作詞・作曲・編曲 - TECHNOBOYS PULCRAFT GREEN-FUND
「BEAUTIFUL≒SENTENCE」（第1話 - 第3話）
歌 - メイガス・トゥー［浅見リリス（原由実）、神無月アリン（内田彩）］
「SHaVaDaVa in AMAZING♪」（第4話 - 第6話）
歌 - ユイレヴィ♡［風間レヴィ（佐倉綾音）、倉田ユイ（村川梨衣）］
「ReSTART "THE WORLD"」（第7話、第9話、第11話）
歌 - TWINKle MAGIC［リーゼロッテ・シャルロック（東山奈央）、セリナ・シャルロック（洲崎綾）］
「TRINITY×SEVENTH＋HEAVEN」（第8話、第10話、第12話、OVA）
歌 - Security Politti［山奈ミラ（日笠陽子）、不動アキオ（柚木涼香）］

### 各話リスト
| 話数 | サブタイトル                                                              | 脚本             | 絵コンテ       | 演出       | 作画監督                                         | 総作画監督        |
| ---- | ------------------------------------------------------------------------- | ---------------- | -------------- | ---------- | ------------------------------------------------ | ----------------- |
| #01  | 魔王候補（アドミニスタ）と 第三の選択（サードセレクション）               | 吉野弘幸         | 錦織博         | 錦織博     | 友岡新平                                         | -                 |
| #02  | 空間閉鎖（プリズンロック）と 王立図書館検察官（グリモワールセキュリティ） | 吉野弘幸         | 西森章         | 小平麻紀   | 橋本貴吉、河本美代子                             | 友岡新平          |
| #03  | 魔道士（メイガス）と 錬金術（アルケミスト）                               | サイトウケンジ   | 錦織博         | 錦織博     | 菅野智之                                         | 小谷杏子          |
| #04  | 巨大迷宮（ラビリンス）と 魔銃起動（マジックガンナー）                     | 吉野弘幸         | 西森章         | 佐々木純人 | 梶浦紳一郎、長山延好                             | 友岡新平          |
| #05  | 夢の世界（ドリームワールド）と 第二の魔王候補（サブアドミニスター）       | サイトウケンジ   | よしもときんじ | 上原秀明   | 河本美代子、平田賢一 Park Sang Wook Lee Jae Wook | 小谷杏子          |
| #06  | 悪の魔道士（ダークメイジ）と 学園襲撃（ビッグイベント）                   | ヤスカワショウゴ | 平川哲生       | 福島陽子   | 萩原正人                                         | 奥山鈴奈 橋立佳奈 |
| #07  | 秘奥義（ロストテクニカ）と 異変解決（プロブレム・ソルヴィング）           | 吉野弘幸         | 田中雄一       | 二宮壮史   | 小野可奈子                                       | 小谷杏子          |
| #08  | 魔道勉強（スタディ）と 安息日（ホリデイ）                                 | 吉野弘幸         | 東海林真一     | 浅利藤彰   | 高乗陽子、服部憲知 鷲田敏弥                      | 友岡新平          |
| #09  | 魔道書戦闘（バイブルバトル）と 過去記憶（スイートメモリー）               | ヤスカワショウゴ | 西森章         | 吉田俊司   | 中西和也、藤田正幸 JANG HYUN GEUN KIM JUNGCHUL   | 小谷杏子          |
| #10  | 支配者（ゲームマスター）と 憤怒の魔人（セイタンスレイヴ）                 | サイトウケンジ   | 上坪亮樹       | 佐藤清光   | 片山敬介、桑原良介 飯飼一幸、輿石暁              | 奥山鈴奈 橋立佳奈 |
| #11  | 光輝剣士（フィアナナイツ）と 姉妹の絆（シスターズ）                       | ヤスカワショウゴ | 福田道生       | 上原秀明   | 友岡新平、河本美代子 金正鐡、藤田正幸 平田賢一   | 友岡新平          |
| #12  | 聖戦少女（クリミナルガール）と 魔王世界（ヒズワールド）                   | 吉野弘幸         | 錦織博         | 錦織博     | 服部憲知、大西陽一 安本学、小橋陽介              | 小谷杏子          |
| OVA  | 七つの大罪と七魔道士                                                      | サイトウケンジ   | 小平麻紀       | 小平麻紀   | 友岡新平                                         | -                 |

### 放送局
| 放送地域   | 放送局     | 放送期間                  | 放送日時                     | 放送系列       | 備考                            |
| ---------- | ---------- | ------------------------- | ---------------------------- | -------------- | ------------------------------- |
| 関東広域圏 | テレビ東京 | 2014年10月8日 - 12月24日  | 水曜 1:40 - 2:10（火曜深夜） | テレビ東京系列 | 製作委員会参加                  |
| 愛知県     | テレビ愛知 | 2014年10月8日 - 12月24日  | 水曜 3:05 - 3:35（火曜深夜） | テレビ東京系列 |                                 |
| 大阪府     | テレビ大阪 | 2014年10月11日 - 12月27日 | 土曜 2:40 - 3:10（金曜深夜） | テレビ東京系列 |                                 |
| 日本全域   | AT-X       | 2014年10月11日 - 12月27日 | 土曜 18:00 - 18:30           | CS放送         | 製作委員会参加 リピート放送あり |

| 放送地域 | 放送局             | 放送期間                  | 放送日時           | 放送系列   | 備考                                            |
| -------- | ------------------ | ------------------------- | ------------------ | ---------- | ----------------------------------------------- |
| 日本全域 | dアニメストア      | 2014年10月12日 - 12月28日 | 日曜 12:00 更新    | ネット配信 | 製作委員会参加 見放題サービス利用者は全話見放題 |
| 日本全域 | バンダイチャンネル | 2014年10月12日 - 12月28日 | 日曜 12:00 更新    | ネット配信 |                                                 |
| 日本全域 | ニコニコチャンネル | 2014年10月12日 - 12月28日 | 日曜 12:00 更新    | ネット配信 |                                                 |
| 日本全域 | ニコニコ生放送     | 2014年10月12日 - 12月28日 | 日曜 22:30 - 23:00 | ネット配信 |                                                 |

### BD / DVD
| 巻 | 発売日         | 収録話          | 規格品番   | 規格品番   |
| 巻 | 発売日         | 収録話          | BD         | DVD        |
| -- | -------------- | --------------- | ---------- | ---------- |
| 1  | 2014年12月19日 | 第1話 - 第2話   | EYXA-10111 | EYBA-10105 |
| 2  | 2015年1月23日  | 第3話 - 第4話   | EYXA-10112 | EYBA-10106 |
| 3  | 2015年2月27日  | 第5話 - 第6話   | EYXA-10113 | EYBA-10107 |
| 4  | 2015年3月27日  | 第7話 - 第8話   | EYXA-10114 | EYBA-10108 |
| 5  | 2015年4月24日  | 第9話 - 第10話  | EYXA-10115 | EYBA-10109 |
| 6  | 2015年5月22日  | 第11話 - 第12話 | EYXA-10116 | EYBA-10110 |

| テレビ東京 火曜 1:40 - 2:10（月曜深夜）          | テレビ東京 火曜 1:40 - 2:10（月曜深夜） | テレビ東京 火曜 1:40 - 2:10（月曜深夜） |
| 前番組                                           | 番組名                                  | 次番組                                  |
| ------------------------------------------------ | --------------------------------------- | --------------------------------------- |
| 絆体感TV 機動戦士ガンダム 第07板倉小隊 （第6期） | トリニティセブン                        | 美男高校地球防衛部LOVE!                 |

## 劇場アニメ
2016年7月9日には劇場アニメ化が発表され、2017年2月25日に第1弾『劇場版 トリニティセブン -悠久図書館と錬金術少女-』がエイベックス・ピクチャーズの配給により全国18の劇場にて公開された。2019年3月29日に第2弾『劇場版 トリニティセブン -天空図書館と真紅の魔王-』（げきじょうばん トリニティセブン ヘブンズライブラリーとクリムゾンロード）が公開された。なお、第2弾の作品はPG12指定である。

### スタッフ（劇場アニメ）
|                                 | 第1弾                                                              | 第2弾                                                       |
| ------------------------------- | ------------------------------------------------------------------ | ----------------------------------------------------------- |
| 原作                            | サイトウケンジ・奈央晃徳（KADOKAWA 月刊ドラゴンエイジ連載）        | サイトウケンジ・奈央晃徳（KADOKAWA 月刊ドラゴンエイジ連載） |
| 監督                            | 錦織博                                                             | 錦織博                                                      |
| 脚本                            | サイトウケンジ                                                     | サイトウケンジ                                              |
| 脚本協力                        | 吉野弘幸                                                           | -                                                           |
| キャラクターデザイン 総作画監督 | 友岡新平                                                           | 友岡新平                                                    |
| クリーチャーデザイン            | 森木靖泰                                                           | 森木靖泰                                                    |
| 武器デザイン                    | 大塚あきら                                                         |                                                             |
| プロップデザイン                | 岡戸智凱                                                           |                                                             |
| 美術監督                        | 大久保錦一/HIJIRI                                                  | 山本恵、スタジオちゅーりっぷ                                |
| 色彩設計                        | 西村薫                                                             | 西村薫                                                      |
| 撮影監督                        | 榎本めぐみ                                                         | 後藤真美                                                    |
| 美術設定                        | 泉寛                                                               | 泉寛                                                        |
| 特殊効果                        | 福田直征                                                           | 福田直征                                                    |
| 3DCG                            | 山口直人                                                           | 山口直人                                                    |
| 3DCG                            | -                                                                  | 川島浩二（風波）                                            |
| 編集                            | 関一彦                                                             | 関一彦                                                      |
| 音響監督                        | えびなやすのり                                                     | えびなやすのり                                              |
| 音響監督                        | -                                                                  | スタジオマウス                                              |
| 音響制作                        | スタジオマウス                                                     |                                                             |
| 音楽                            | TECHNOBOYS PULCRAFT GREEN-FUND                                     | TECHNOBOYS PULCRAFT GREEN-FUND                              |
| 音楽制作                        | エイベックス・ピクチャーズ、テレビ東京ミュージック                 | エイベックス・ピクチャーズ、テレビ東京ミュージック          |
| プロデューサー                  | 正木大督、松田吉史                                                 | 正木大督、松田吉史                                          |
| プロデューサー                  | 紅谷佳和、細田成樹、正木大督 納谷僚介、松村俊輔、清水美佳 吉田雄哉 | 日野亮、市井美帆、飯塚彩 岡村武真、佐藤友隆                 |
| アニメーション制作              | セブン・アークス・ピクチャーズ                                     | セブン・アークス・ピクチャーズ                              |
| 製作                            | トリニティセブンE.A.製作委員会                                     | トリニティセブンH.C.製作委員会                              |
| 配給                            | エイベックス・ピクチャーズ                                         | エイベックス・ピクチャーズ                                  |

### 主題歌（劇場アニメ）
第1弾
「Last Proof」
作詞・作曲・編曲・歌 - ZAQ
第2弾
「Against The Abyss」
歌 - ZAQ

## ゲーム

### モバイルゲーム
いずれもアプリ内課金制。
トリニティセブン
2014年12月8日から2015年12月29日まで、スマートフォン用Mobageにて提供された。サービス提供はNextNinja。
トリニティセブン -夢幻図書館と第7の太陽-
2019年3月22日から2023年6月13日まで、スマートフォン用ネイティブアプリとして提供された。配信元はエイベックス・ピクチャーズ、開発・運営はポッピンゲームズジャパン、開発協力はふんどしパレード。副題は「ファンタズムライブラリーとセブンスソル」と読む。

### テーブルトークRPG
トリニティセブンRPG
KADOKAWAより発売。
2019年4月2日発売。ISBN 978-4-04-072994-7。
著者は原作者のサイトウケンジと、サイトウケンジ率いるエクスライターズ。ゲームデザインは泉川瀧人。原作者の奈央晃徳が新キャラクターを描き下ろし、設定もサイトウケンジが監修。ルール、データの他、原作キャラクターも登場するゲーム入門用のシナリオが2本収録。